# 고대 이집트
고대 이집트는 북동아프리카의 나일강 하류를 중심으로 형성된 문명의 요람이었다. 기원전 3150년경(이집트사 연대학에 따르면), 메네스에 의해 상하 이집트가 통일되면서 선사 시대 이집트에서 등장했다. 메네스는 대다수의 이집트학자들이 나르메르와 동일 인물로 추정한다. 고대 이집트의 역사는 상대적 불안정기인 "중간기"가 간헐적으로 끼어든 일련의 안정적인 왕국들로 전개되었다. 이 안정적인 왕국들은 세 시기 중 하나에 존재했는데, 청동기 시대 초기의 고왕국, 청동기 시대 중기의 중왕국, 또는 청동기 시대 후기의 신왕국이다.
고대 이집트의 힘은 신왕국 시기에 정점에 달했으며, 그 지배력은 누비아의 상당 부분과 레반트의 상당 부분까지 확장되었다. 이 시기 이후 이집트는 서서히 쇠퇴하는 시기에 접어들었다. 역사 과정에서 힉소스, 쿠시인, 아시리아인, 페르시아인을 포함한 여러 외세 문명의 침략 또는 정복을 받았으며, 가장 주목할 만한 것은 그리스인과 그 다음은 로마인이었다. 고대 이집트의 종말은 기원전 332년 알렉산드로스 대왕의 전쟁 중 말기 왕조의 종말 또는 기원전 30년 로마의 이집트 정복 중 그리스 지배의 프톨레마이오스 왕국의 종말로 다양하게 정의된다. 서기 642년, 아랍의 이집트 정복은 이 지역의 천년 간의 그리스-로마 시대를 끝냈다.
고대 이집트 문명의 성공은 부분적으로 나일강의 조건에 적응하는 능력에서 비롯되었다. 예측 가능한 나일강의 범람과 비옥한 계곡의 통제된 관개는 잉여 작물을 생산하여 더 밀집된 인구를 부양하고 상당한 사회 및 문화 발전을 가능하게 했다. 잉여 자원을 통해 행정부는 계곡과 주변 사막 지역의 광물 개발, 독립적인 문자 체계의 초기 개발, 집단 건설 및 농업 프로젝트 조직, 다른 문명과의 무역, 그리고 군대를 후원하여 근동 전역에서 이집트의 지배력을 확립했다. 이러한 활동을 동기 부여하고 조직한 것은 지배하는 파라오의 통제 아래 있는 엘리트 서기, 종교 지도자 및 행정가로 구성된 관료제였으며, 이들은 정교한 종교적 신념 체계 속에서 이집트 사람들의 협력과 단결을 보장했다.
고대 이집트의 많은 업적 중에는 기념비적인 피라미드, 신전, 오벨리스크 건설을 가능하게 한 채석, 측량 및 건축 기술, 수학 체계, 실용적이고 효과적인 의학 체계, 관개 시스템 및 농업 생산 기술, 최초로 알려진 널빤지 보트, 이집션 페이언스 및 유리 기술, 새로운 형태의 문학, 그리고 가장 오래된 평화 조약이 있는데, 이는 아나톨리아에 기반을 둔 히타이트 제국과 비준되었다. 고대 이집트의 미술과 건축은 널리 모방되었고, 고대 이집트의 유물은 세계 각지에서 연구되고 감탄받거나 탐욕의 대상이 되었다. 마찬가지로, 고대 이집트의 기념비적인 유적은 수천 년 동안 여행자와 작가들의 상상력을 자극했다. 근세에 진정으로 시작된 유물과 발굴에 대한 새로운 유럽 및 이집트의 존중은 고대 이집트와 그 사회에 대한 많은 과학적 연구와 그 문화유산에 대한 더 큰 인식을 가져왔다.

## 역사
나일강은 인류 역사의 대부분 동안 이 지역의 생명선이었다. 나일강의 비옥한 범람원은 인간이 정착된 농업 경제와 인류 문명의 역사에 초석이 된 더욱 정교하고 중앙집권적인 사회를 발전시킬 기회를 주었다.

### 선왕조 시대

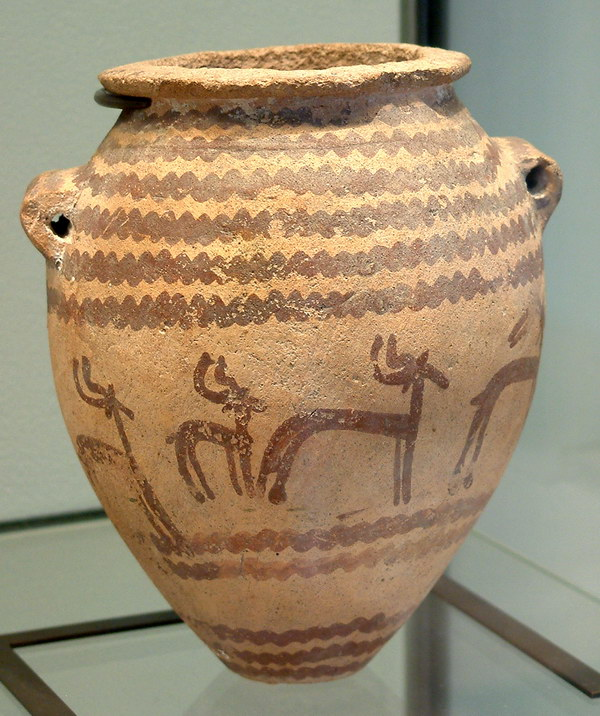
나카다 2세 (선왕조 시대)의 일반적인 사슴 문양 항아리

선왕조 시대와 초기 왕조 시대에 이집트 기후는 오늘날보다 훨씬 덜 건조했다. 이집트의 넓은 지역은 사바나였으며, 방목하는 유제류 무리가 드나들었다. 모든 환경에서 식물과 동물군이 훨씬 더 번성했으며, 나일강 지역은 많은 수의 물새를 부양했다. 사냥은 이집트인들에게 흔했을 것이며, 이 시기는 또한 많은 동물들이 처음으로 가축화된 시기이기도 하다.
기원전 5500년경까지, 나일 계곡에 살던 작은 부족들은 농업과 축산에 대한 확고한 통제력을 보여주는 일련의 문화로 발전했으며, 그들의 도기와 빗, 팔찌, 구슬과 같은 개인 물품으로 식별할 수 있었다. 이집트 남부에서 가장 큰 초기 문화 중 하나는 바다리 문화였는데, 이는 아마도 서부 사막에서 기원했을 것으로 추정된다. 이 문화는 고품질 도자기, 석기 도구, 그리고 구리 사용으로 유명했다.
바다리 문화 이후에는 나카다 문화, 즉 나카다 I (암라트 문화), 나카다 II (게르제 문화), 나카다 III (세마이네 문화)가 뒤를 이었다. 이들은 여러 기술적 개선을 가져왔다. 나카다 I 시대 초기부터 선왕조 이집트인들은 에티오피아에서 흑요석을 수입하여 칼날과 석편으로 다른 물건들을 만들었다. 레반트와의 상호 무역은 나카다 II ( 기원전 3600–3350년c.) 시대에 시작되었으며, 이 시기는 또한 메소포타미아와의 무역이 시작된 시기였으며, 이는 초기 왕조 시대 이후까지 이어졌다. 약 1,000년 동안 나카다 문화는 몇몇 작은 농업 공동체에서 나일강 계곡의 사람들과 자원을 완전히 통제하는 강력한 문명으로 발전했다. 네켄에 권력 중심지를 세우고, 나중에는 아비도스에 세웠던 나카다 3세 지도자들은 나일강을 따라 북쪽으로 이집트 지배력을 확장했다. 그들은 또한 남쪽의 누비아, 서쪽의 서부 사막의 오아시스, 동쪽의 동부 지중해 및 근동 문화와도 무역을 했다.
나카다 문화는 엘리트의 증가하는 권력과 부를 반영하는 다양한 물질 상품을 생산했으며, 빗, 작은 조각상, 채색 도자기, 고품질 장식용 석제 화병, 화장 팔레트, 그리고 금, 청금석, 상아로 만든 장신구와 같은 사회적 개인 사용 물품도 포함했다. 그들은 또한 파이앙스라고 알려진 유약을 개발했으며, 이는 로마 시대까지 컵, 부적, 작은 조각상을 장식하는 데 사용되었다. 마지막 선왕조 단계 동안 나카다 문화는 고대 이집트어를 쓰는 완전한 체계로 발전하게 될 문자 기호를 사용하기 시작했다.

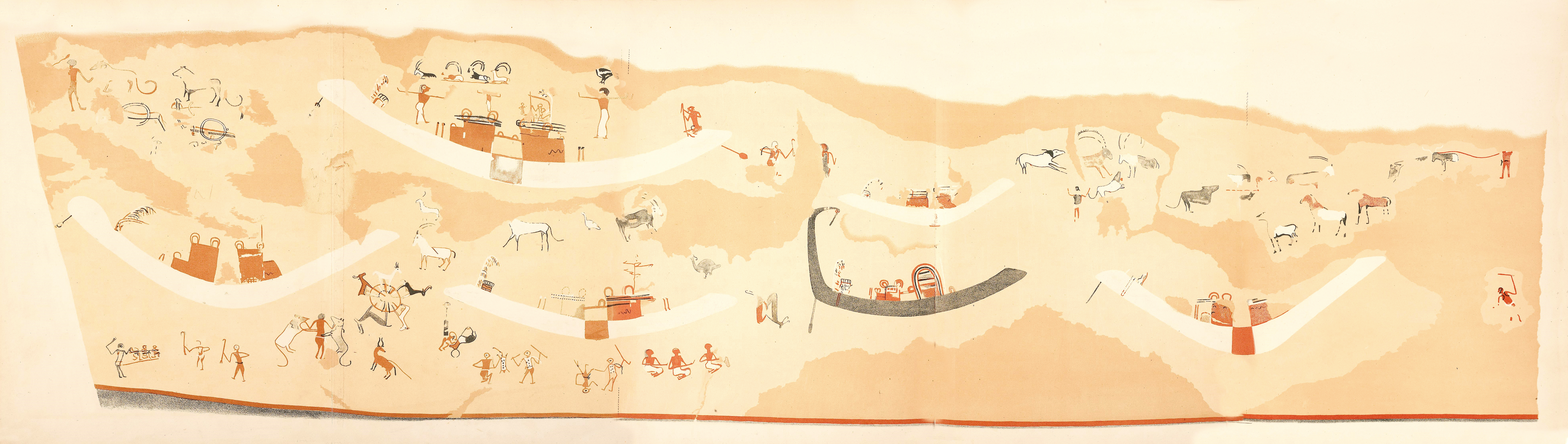
c. 기원전 3500년경 네켄의 초기 무덤 벽화, 나카다 문화, 아마도 게르제 문화.

### 초기 왕조 시대 (기원전 3150년–2686년c.)
초기 왕조 시대는 메소포타미아의 초기 수메르-아카드 문명 및 고대 엘람 문명과 거의 동시대였다. 기원전 3세기 이집트 사제 마네토는 메네스부터 자신의 시대까지 이어진 긴 왕조들을 30개의 왕조로 분류했으며, 이 시스템은 오늘날에도 사용된다. 그는 "메니"(또는 그리스어로 메네스)라는 이름의 왕이 하이집트와 하 이집트의 두 왕국을 통일했다고 믿으며 공식적인 역사를 시작했다.

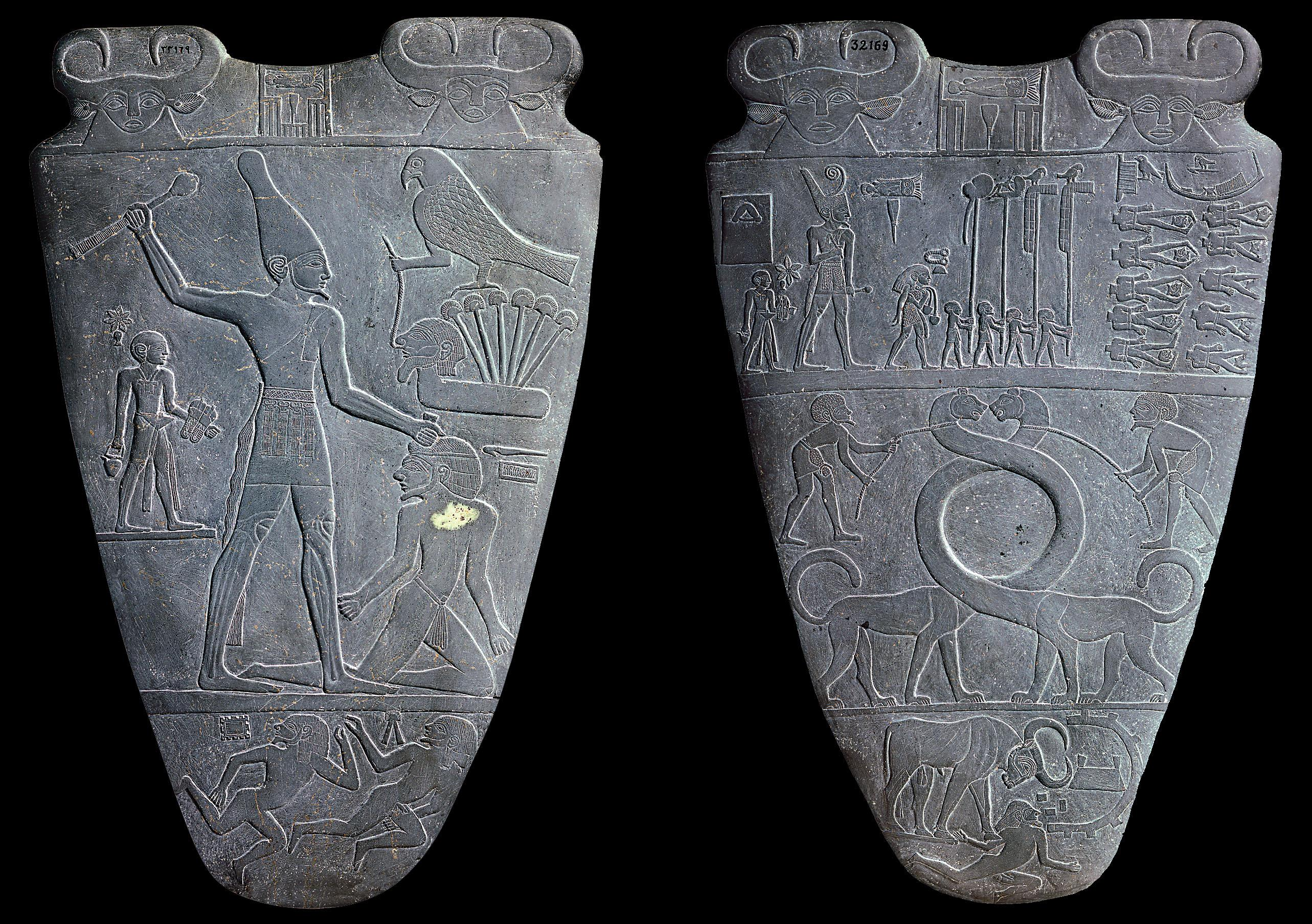
나르메르 팔레트는 두 땅의 통일을 묘사한다.

통일 국가로의 전환은 고대 이집트 작가들이 묘사한 것보다 점진적으로 이루어졌으며, 메네스에 대한 동시대 기록은 없다. 그러나 일부 학자들은 신화적인 메네스가 나르메르 왕이었을 수도 있다고 믿는데, 그는 의식용 나르메르 팔레트에서 왕실 의복을 입고 통일의 상징적인 행위를 하는 모습으로 묘사되어 있다. 기원전 3000년경 시작된 초기 왕조 시대에, 첫 번째 왕조 왕들은 멤피스에 수도를 세워 하이집트에 대한 통제력을 강화했다. 멤피스에서 그들은 비옥한 삼각주 지역의 경제활동인구와 농업, 그리고 레반트로 가는 수익성 있고 중요한 무역로를 통제할 수 있었다. 초기 왕조 시대에 왕들의 힘과 부가 증가한 것은 아비도스에 있는 그들의 정교한 마스타바 무덤과 장제전 구조물에 반영되었는데, 이는 왕 사후 신격화된 왕을 숭배하는 데 사용되었다. 왕들이 발전시킨 강력한 왕권 제도는 고대 이집트 문명의 생존과 성장에 필수적인 토지, 노동, 자원에 대한 국가 통제를 정당화하는 역할을 했다.

### 고왕국 (기원전 2686–2181년)

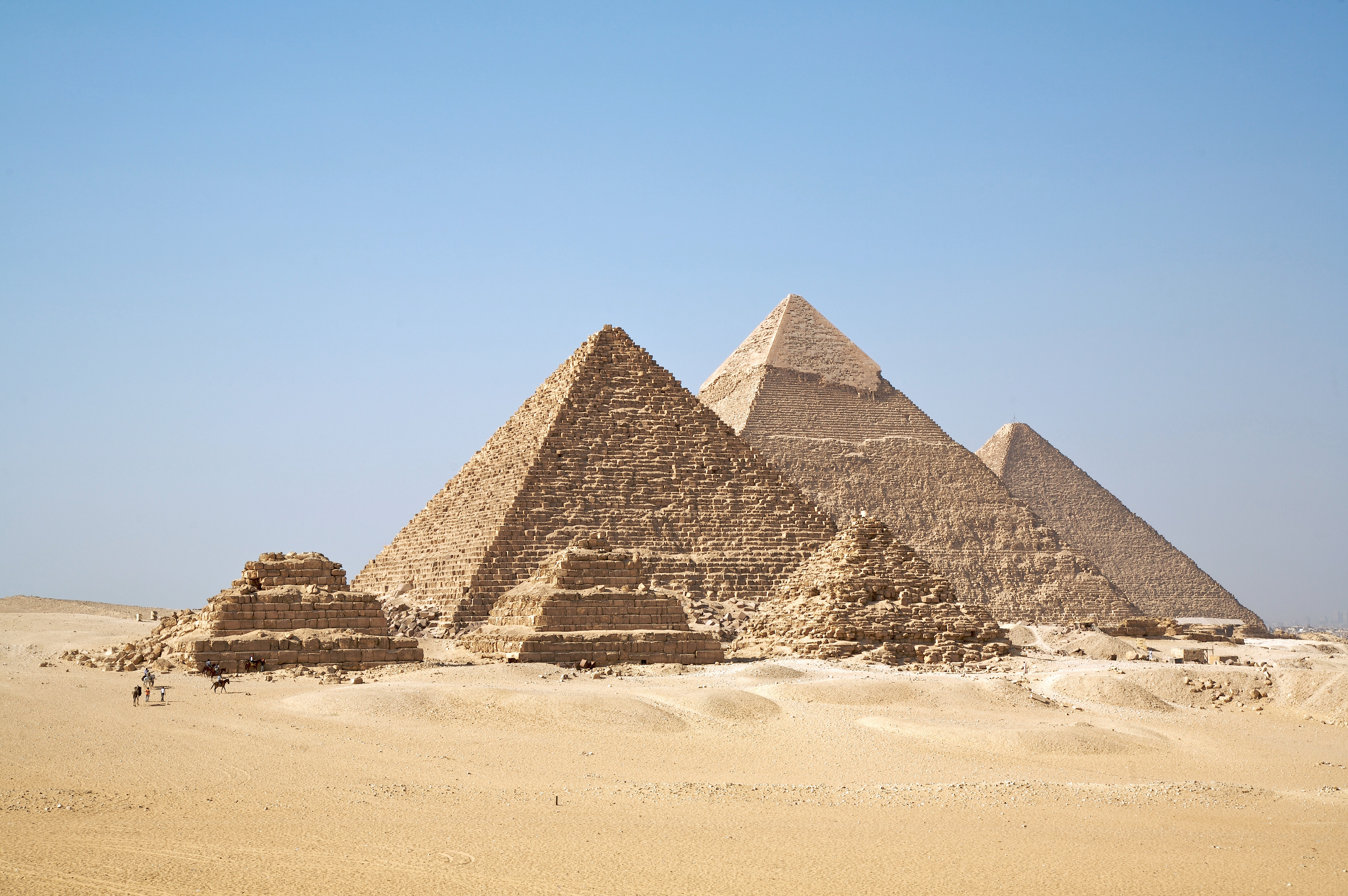
기자의 피라미드는 고대 이집트 문명을 상징하는 가장 잘 알려진 상징 중 하나이다.

고왕국 시대에는 건축, 예술, 기술 분야에서 큰 발전이 이루어졌는데, 이는 잘 발달된 중앙 행정부에 의해 가능해진 증가된 농업 생산성과 그로 인한 인구 증가에 힘입은 바가 컸다. 고대 이집트의 가장 뛰어난 업적 중 일부인 기자 피라미드와 기자의 대스핑크스는 고왕국 시대에 건설되었다. 재상의 지시 아래, 국가 관리들은 세금을 징수하고, 수확량을 개선하기 위한 관개 프로젝트를 조정했으며, 농민들을 건설 프로젝트에 징집했다.

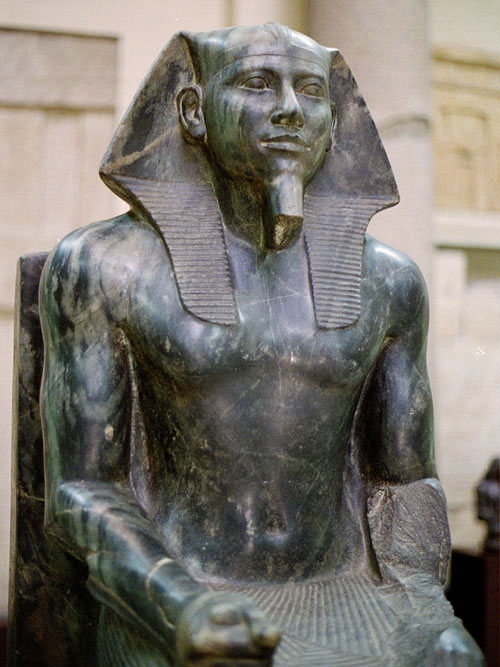
즉위한 카프레

이집트에서 중앙 행정의 중요성이 커지면서, 새로운 교육받은 서기 계층과 관리 계층이 생겨났는데, 이들은 봉사 대가로 왕으로부터 토지를 하사받았다. 왕들은 또한 왕 사후 그를 숭배할 수 있도록 장례 제사와 지역 신전에 토지를 하사하여 이 기관들이 자원을 확보하도록 했다. 학자들은 이러한 관행이 5세기 동안 이집트의 경제적 활력을 서서히 약화시켰고, 경제가 더 이상 대규모 중앙 행정을 지원할 여력이 없게 되었다고 믿는다. 왕의 권력이 약화되면서, 주장(nomarch)이라고 불리는 지방 통치자들이 왕실의 우위에 도전하기 시작했다. 이것과 함께 기원전 2200년에서 2150년 사이에 발생한 심각한 가뭄은 이 나라가 140년간의 기근과 분쟁 기간인 제1중간기(First Intermediate Period)로 접어들게 한 원인으로 여겨진다.

### 제1중간기 (기원전 2181–2055년)
이집트의 중앙정부가 고왕국 말기에 붕괴되자, 행정부는 더 이상 국가 경제를 지원하거나 안정화시킬 수 없었다. 뒤이은 식량 부족과 정치적 분쟁은 기근과 소규모 내전으로 확대되었다. 그러나 어려운 문제에도 불구하고, 왕에게 세금을 바치지 않던 지역 지도자들은 새로 얻은 독립을 이용하여 지방에서 번성하는 문화를 확립했다. 일단 자신의 자원을 통제하게 되자, 지방은 경제적으로 더욱 부유해졌는데, 이는 모든 사회 계층에서 더 크고 더 나은 매장품으로 입증되었다.
왕에 대한 충성심에서 벗어난 지역 통치자들은 영토 통제와 정치적 권력을 놓고 서로 경쟁하기 시작했다. 기원전 2160년경, 헤라클레오폴리스의 통치자들은 북쪽의 하이집트를 통제했고, 테베에 기반을 둔 라이벌 씨족인 인테프 가문은 남쪽의 상이집트를 통제했다. 인테프 가문이 권력을 키우고 북쪽으로 통제를 확장하면서, 두 라이벌 왕조 간의 충돌은 피할 수 없게 되었다. 기원전 2055년경 네브헤페트레 멘투호테프 2세 휘하의 북부 테베군은 마침내 헤라클레오폴리스 통치자들을 물리치고 두 땅을 재통일했다. 이들은 중왕국으로 알려진 경제 및 문화적 르네상스 시대를 열었다.

### 중왕국 (기원전 2134–1690년)

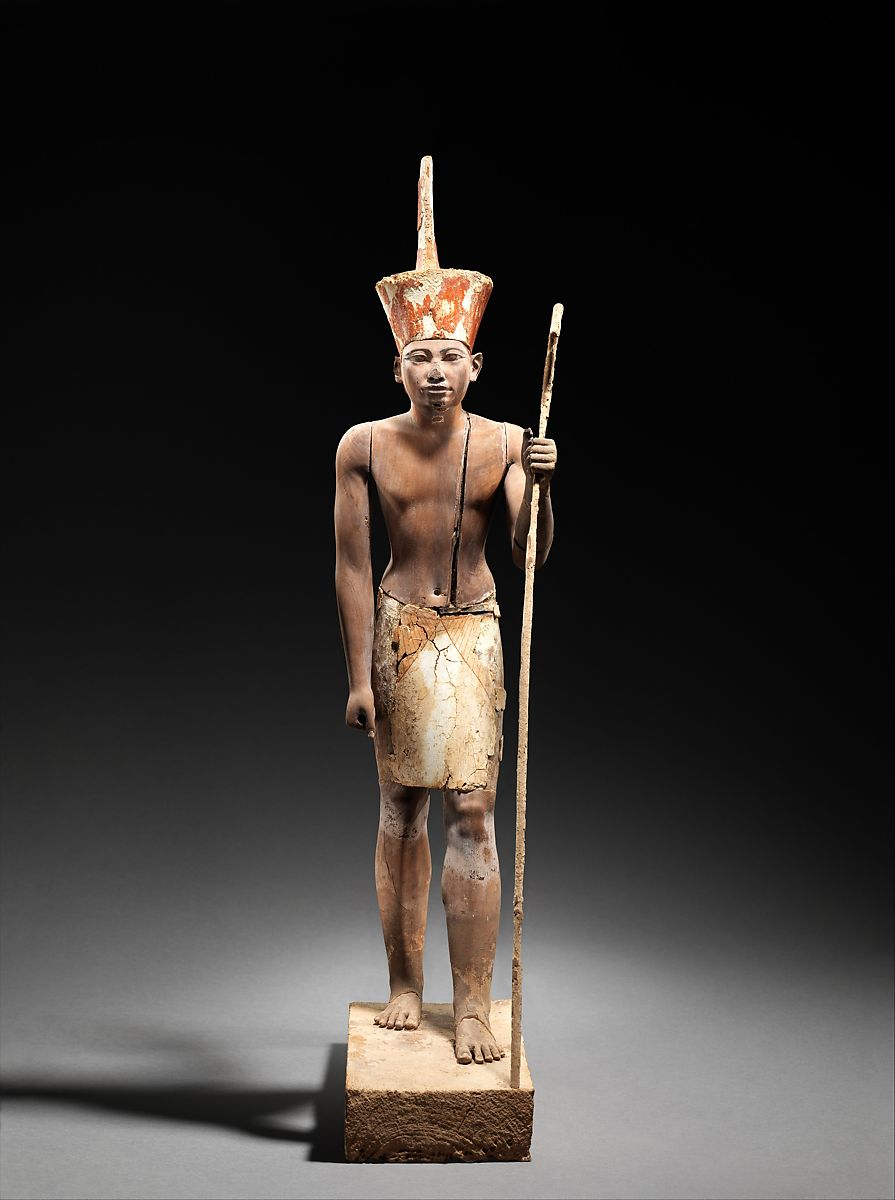
하 이집트의 붉은 왕관을 쓴 인물. 아마도 아메넴헤트 2세 또는 세누스레트 2세. 이 피규어는 이무트의 신성한 수호자로 기능했다. 신성한 킬트는 이 조각상이 살아있는 통치자의 단순한 표현이 아님을 시사한다.

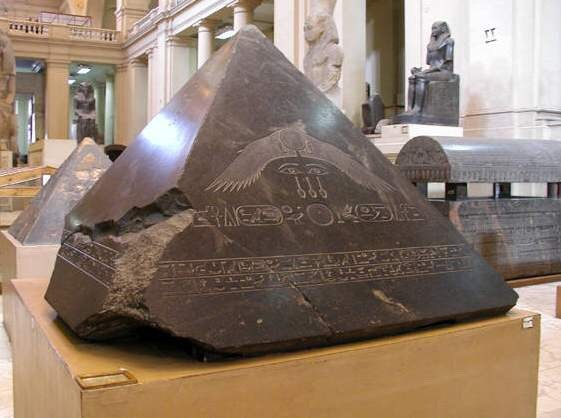
검은 피라미드의 정점석인 아메넴헤트 3세 파라오의 피라미디온

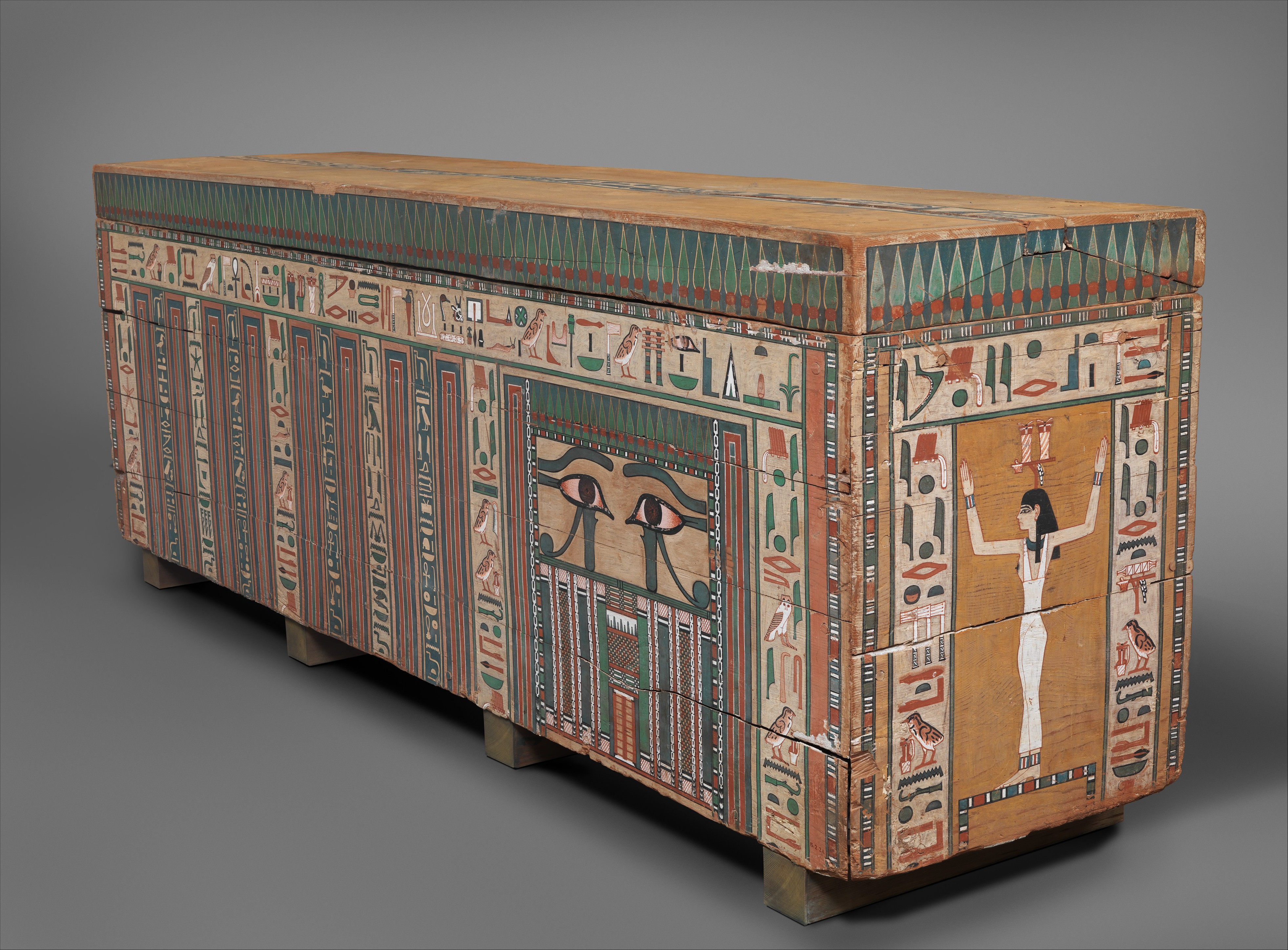
궁전 외관, 비문 기둥, 두 개의 우자트 눈이 있는 제12왕조 양식의 크눔나흐트 관

중왕국의 왕들은 국가의 안정을 회복시켰고, 이는 예술과 기념비적인 건축 프로젝트의 부활, 그리고 문학의 새로운 번영을 가져왔다. 멘투호테프 2세와 그의 제11왕조 계승자들은 테베에서 통치했지만, 아메넴헤트 1세 재상은 기원전 1985년경 제12왕조 초기에 왕위에 오르면서 왕국의 수도를 파이윰에 위치한 도시 이치타위로 옮겼다. 이치타위에서 제12왕조의 왕들은 이 지역의 농업 생산량을 늘리기 위한 원대한 간척 및 관개 계획을 추진했다. 또한 군대는 채석장과 금광이 풍부한 누비아의 영토를 재정복했으며, 노동자들은 외세의 공격으로부터 방어하기 위해 동부 삼각주에 "지배자의 벽"이라는 방어 구조물을 건설했다.
왕들이 군사적, 정치적으로 국가를 확보하고 방대한 농업 및 광물 자원을 확보함에 따라, 국민의 인구, 예술, 종교가 번성했다. 중왕국은 신들에 대한 개인적인 경건함의 표현이 증가하는 것을 보여주었다. 중왕국 문학은 자신감 있고 유창한 문체로 쓰여진 정교한 주제와 인물을 특징으로 했다. 이 시기의 부조와 초상 조각은 기술적 정교함의 새로운 차원에 도달한 미묘하고 개별적인 세부 사항을 포착했다.

### 제2중간기 (기원전 1674–1549년)와 힉소스
기원전 1785년경, 중왕국 왕들의 권력이 약화되자, 이미 삼각주에 정착했던 서아시아 민족인 힉소스인들이 이집트를 장악하고 아바리스에 수도를 세워, 이전 중앙 정부를 테베로 후퇴시켰다. 왕은 봉신으로 취급되었고 공물을 바쳐야 했다. 힉소스('이방인 통치자')는 이집트 정부 모델을 유지하고 자신들을 왕으로 자칭하며, 이집트 요소를 자신들의 문화에 통합시켰다.
남쪽으로 후퇴한 토착 테베 왕들은 북쪽을 지배하는 가나안인 힉소스와 남쪽의 힉소스의 누비아 동맹인 쿠시인 사이에 갇힌 신세가 되었다. 수년간의 봉신 생활 끝에 테베는 기원전 1555년까지 30년 넘게 지속된 갈등에서 힉소스에 도전할 만큼 충분한 힘을 모았다. 아흐모세 1세는 일련의 군사 작전을 벌여 이집트 내 힉소스의 존재를 영구히 없애버렸다. 그는 제18왕조의 창건자로 여겨지며, 군대는 이집트의 국경을 확장하고 근동 지배를 시도하려는 그의 후계자들에게 핵심적인 우선순위가 되었다.

### 신왕국 (기원전 1549–1069년)

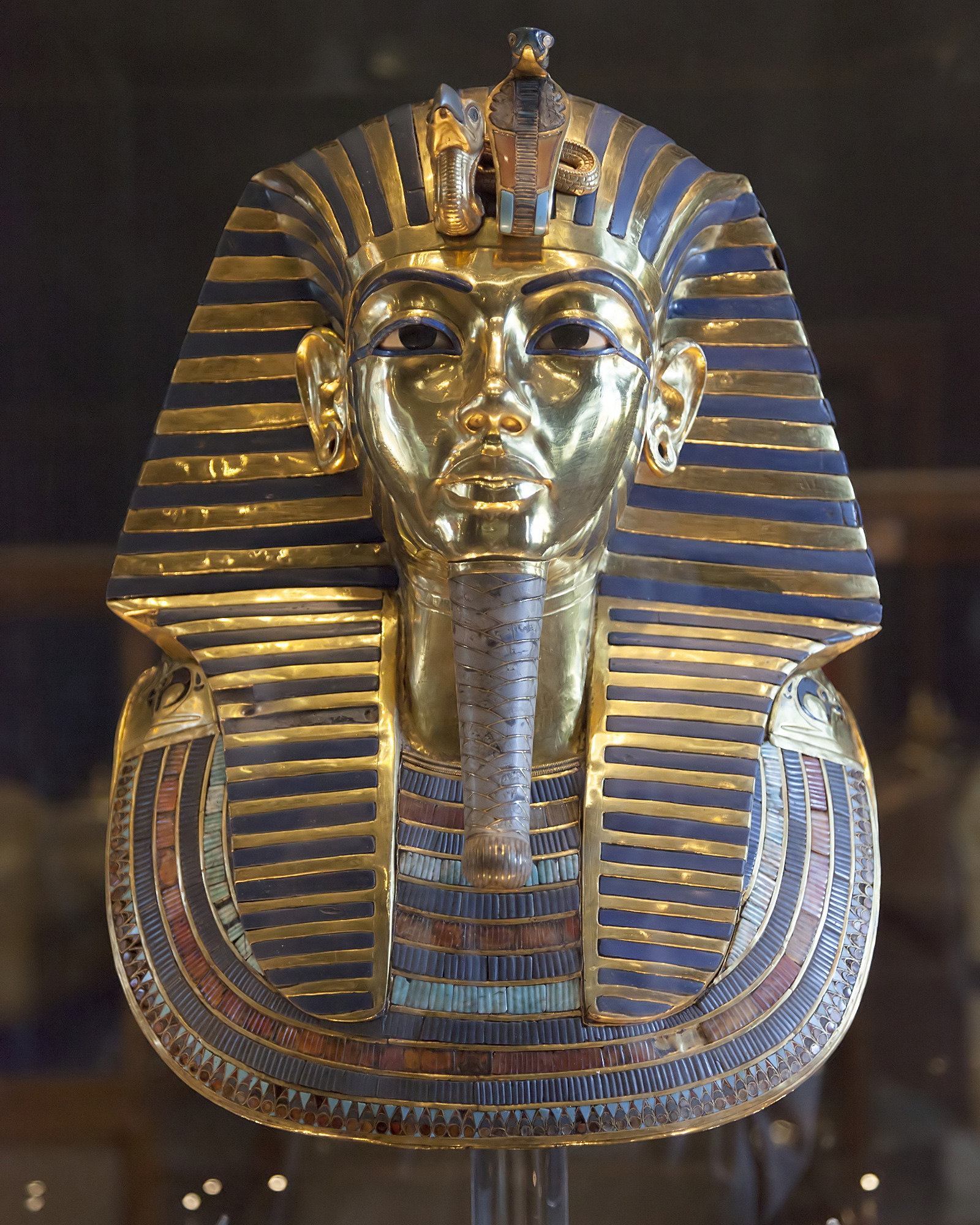
투탕카멘의 미라에서 나온 황금 마스크와 같이 파라오의 무덤에는 막대한 양의 재물이 제공되었다.

신왕국 파라오들은 국경을 확보하고 미탄니 제국, 아시리아, 가나안을 포함한 이웃 국가들과의 외교 관계를 강화함으로써 전례 없는 번영의 시대를 열었다. 투트모세 1세와 그의 손자 투트모세 3세 하에서 벌어진 군사 작전은 파라오의 영향력을 이집트 역사상 가장 큰 제국으로 확장시켰다.
그들의 통치 사이에 파라오가 된 여왕 하트셉수트는 힉소스에 의해 손상된 신전 복구를 포함한 많은 건축 프로젝트를 시작했으며, 푼트와 시나이반도로 무역 탐험대를 보냈다. 투트모세 3세가 기원전 1425년에 사망했을 때, 이집트는 북서 시리아의 니야에서 나일강 제4폭포까지 누비아에 이르는 제국을 가지고 있었으며, 충성심을 강화하고 청동과 목재와 같은 중요한 수입품에 대한 접근을 열었다.
신왕국 파라오들은 카르나크에 기반을 둔 아문 신의 성장하는 숭배를 장려하기 위해 대규모 건축 캠페인을 시작했다. 그들은 또한 자신들의 실제적이고 상상적인 업적을 기리기 위한 기념물들을 건설했다. 카르나크 신전은 이집트 역사상 가장 큰 신전이다.
기원전 1350년경, 아메노테프 4세가 왕위에 올라 일련의 급진적이고 혼란스러운 개혁을 단행하면서 신왕국의 안정은 위협받았다. 그는 자신의 이름을 아크나톤으로 바꾸고 이전에 잘 알려지지 않았던 태양신 아톤을 최고의 신으로 칭송하며 대부분의 다른 신들에 대한 숭배를 억압하고 수도를 새로운 도시인 아케타톤(현대 아마르나)으로 옮겼다. 그는 새로운 종교와 예술 양식에 헌신했다. 그의 죽음 이후, 아톤 숭배는 빠르게 포기되었고 전통적인 종교 질서가 회복되었다. 그 뒤를 이은 파라오들, 투탕카멘, 아이, 호렘헤브는 현재 아마르나 시대로 알려진 아크나톤의 이단에 대한 모든 언급을 지우기 위해 노력했다.

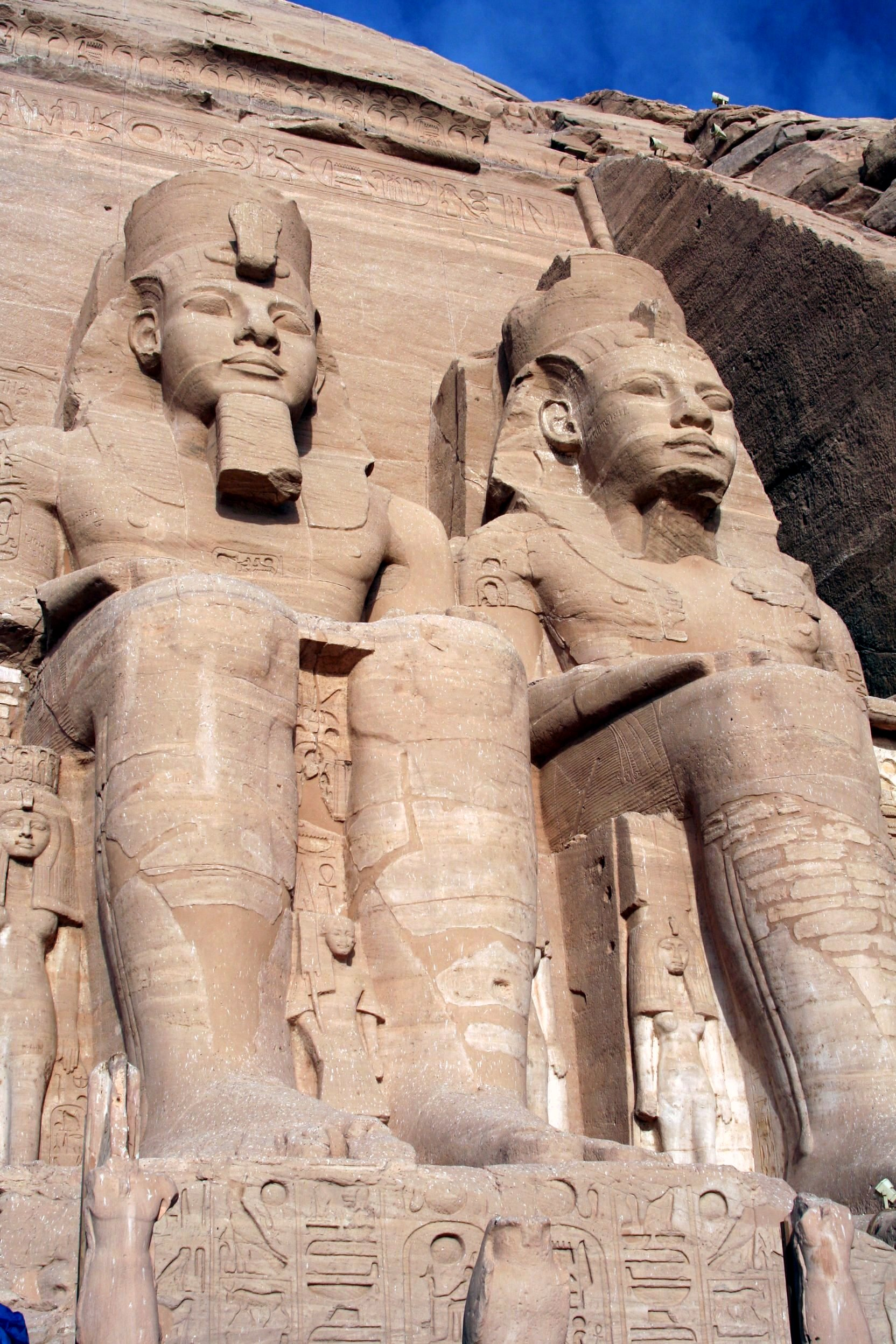
두 개의 (북쪽 면) 람세스 2세의 거대한 네 동상이 그의 신전 아부 심벨 신전 입구 옆에 서 있다.

기원전 1279년경, 람세스 대왕으로도 알려진 람세스 2세가 왕위에 올랐고, 그는 역사상 어떤 파라오보다 많은 신전, 동상, 오벨리스크를 건설하고 더 많은 자녀를 낳았다. 대담한 군사 지도자였던 람세스 2세는 현대 시리아의 카데시 전투에서 히타이트군에 맞서 군대를 이끌었고, 교착 상태 끝에 기원전 1258년경 최초로 기록된 평화 조약에 동의했다.
그러나 이집트의 부는 침략의 유혹적인 표적이 되었는데, 특히 서쪽의 리비아 베르베르족과 에게해 출신의 해상 민족 연합인 바다 민족에 의한 침략이 그러했다. 처음에는 군대가 이러한 침략을 격퇴할 수 있었지만, 이집트는 결국 남부 가나안의 남아있는 영토 통제권을 잃었으며, 그 대부분은 아시리아인들에게 넘어갔다. 외부 위협의 영향은 부패, 무덤 도굴, 시민 불안과 같은 내부 문제로 인해 더욱 악화되었다. 권력을 되찾은 후, 테베의 아문 신전의 대사제들은 방대한 토지와 재산을 축적했고, 그들의 확장된 권력은 제3중간기 동안 국가를 분열시켰다.

### 제3중간기 (기원전 1069–653년)
기원전 1078년 람세스 11세 사망 후, 스멘데스는 이집트 북부 지역의 권력을 장악하여 타니스 시에서 통치했다. 남부는 사실상 테베의 아문 대사제들이 통제했는데, 이들은 스멘데스를 명목상으로만 인정했다. 이 기간 동안 리비아인들은 서부 삼각주에 정착했으며, 이 정착민들의 추장들은 자율성을 높이기 시작했다. 리비아의 왕자들은 기원전 945년 셰숑크 1세의 지휘 아래 삼각주를 장악하고 약 200년간 통치하게 될 이른바 리비아 또는 부바스티스 왕조를 세웠다. 셰숑크는 또한 자신의 가족 구성원들을 중요한 성직에 배치하여 남부 이집트를 장악했다. 리비아의 통제력은 삼각주에 레온토폴리스에서 경쟁 왕조가 등장하고 남쪽에서 쿠시족이 위협하면서 약화되기 시작했다.

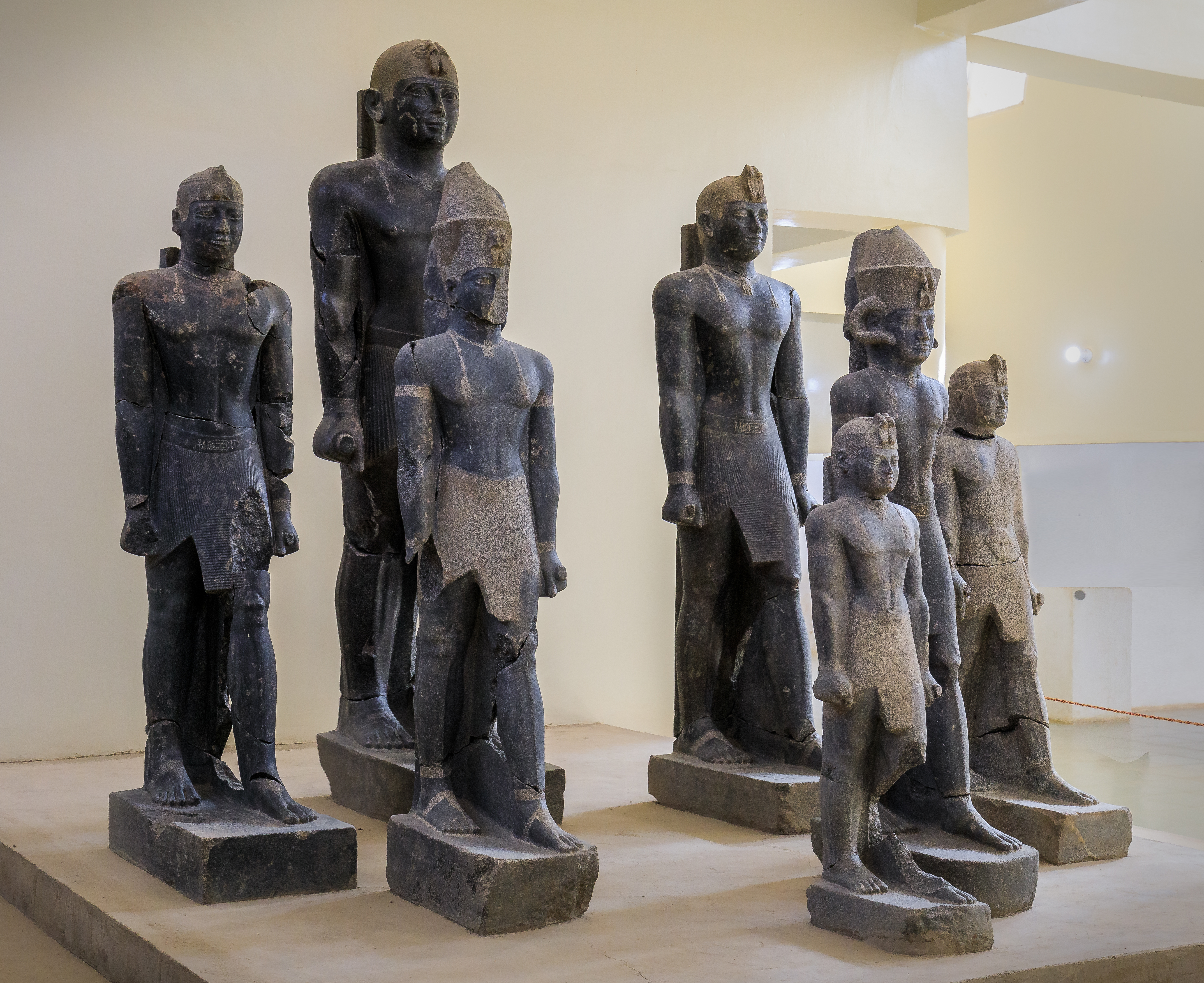
이집트 제25왕조의 파라오 두 명과 다른 쿠시족 왕들의 조각상, 케르마 박물관

기원전 727년경 쿠시 왕 피예는 북쪽으로 침략하여 테베를 장악하고 결국 삼각주까지 장악하여 제25왕조를 세웠다. 제25왕조 시대에 타하르카 파라오는 신왕국만큼이나 큰 제국을 건설했다. 제25왕조 파라오들은 멤피스, 카르나크, 카와, 제벨 바르칼을 포함하여 나일강 계곡 전역에 신전과 기념물을 건설하거나 복원했다. 이 시기 동안 나일강 계곡에서는 중왕국 이후 처음으로 피라미드(대부분 현대 수단에 있음)의 대규모 건설이 이루어졌다.
이집트의 광범위한 위신은 제3중간기 말기에 상당히 쇠퇴했다. 외세 동맹국들은 아시리아의 영향권에 들어갔고, 기원전 700년경에는 두 국가 간의 전쟁이 불가피해졌다. 기원전 671년에서 667년 사이에 아시리아인들은 이집트 정복을 시작했다. 타하르카와 그의 후계자인 탄우타문의 통치는 아시리아인들과의 잦은 갈등으로 가득했다. 결국, 아시리아인들은 쿠시인들을 누비아로 다시 몰아내고 멤피스를 점령했으며, 테베의 신전을 약탈했다.

### 말기 왕조 (기원전 653–332년)
아시리아인들은 이집트의 통제권을 제26왕조의 사이트 왕들로 알려진 일련의 봉신들에게 맡겼다. 기원전 653년까지 사이트 왕 프삼티크 1세는 그리스 용병들의 도움으로 아시리아인들을 몰아낼 수 있었는데, 이들은 이집트 최초의 해군을 구성하기 위해 모집되었다. 도시 국가 나우크라티스가 나일강 삼각주의 그리스인들의 고향이 되면서 그리스의 영향력은 크게 확장되었다. 새로운 수도 사이스에 기반을 둔 사이트 왕들은 경제와 문화의 짧지만 활발한 부흥을 경험했지만, 기원전 525년 캄비세스 2세가 이끄는 페르시아 제국이 이집트 정복을 시작하여 결국 펠루시움 전투에서 프삼티크 3세 파라오를 물리쳤다. 캄비세스 2세는 이후 공식적으로 파라오 칭호를 얻었지만, 이집트를 사트라프의 통제 아래 두고 이란에서 통치했다. 기원전 5세기에는 페르시아인에 대한 몇 차례의 반란이 있었지만, 이집트는 세기 말까지 페르시아인을 결코 축출할 수 없었다.
페르시아에 의해 병합된 후, 이집트는 키프로스 및 페니키아와 함께 아케메네스 페르시아 제국의 제6사트라피에 편입되었다. 이집트에 대한 페르시아 지배의 첫 시기(일명 제27왕조)는 기원전 402년에 이집트가 일련의 토착 왕조 아래 독립을 되찾으면서 끝났다. 이 왕조들 중 마지막인 제30왕조는 고대 이집트의 마지막 토착 왕조였으며, 넥타네보 2세의 통치로 막을 내렸다. 때로는 제31왕조로 알려진 페르시아 통치의 짧은 회복이 기원전 343년에 시작되었지만, 얼마 후 기원전 332년에 페르시아 통치자 마자케스는 싸움 없이 이집트를 알렉산드로스 대왕에게 넘겨주었다.

### 프톨레마이오스 시대 (기원전 332–30년)

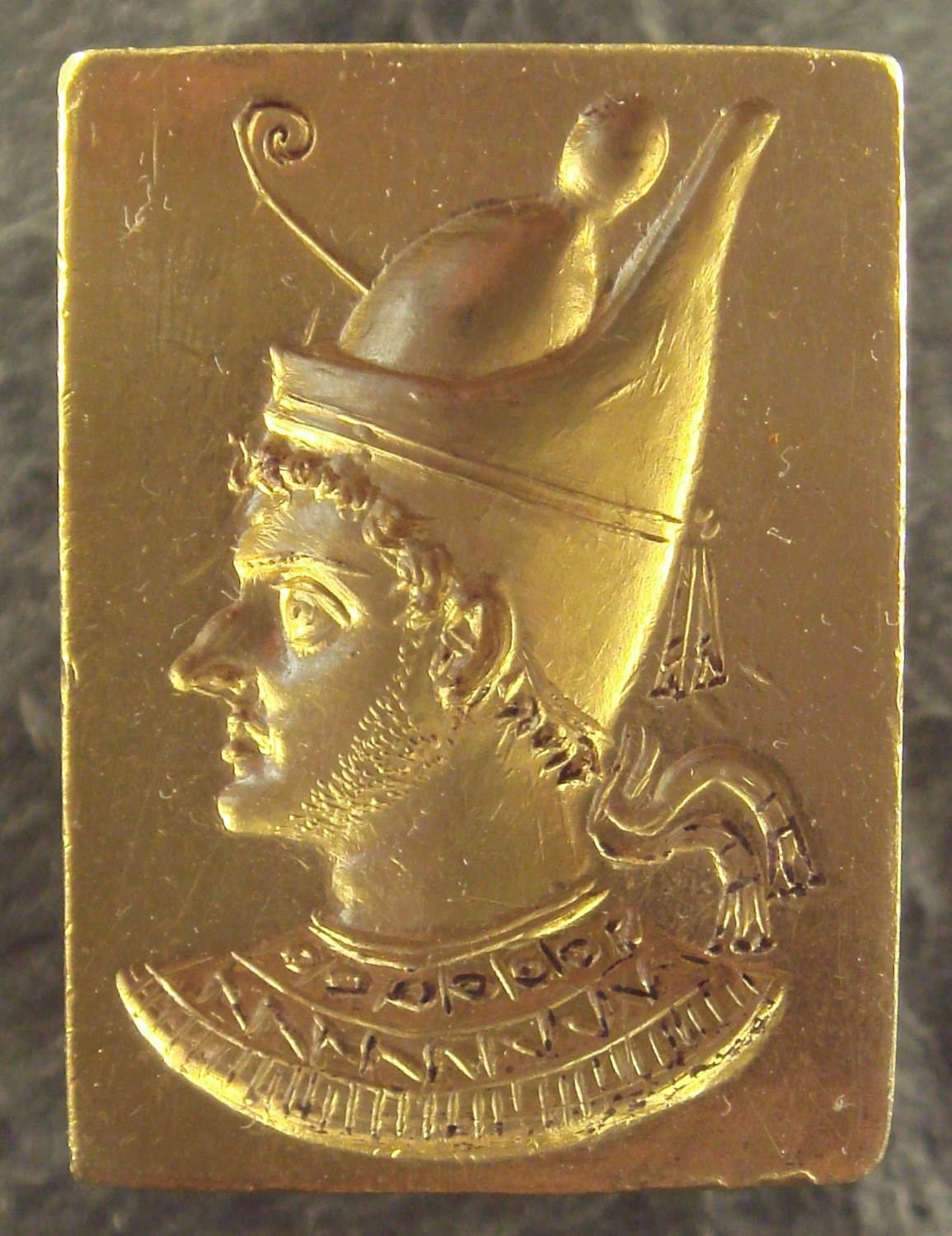
이집트 이중 왕관을 쓴 프톨레마이오스 6세의 초상

기원전 332년, 알렉산드로스 대왕은 페르시아로부터 거의 저항 없이 이집트를 정복했고, 이집트인들은 그를 해방자로 환영했다. 알렉산드로스의 후계자들, 즉 마케도니아 프톨레마이오스 왕국이 수립한 행정부는 이집트 모델을 기반으로 했으며, 새로운 수도 알렉산드리아에 본부를 두었다. 이 도시는 헬레니즘 통치의 권력과 위신을 보여주었으며, 유명한 알렉산드리아 도서관과 무세이온을 포함하는 학문과 문화의 중심지가 되었다. 알렉산드리아의 등대는 도시를 통해 무역이 원활하게 유지되도록 많은 선박들의 길을 밝혔다. 프톨레마이오스는 상업과 파피루스 제조와 같은 수익 창출 기업을 최우선으로 삼았다.
헬레니즘 문화는 토착 이집트 문화를 대체하지 않았다. 프톨레마이오스 왕조는 주민들의 충성을 확보하기 위해 오랜 전통을 지지했다. 그들은 이집트 양식의 새로운 신전을 건설하고, 전통적인 숭배를 지지했으며, 스스로를 파라오로 묘사했다. 세라피스와 같은 그리스와 이집트 신들이 합성 신들로 융합되었고, 고전 그리스어 조각 형태는 전통적인 이집트 모티프에 영향을 미치는 등 일부 전통은 융합되었다. 이집트인들을 달래려는 노력에도 불구하고, 프톨레마이오스 왕조는 토착 반란, 치열한 가족 경쟁, 그리고 알렉산드리아에서의 빈번한 폭력으로 인해 도전받았다. 또한, 로마가 이집트산 곡물 수입에 더욱 의존하게 되면서, 로마인들은 이 나라의 정치 상황에 큰 관심을 가졌다. 이집트의 지속적인 반란, 야심찬 정치인들, 그리고 근동의 강력한 적들은 이러한 상황을 불안정하게 만들었고, 로마는 이 나라를 제국의 한 주로 확보하기 위해 군대를 파견하게 되었다.

### 로마 시대 (기원전 30년 – 서기 642년)

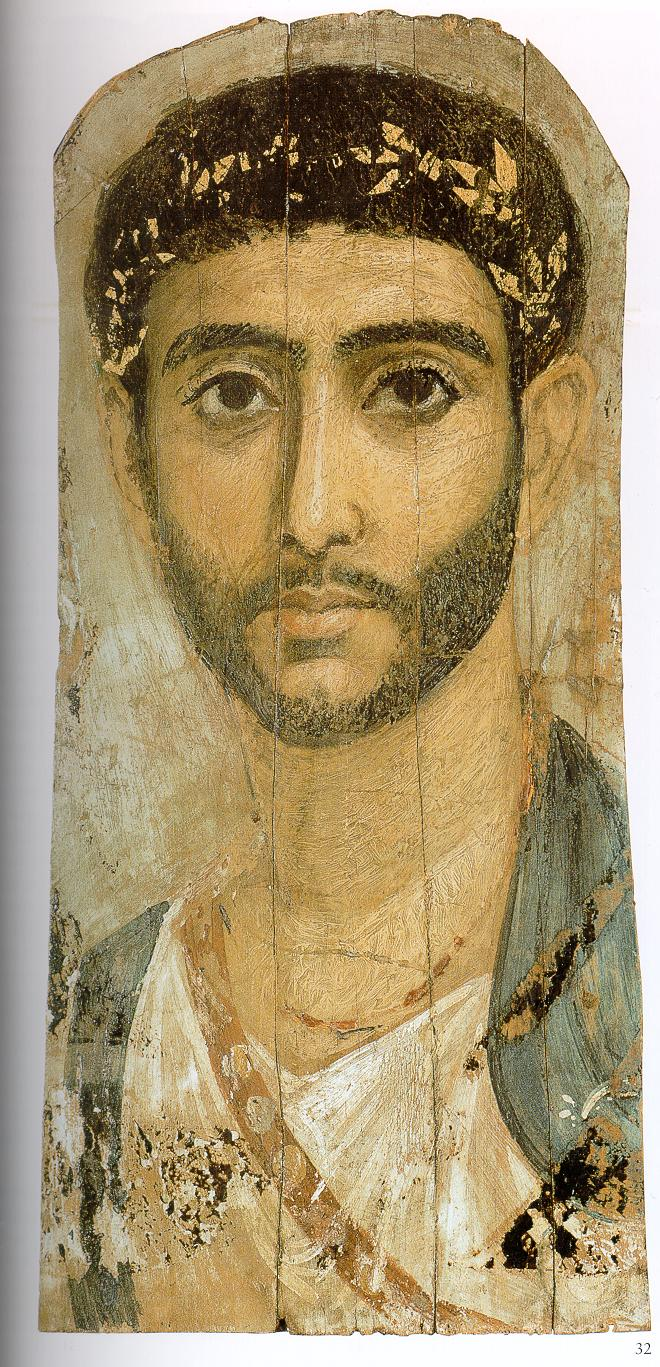
파이윰 미라 초상화는 이집트와 로마 문화의 만남을 상징한다.

이집트는 기원전 30년 악티움 해전에서 마르쿠스 안토니우스와 프톨레마이오스 여왕 클레오파트라 7세가 옥타비아누스(이후 로마 황제 아우구스투스)에게 패배한 후 로마 제국의 한 주가 되었다. 로마인들은 이집트에서 오는 곡물 수송에 크게 의존했으며, 황제가 임명한 총독의 통제 아래 있는 로마 육군은 반란을 진압하고, 무거운 세금 징수를 엄격히 시행했으며, 이 시기에 심각한 문제였던 도적들의 공격을 막았다. 알렉산드리아는 로마에서 이국적인 사치품에 대한 수요가 높았기 때문에 동방과의 무역로에서 점점 더 중요한 중심지가 되었다.
로마인들은 그리스인들보다 이집트인들에게 더 적대적인 태도를 보였지만, 미라화나 전통 신 숭배와 같은 일부 전통은 계속되었다. 미라 초상화 예술은 번성했고, 일부 로마 황제들은 프톨레마이오스 왕조만큼은 아니지만 자신들을 파라오로 묘사하기도 했다. 전자는 이집트 외부에 거주하며 이집트 왕권의 의례적 기능을 수행하지 않았다. 지방 행정은 로마 양식으로 바뀌었고 토착 이집트인들에게는 폐쇄되었다.
서기 1세기 중반부터 기독교가 이집트에 뿌리내리기 시작했으며, 처음에는 수용될 수 있는 또 다른 종교로 여겨졌다. 그러나 기독교는 이교 이집트와 그리스-로마 종교에서 개종자를 얻으려 하는 비타협적인 종교였으며, 대중적인 종교 전통을 위협했다. 이는 기독교 개종자들에 대한 박해로 이어졌으며, 303년부터 시작된 디오클레티아누스의 대규모 숙청에서 절정에 달했지만, 결국 기독교가 승리했다. 391년, 기독교 황제 테오도시우스 1세는 이교 의식을 금지하고 신전을 폐쇄하는 법안을 도입했다. 알렉산드리아는 공공 및 사적인 종교적 이미지가 파괴되는 대규모 반이교 폭동의 현장이 되었다. 결과적으로 이집트의 토착 종교 문화는 계속해서 쇠퇴했다. 토착민은 자국어를 계속 사용했지만, 이집트 신전 사제와 여사제의 역할이 줄어들면서 신성문자를 읽는 능력은 서서히 사라졌다. 신전 자체는 때로는 교회로 개조되거나 사막에 버려졌다.

## 정부와 경제

### 행정 및 상업

파라오는 보통 왕족과 권력의 상징(홀, 앙크, 머리 장식, 수염 등)을 착용한 모습으로 묘사되었다.

파라오는 국가의 절대 군주였으며, 적어도 이론적으로는 토지와 자원에 대한 완전한 통제권을 행사했다. 왕은 최고의 군 사령관이자 정부 수장이었으며, 자신의 업무를 관리하기 위해 관료 집단에 의존했다. 행정을 책임지는 사람은 그의 부관인 재상이었는데, 그는 왕의 대리인으로서 토지 조사, 재무, 건설 프로젝트, 법률 시스템 및 기록 보관소를 조정했다. 지역 수준에서는 국가가 최대 42개의 주(nomes)로 나뉘었으며, 각 주는 재상에게 책임을 지는 주장(nomarch)에 의해 통치되었다. 신전은 경제의 중추를 형성했다. 신전은 예배 장소일 뿐만 아니라, 미곡창과 금고 시스템에 왕국의 재산을 수집하고 저장하는 역할을 했으며, 관리자들이 곡물과 물품을 재분배했다.
경제의 대부분은 중앙에서 조직되고 엄격하게 통제되었다. 고대 이집트인들은 말기 왕조까지 화폐를 사용하지 않았지만, 일종의 돈-물물교환 시스템을 사용했으며, 표준화된 곡물 자루와 데벤(deben), 즉 약 91 그램 (3 oz)의 구리 또는 은의 무게가 공통 분모를 형성했다. 노동자들은 곡물로 임금을 받았는데; 단순 노동자는 한 달에 곡물 5+1⁄2자루(200kg 또는 400lb)를 벌 수 있었고, 감독은 곡물 7+1⁄2자루(250kg 또는 550lb)를 벌 수 있었다. 가격은 전국적으로 고정되어 있었고 거래를 용이하게 하기 위해 목록에 기록되었다; 예를 들어 셔츠는 구리 5데벤이었고, 소는 140데벤이었다. 곡물은 고정된 가격 목록에 따라 다른 상품과 교환될 수 있었다. 기원전 5세기에는 외국에서 동전이 이집트로 도입되었다. 처음에는 동전이 진정한 화폐라기보다는 표준화된 귀금속 조각으로 사용되었지만, 다음 세기에는 국제 상인들이 동전에 의존하게 되었다.

### 사회적 지위

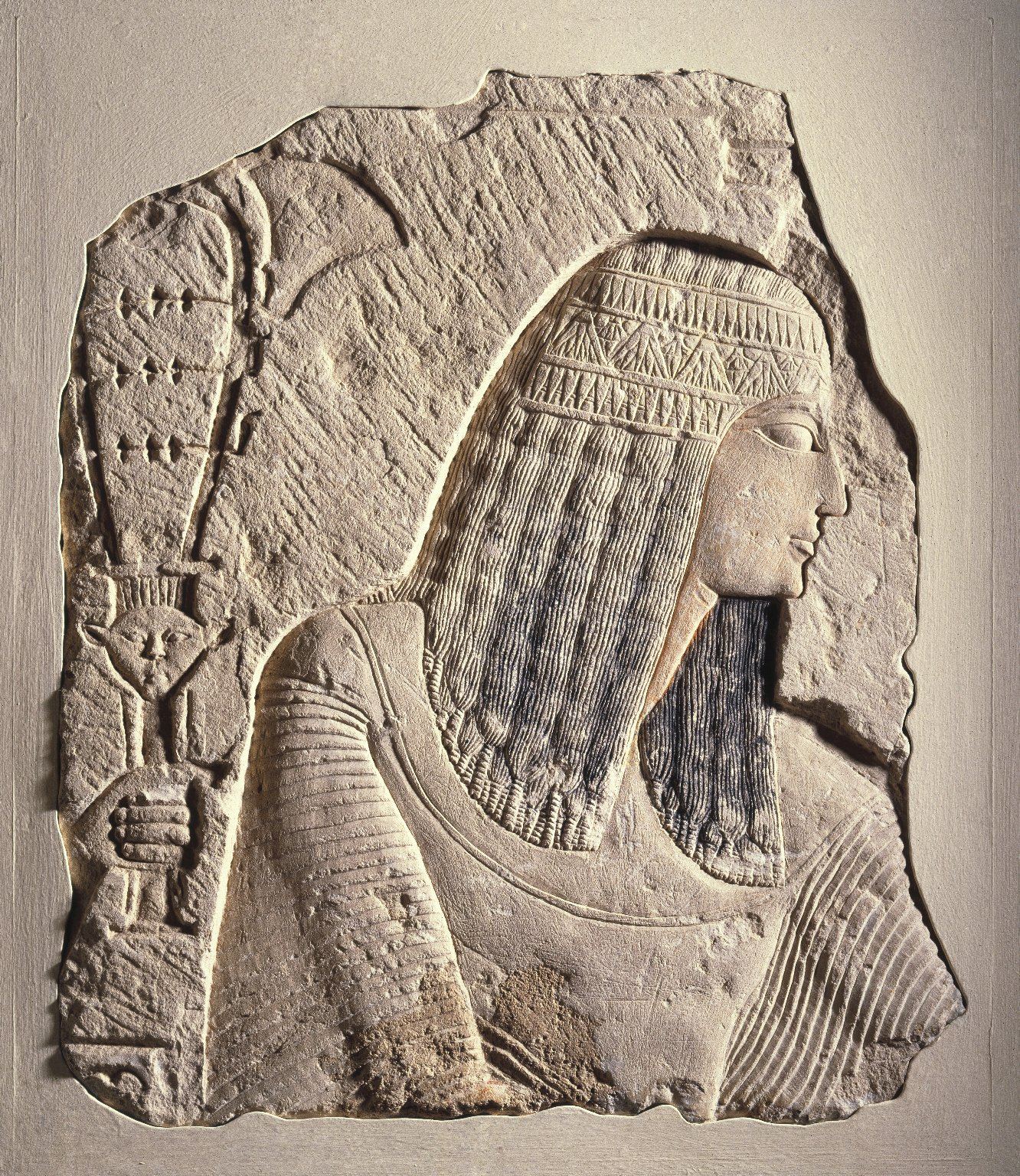
신왕국 시대 고대 이집트 귀족의 채색 석회암 부조

이집트 사회는 고도로 계층화되어 있었으며, 사회적 지위가 명확하게 드러났다. 농민은 인구의 대부분을 차지했지만, 농산물은 국가, 사원 또는 토지를 소유한 귀족 가문이 직접 소유했다. 농민들은 또한 노동세의 대상이었으며, 역역 시스템에 따라 관개 또는 건설 프로젝트에 강제 동원되었다. 예술가와 장인들은 농민보다 지위가 높았지만, 그들도 국가 통제하에 있었으며, 사원에 딸린 작업장에서 일하며 국가 재무부에서 직접 급여를 받았다. 서기와 관리들은 고대 이집트의 상류층을 형성했으며, 그들의 지위를 나타내는 표백된 아마포 옷 때문에 "하얀 킬트 계층"으로 알려졌다. 상류층은 예술과 문학에서 그들의 사회적 지위를 두드러지게 드러냈다. 귀족 아래에는 각 분야에서 전문 교육을 받은 사제, 의사, 엔지니어들이 있었다. 오늘날 이해되는 노예제가 고대 이집트에 존재했는지 여부는 불분명하며, 학자들 사이에서 의견 차이가 있다.
고대 이집트인들은 남성과 여성, 모든 사회 계층의 사람들을 법적으로 본질적으로 동등하다고 보았으며, 가장 낮은 농민조차도 재상과 그의 법원에 구제를 청원할 권리가 있었다. 노예는 주로 계약 노예로 사용되었지만, 자신의 봉사권을 사고팔 수 있었고, 자유나 귀족 지위로 나아갈 수 있었으며, 일반적으로 직장에서 의사의 치료를 받았다. 남성과 여성 모두 재산을 소유하고 판매할 권리, 계약을 체결할 권리, 결혼 및 이혼할 권리, 상속을 받을 권리, 법정에서 법적 분쟁을 추구할 권리가 있었다. 결혼한 부부는 재산을 공동으로 소유할 수 있었고, 결혼이 끝날 경우 남편의 아내와 자녀에 대한 재정적 의무를 명시하는 결혼 계약에 동의함으로써 이혼으로부터 자신을 보호할 수 있었다. 고대 그리스, 로마, 심지어 전 세계의 더 현대적인 지역의 여성들과 비교했을 때, 고대 이집트 여성들은 더 넓은 범위의 개인적 선택, 법적 권리, 그리고 성취 기회를 가졌다. 하트셉수트와 클레오파트라 7세와 같은 여성들은 파라오가 되기도 했고, 다른 여성들은 아문의 신성한 아내로서 권력을 휘둘렀다. 이러한 자유에도 불구하고, 고대 이집트 여성들은 왕실 대사제들을 제외하고는 행정에서 공식적인 역할을 하는 경우가 많지 않았고, 사원에서는 부차적인 역할만 수행한 것으로 보이며 (많은 왕조에 대한 데이터가 많지 않음), 남성만큼 교육을 받지 못했을 가능성이 높다.

### 법률 제도

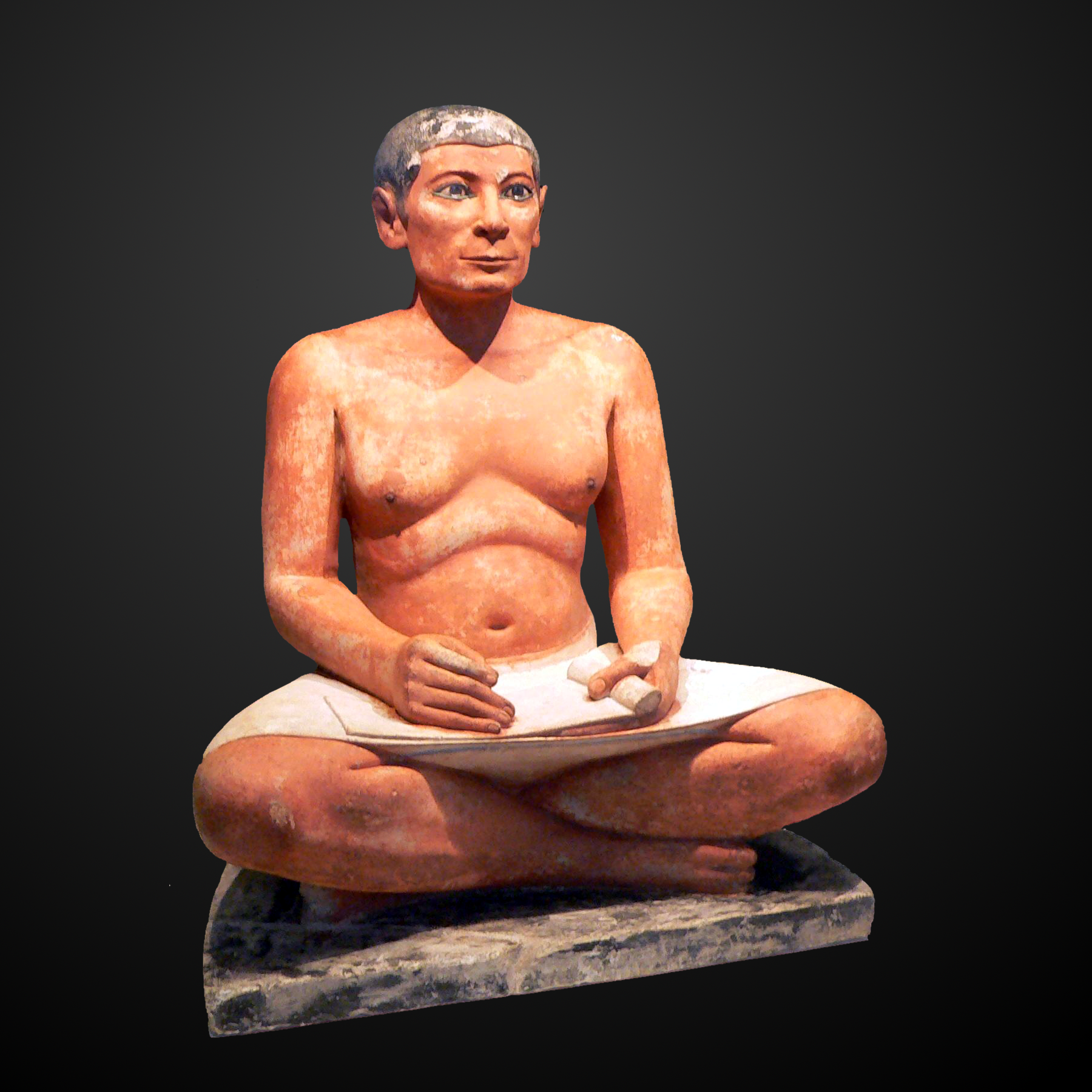
사카라에서 발견된 앉아있는 서기, 제5왕조

법률 시스템의 공식적인 수장은 파라오였으며, 그는 법률을 제정하고 정의를 실현하며 법과 질서를 유지하는 책임을 맡았다. 고대 이집트인들은 이러한 개념을 마트라고 불렀다. 고대 이집트의 법전은 현존하지 않지만, 법원 문서는 이집트 법이 복잡한 법률 체계를 엄격히 따르기보다는 합의 도출과 분쟁 해결을 강조하는 상식적인 옳고 그름의 관점에 기반했음을 보여준다. 신왕국 시대에 켄베트(Kenbet)로 알려진 지역 원로회는 소액 청구 및 경미한 분쟁과 관련된 법정 사건을 판결하는 책임을 맡았다. 살인, 주요 토지 거래 및 무덤 도굴과 같은 더 심각한 사건은 재상 또는 파라오가 주재하는 대켄베트(Great Kenbet)에 회부되었다. 원고와 피고는 스스로를 변론해야 했으며, 진실을 말했다는 맹세를 해야 했다. 일부 경우, 국가는 검사와 판사의 역할을 모두 수행했으며, 자백과 공범자의 이름을 얻기 위해 피고인을 구타로 고문할 수 있었다. 혐의가 사소하든 심각하든, 법원 서기들은 미래의 참고를 위해 사건의 불만, 증언 및 판결을 기록했다.
경미한 범죄에 대한 처벌은 범죄의 심각성에 따라 벌금 부과, 구타, 안면 절단, 또는 추방을 포함했다. 살인 및 무덤 도굴과 같은 심각한 범죄는 참수, 익사, 또는 말뚝에 박아 넣는 관통형으로 사형에 처해졌다. 처벌은 범죄자의 가족에게도 확대될 수 있었다. 신왕국 시대부터 신탁은 법률 시스템에서 중요한 역할을 했으며, 민사 및 형사 사건 모두에서 정의를 집행했다. 절차는 문제의 옳고 그름에 대해 신에게 "예" 또는 "아니오" 질문을 하는 것이었다. 여러 사제들이 든 신은 파피루스 조각이나 오스트라콘에 쓰여진 답 중 하나를 선택하거나, 앞으로 또는 뒤로 움직이거나, 가리키는 방식으로 판결을 내렸다.

### 농업

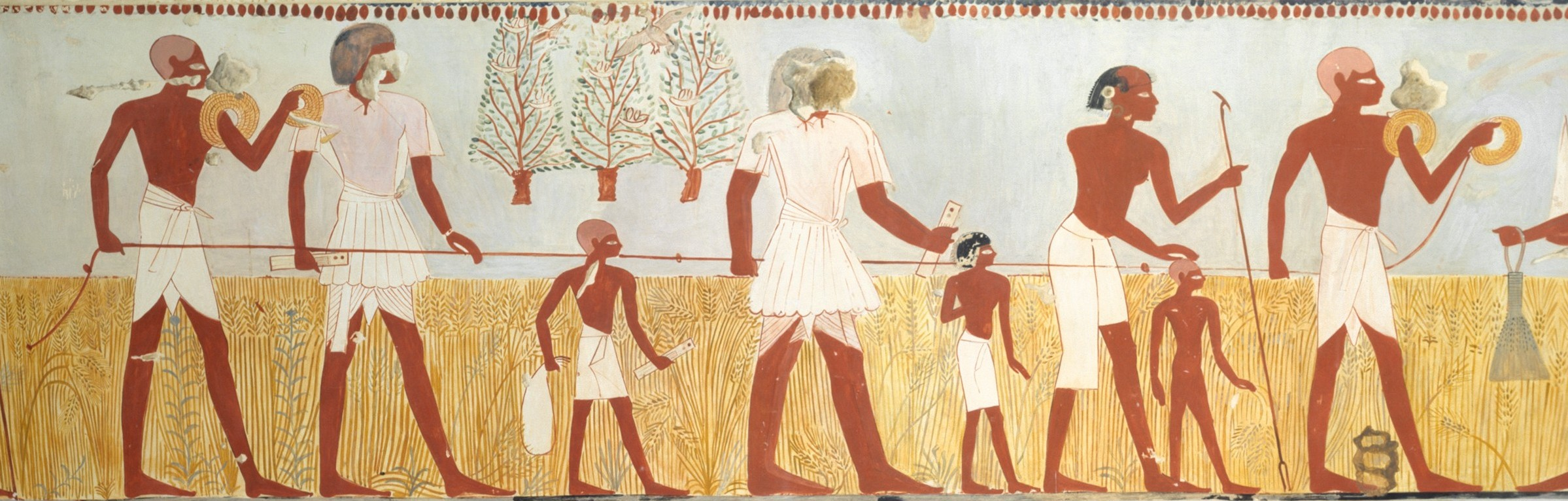
테베에 있는 멘나의 무덤에서 수확량을 측정하고 기록하는 모습(제18왕조)

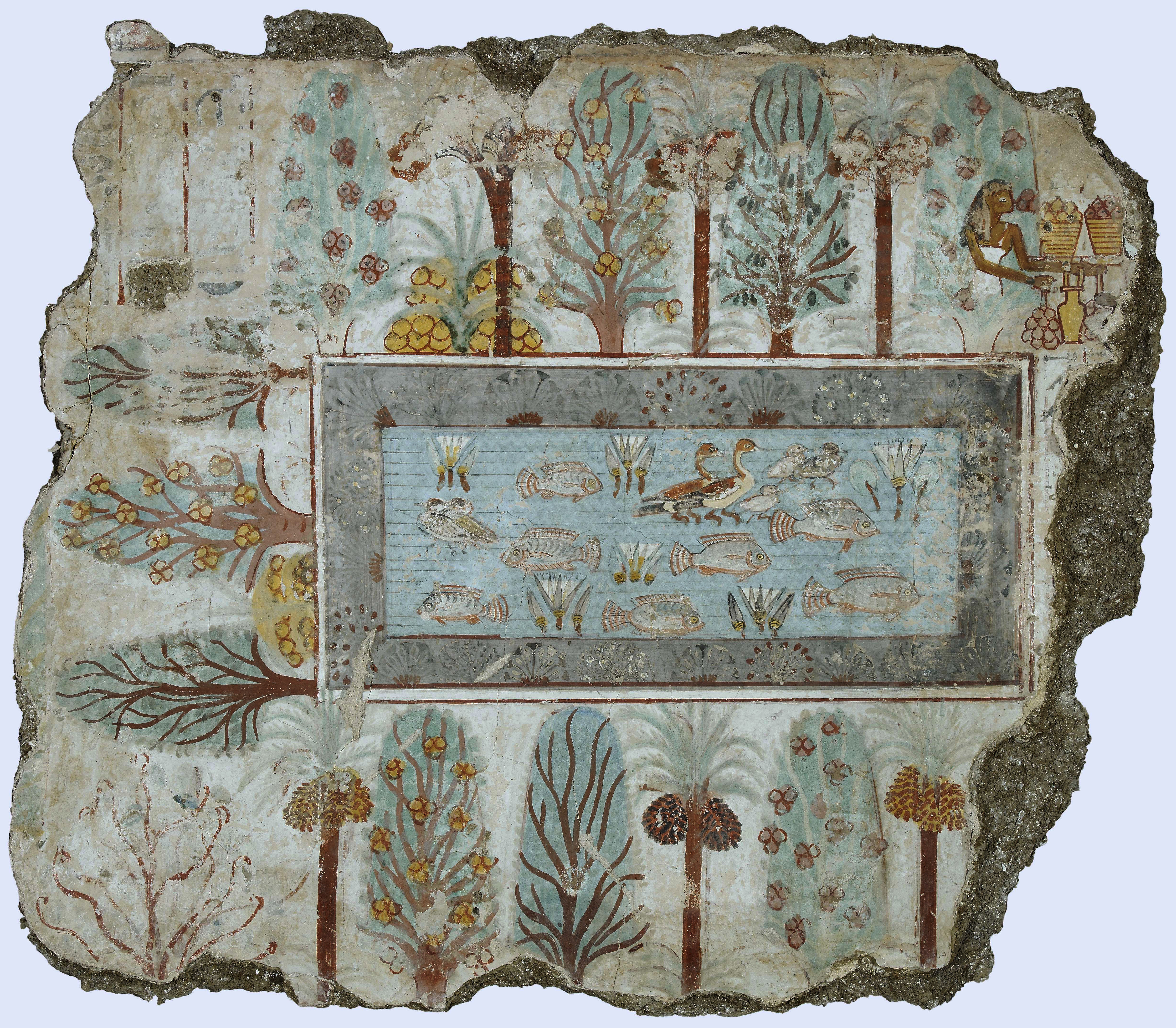
제18왕조 테베의 네바문의 무덤에 있는 직사각형 연못으로, 오리, 연꽃이 심어져 있고 주변에 대추야자와 과일나무가 있다.

유리한 지리적 특징의 조합은 고대 이집트 문화의 성공에 기여했는데, 그 중 가장 중요한 것은 나일강의 연간 범람으로 인한 비옥한 토양이었다. 따라서 고대 이집트인들은 풍부한 식량을 생산할 수 있었고, 이는 인구가 문화, 기술, 예술 활동에 더 많은 시간과 자원을 투자할 수 있도록 허용했다. 토지 소유량에 따라 세금이 부과되었기 때문에 토지 관리는 고대 이집트에서 매우 중요했다.
이집트의 농업은 나일강의 주기에 의존했다. 이집트인들은 아크헤트(홍수), 페레트(파종), 그리고 셰무(수확)로 계절을 구분했다. 홍수기는 6월부터 9월까지 지속되었으며, 강둑에 작물 재배에 이상적인 미네랄이 풍부한 실트 층을 퇴적시켰다. 홍수 물이 빠진 후, 성장기는 10월부터 2월까지 지속되었다. 농부들은 밭을 갈고 씨앗을 심었으며, 이는 도랑과 운하로 관개되었다. 이집트는 강수량이 적었으므로 농부들은 작물에 물을 주기 위해 나일강에 의존했다. 3월부터 5월까지 농부들은 낫을 사용하여 작물을 수확했으며, 그런 다음 도리깨로 탈곡하여 짚에서 곡물을 분리했다. 까부르기는 곡물에서 겉겨를 제거했으며, 곡물은 나중에 밀가루로 갈아서 맥주를 만들거나 보관했다.
고대 이집트인들은 에머밀과 보리, 그리고 몇 가지 다른 곡물을 재배했는데, 이 모든 곡물은 빵과 맥주라는 두 가지 주요 식량의 주식으로 사용되었다. 꽃 피기 전에 뽑아낸 아마 식물은 줄기의 섬유질을 위해 재배되었다. 이 섬유질은 길게 쪼개어 실로 만들어졌고, 이 실은 아마포 시트와 옷을 짜는 데 사용되었다. 나일강변에서 자라는 파피루스는 종이를 만드는 데 사용되었다. 채소와 과일은 주거지 근처의 높은 지대에 있는 텃밭에서 재배되었으며, 손으로 물을 주어야 했다. 채소에는 부추, 마늘, 멜론, 호박, 콩류, 상추 및 기타 작물이 포함되었으며, 와인을 만드는 데 사용되는 포도도 있었다.

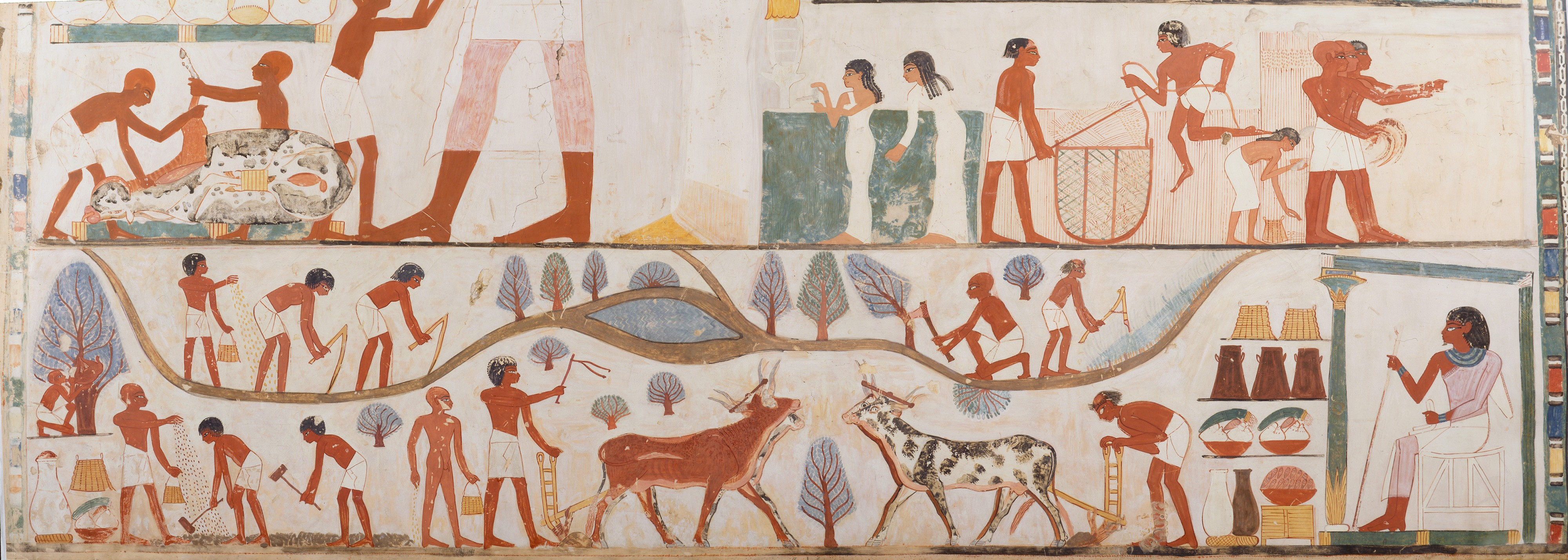
나흐트의 무덤 벽화에서 감독관의 지시 아래 밭을 갈고, 작물을 수확하고, 곡물을 탈곡하는 노동자들의 모습.

#### 동물

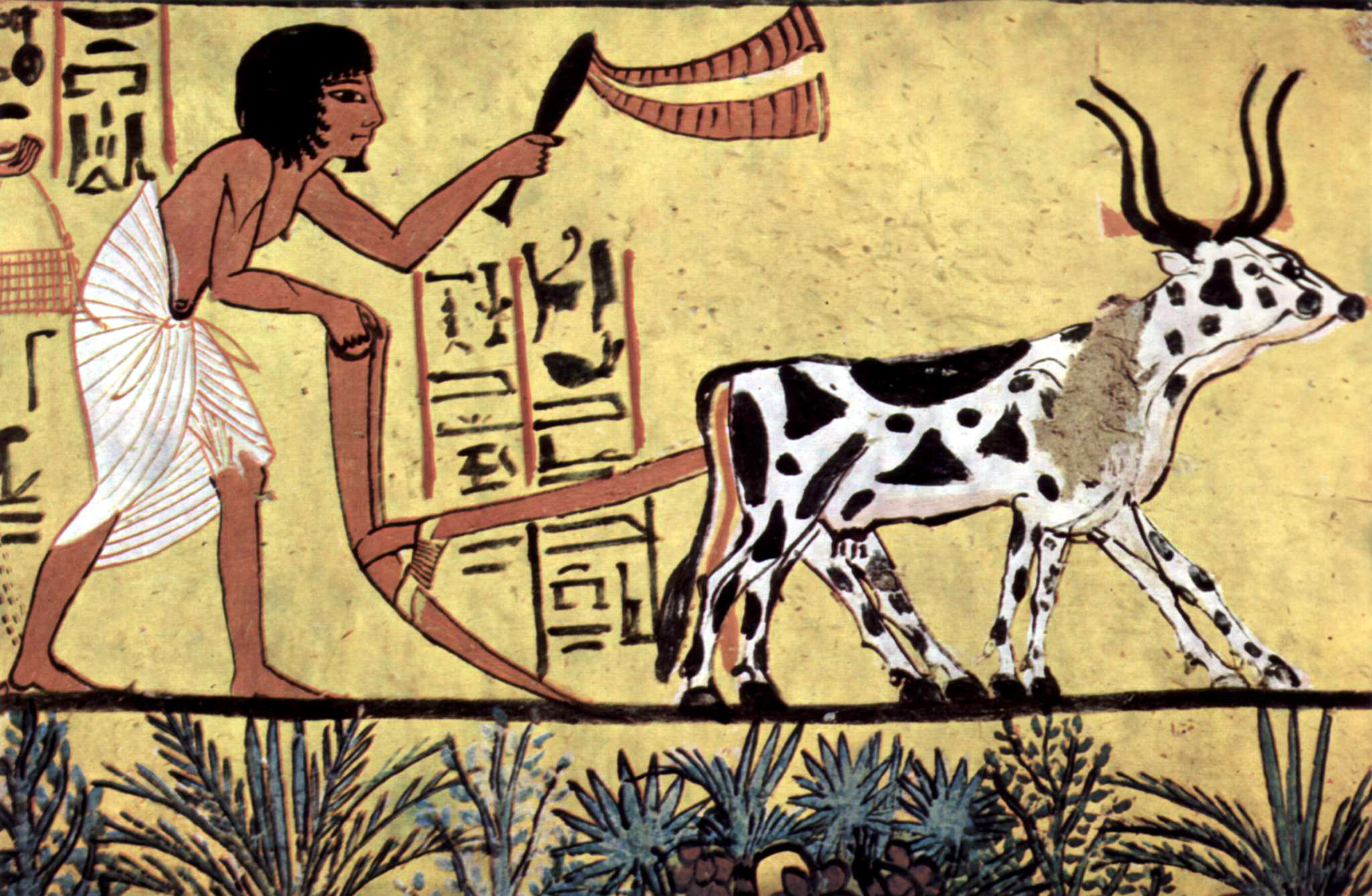
데르 엘-메디나에서 센네젬이 두 마리 소와 함께 아아루에서 밭을 갈고 있다.

이집트인들은 사람과 동물 사이의 균형 잡힌 관계가 우주 질서의 필수 요소라고 믿었으며; 따라서 인간, 동물, 식물은 하나의 전체의 구성원이라고 믿어졌다. 따라서 가축화된 동물과 야생 동물 모두 고대 이집트인들에게 영성, 동반자 관계, 그리고 생존의 중요한 원천이었다. 소는 가장 중요한 가축이었다; 행정부는 정기적인 인구 조사를 통해 가축에 세금을 징수했으며, 가축의 규모는 그들을 소유한 영지나 신전의 위신과 중요성을 반영했다. 소 외에도 고대 이집트인들은 양, 염소, 돼지를 길렀다. 오리, 거위, 비둘기와 같은 가금류는 그물로 잡아서 농장에서 사육되었고, 살을 찌우기 위해 반죽을 강제로 먹였다. 나일강은 풍부한 물고기 공급원이었다. 꿀벌도 적어도 고왕국 시대부터 가축화되었으며, 꿀과 밀랍을 모두 제공했다.
고대 이집트인들은 당나귀와 소를 사역동물로 사용하여 밭을 갈고 씨앗을 흙에 밟아 넣는 데 사용했다. 살찐 소를 도살하는 것은 또한 제물 의식의 중심 부분이었다. 말은 힉소스에 의해 제2중간기에 도입되었다. 낙타는 신왕국 시대부터 알려졌지만, 말기 왕조까지는 짐을 나르는 동물로 사용되지 않았다. 또한 코끼리가 말기 왕조에 잠시 사용되었지만 방목할 땅이 부족하여 대부분 버려졌다는 증거도 있다. 고양이, 개, 원숭이는 흔한 애완동물이었고, 사하라 이남 아프리카에서 수입된 사자와 같은 더 이국적인 애완동물은 왕족에게만 허용되었다. 헤로도토스는 이집트인들이 유일하게 동물들을 집 안에 들여 키우는 사람들이라고 관찰했다. 말기 왕조 시대에는 고양이 여신 바스테트와 이비스 신 토트와 같은 동물 형태의 신 숭배가 매우 인기가 있었고, 이러한 동물들은 의식용 희생을 위해 대량으로 사육되었다.

### 천연자원
이집트는 건축 및 장식용 석재, 구리와 납 광석, 금, 준보석이 풍부하다. 이러한 천연 자원을 통해 고대 이집트인들은 기념물을 건설하고, 조각상을 만들고, 도구를 만들고, 장신구를 만들 수 있었다. 방부 처리사들은 와디 나트룬에서 얻은 소금을 미라 제작에 사용했으며, 이는 또한 석고를 만드는 데 필요한 석고를 제공했다. 광석을 포함한 암석층은 동부 사막과 시나이의 멀리 떨어진 험난한 와디에서 발견되었으며, 그곳에서 발견되는 천연 자원을 얻기 위해서는 대규모의 국가 통제 탐험이 필요했다. 누비아에는 광범위한 금광이 있었으며, 알려진 최초의 지도 중 하나는 이 지역의 금광 지도이다. 와디 함마마트는 화강암, 그레이와케, 금의 주요 공급원이었다. 부싯돌은 도구를 만드는 데 처음 수집되고 사용된 광물이었으며, 부싯돌 손도끼는 나일강 계곡에 사람이 거주했음을 보여주는 가장 초기의 증거이다. 이 광물의 덩어리는 구리가 이 목적으로 채택된 후에도 중간 정도의 경도와 내구성을 가진 칼날과 화살촉을 만들기 위해 조심스럽게 박편화되었다. 고대 이집트인들은 황과 같은 광물을 화장품으로 처음 사용한 사람들 중 하나였다.
이집트인들은 게벨 로사스에 있는 납 광석 방연석 매장량을 채굴하여 그물 추, 수직추, 작은 조각상을 만들었다. 구리는 고대 이집트에서 도구 제작에 가장 중요한 금속이었으며, 시나이에서 채굴된 공작석 광석에서 용광로로 제련되었다. 노동자들은 충적 퇴적물에서 금괴를 씻어내거나, 또는 금을 함유한 석영을 갈고 씻는 더 노동 집약적인 과정을 통해 금을 채취했다. 상이집트에서 발견된 철광석은 말기 왕조 시대에 사용되었다. 고품질 건축용 석재는 이집트에 풍부했으며; 고대 이집트인들은 나일강 계곡 전역에서 석회암을, 아스완에서 화강암을, 그리고 동부 사막의 와디에서 현무암과 사암을 채석했다. 반암, 그레이와케, 알라바스터, 카닐리언과 같은 장식용 석재 매장량은 동부 사막 곳곳에 산재해 있었으며, 제1왕조 이전부터 채집되었다. 프톨레마이오스 및 로마 시대에는 광부들이 와디 시카이트에서 에메랄드 매장량을, 와디 엘 후디에서 자수정 매장량을 채굴했다.

### 무역

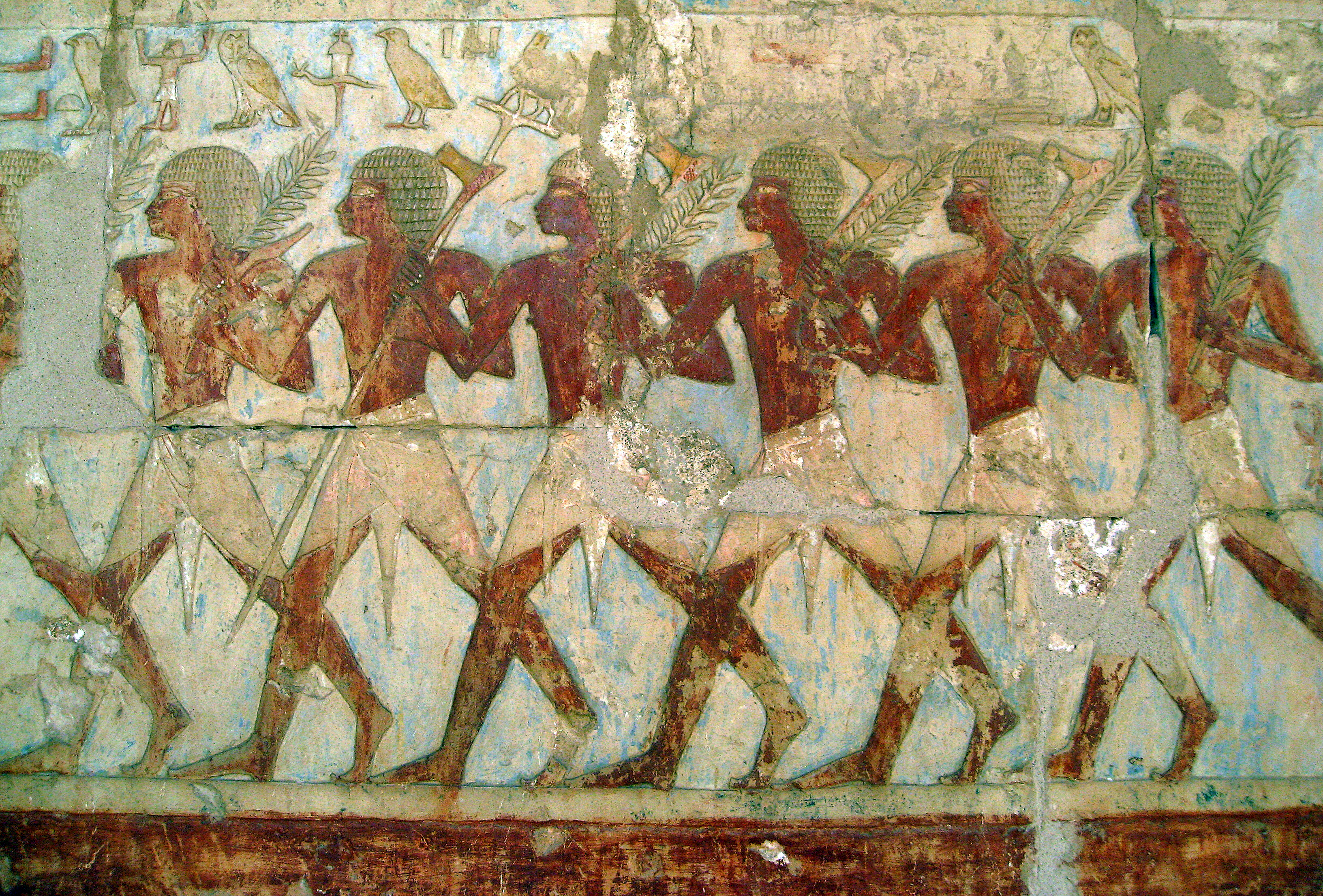
하트셉수트의 푼트 무역 탐험 부조

고대 이집트인들은 이집트에서 발견되지 않는 희귀하고 이국적인 물품을 얻기 위해 외국 이웃 국가들과 무역을 했다. 선왕조 시대에는 금과 향료를 얻기 위해 누비아와 무역 관계를 수립했다. 또한 팔레스타인과도 무역 관계를 수립했는데, 이는 제1왕조 파라오들의 무덤에서 발견된 팔레스타인 양식의 기름 항아리에서 증명된다. 남부 가나안에 주둔했던 이집트 식민지는 제1왕조보다 약간 이전에 세워졌다. 현재 가자 지구의 텔 에스-사칸은 기원전 4천년기 후반에 이집트 정착지로 설립되었으며, 이 지역에서 이집트의 주요 식민지 거점이었을 것으로 추정된다. 나르메르는 가나안에서 이집트 도자기를 생산하여 이집트로 다시 수출했다.
늦어도 제2왕조 시대까지 비블로스와의 고대 이집트 무역은 이집트에서는 발견되지 않는 품질 좋은 목재의 중요한 공급원이 되었다. 제5왕조 시대에는 푼트와의 무역을 통해 금, 향기로운 수지, 흑단, 상아, 그리고 원숭이와 비비와 같은 야생 동물을 공급받았다. 이집트는 청동 제조에 필수적인 주석과 보충적인 구리 공급을 위해 아나톨리아와의 무역에 의존했다. 고대 이집트인들은 멀리 떨어진 아프가니스탄에서 수입해야 했던 푸른 돌 청금석을 높이 평가했다. 이집트의 지중해 무역 파트너에는 그리스와 크레타도 포함되었으며, 이들은 다른 물품과 함께 올리브유를 공급했다.

## 언어

### 역사적 발전
이집트어는 베르베르어파 및 셈어파와 밀접하게 관련된 북부 아프리카아시아어족 언어이다. 이 언어는 기원전  3200년c.부터 중세까지 기록되었고 그보다 더 오랫동안 구어체로 남아 있는 가장 오래된 역사를 가지고 있다. 고대 이집트어의 단계는 고대 이집트어, 중왕국 이집트어 (고전 이집트어), 후기 이집트어, 민중어, 콥트어이다. 이집트어 문헌은 콥트어 이전에는 방언 차이를 보이지 않지만, 아마도 멤피스와 나중에 테베 주변에서 지역 방언으로 사용되었을 것이다.
고대 이집트어는 종합어였으나, 나중에는 더욱 분석어가 되었다. 후기 이집트어는 옛 굴절 접미사를 대체하는 접두사 정관사와 부정관사를 발전시켰다. 옛 동사-주어-목적어 어순에서 주어-동사-목적어로 변화가 있었다. 이집트 상형문자, 신관문자, 민중문자 스크립트는 결국 더 표음적인 콥트어 알파벳으로 대체되었다. 콥트어는 여전히 이집트 정교회의 전례에서 사용되며, 그 흔적은 현대 이집트 아랍어에서도 발견된다.

### 음성 및 문법
고대 이집트어는 다른 아프리카-아시아어와 유사하게 25개의 자음을 가지고 있다. 여기에는 인두음과 강조음, 유성 및 무성 파열음, 무성 마찰음 및 유성 및 무성 파찰음이 포함된다. 세 개의 장모음과 세 개의 단모음이 있었는데, 이는 후기 이집트어에서 약 9개로 확장되었다. 셈어와 베르베르어와 유사하게 이집트어의 기본 단어는 자음과 반자음의 삼자음 또는 이자음 어근이다. 접미사가 붙어 단어가 형성된다. 동사 변화는 인칭에 해당한다. 예를 들어, 삼자음 골격 S-Ḏ-M은 '듣다'라는 단어의 의미 핵심이다; 기본 활용은 sḏm, '그가 듣는다'이다. 주어가 명사일 경우 동사에 접미사가 붙지 않는다: sḏm ḥmt, '여자가 듣는다'.
형용사는 명사에서 파생되며, 이집트학자들은 아랍어와의 유사성 때문에 이를 니스바화라고 부른다. 어순은 동사 및 형용사 문장에서는 서술어–주어이며, 명사 및 부사 문장에서는 주어–서술어이다. 주어는 문장의 길이가 길고 재귀 대명사가 뒤따를 경우 문장의 맨 앞으로 이동할 수 있다. 동사와 명사는 불변화사 'n'으로 부정되지만, 부사 및 형용사 문장에서는 'nn'이 사용된다. 강세는 마지막 또는 끝에서 두 번째 음절에 떨어지며, 이는 개음절(CV)이거나 폐음절(CVC)일 수 있다.

### 문자

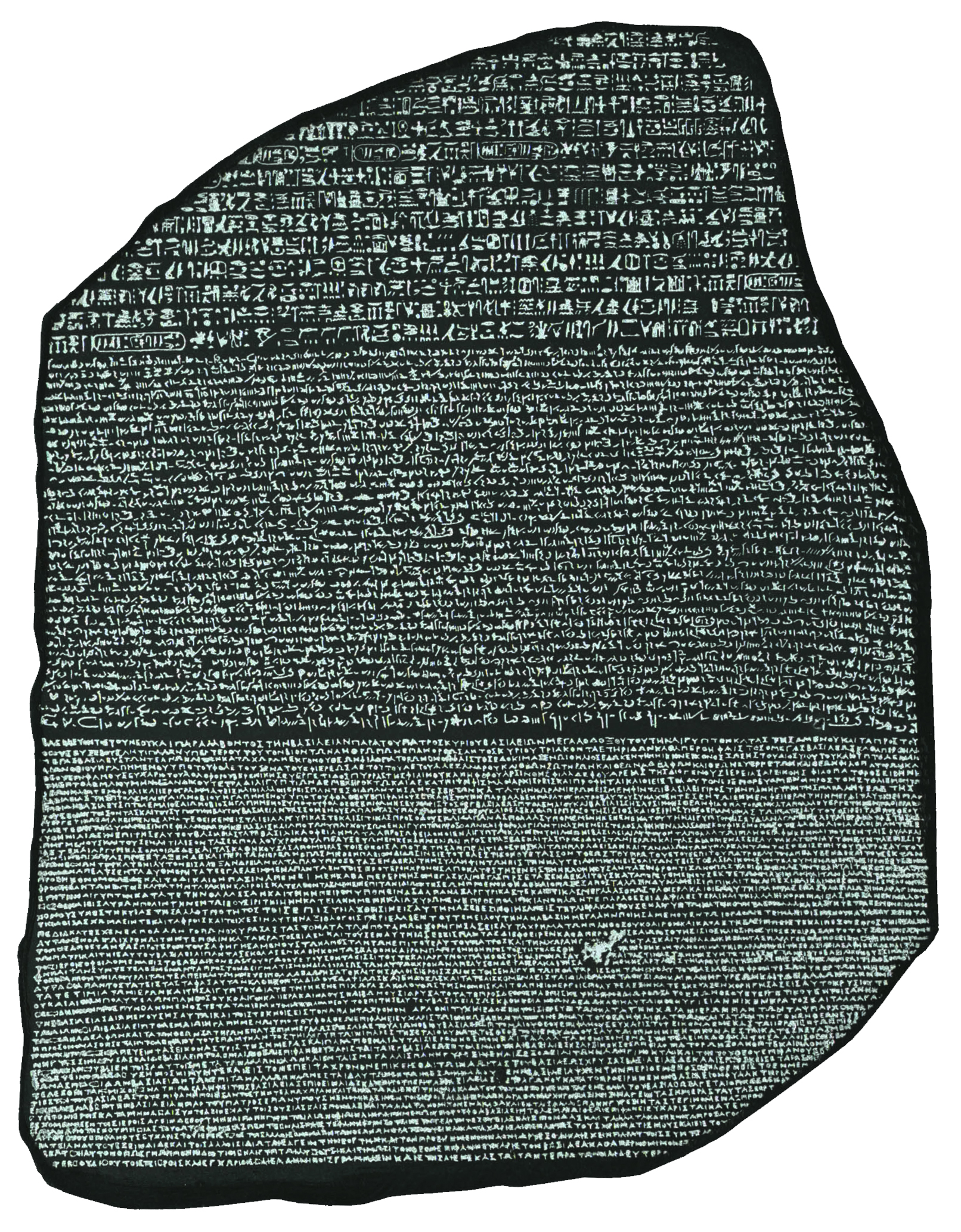
로제타석(c. 기원전 196년)은 언어학자들이 고대 이집트 문자를 해독하는 데 도움이 되었다.

상형문자는 기원전  3000년c.부터 사용되었으며, 수백 개의 기호로 구성되어 있다. 상형문자는 단어, 소리 또는 무성 의미를 나타낼 수 있으며; 동일한 기호가 다른 문맥에서 다른 용도로 사용될 수 있다. 상형문자는 돌 기념물과 무덤에 사용된 공식적인 문자였으며, 개별 예술 작품만큼이나 세밀할 수 있었다. 일상적인 글쓰기에서 서기들은 더 빠르고 쉬운 신관문자라고 불리는 필기체를 사용했다. 공식 상형문자는 행이나 열에서 양방향으로 (일반적으로 오른쪽에서 왼쪽으로 쓰여졌지만) 읽을 수 있는 반면, 신관문자는 항상 오른쪽에서 왼쪽으로, 일반적으로 수평 행으로 쓰여졌다. 새로운 형태의 문자, 민중문자가 널리 사용되는 필기체가 되었고, 이 형태의 문자가 로제타석의 그리스어 텍스트와 함께 공식 상형문자와 함께 나타난다.
서기 1세기경, 민중문자와 함께 콥트 문자가 사용되기 시작했다. 콥트 문자는 몇몇 민중문자 기호가 추가된 변형된 그리스 문자이다. 공식 상형문자는 서기 4세기까지 의례적인 역할로 사용되었지만, 말기에는 극소수의 사제만이 여전히 읽을 수 있었다. 전통적인 종교 기관이 해체되면서 상형문자 지식은 대부분 사라졌다. 상형문자를 해독하려는 시도는 이집트의 비잔틴 및 이슬람 시대까지 거슬러 올라가지만, 1820년대에 로제타석이 발견되고 토머스 영과 장프랑수아 샹폴리옹의 수년간의 연구 끝에 비로소 상형문자가 실질적으로 해독되었다.

### 문학

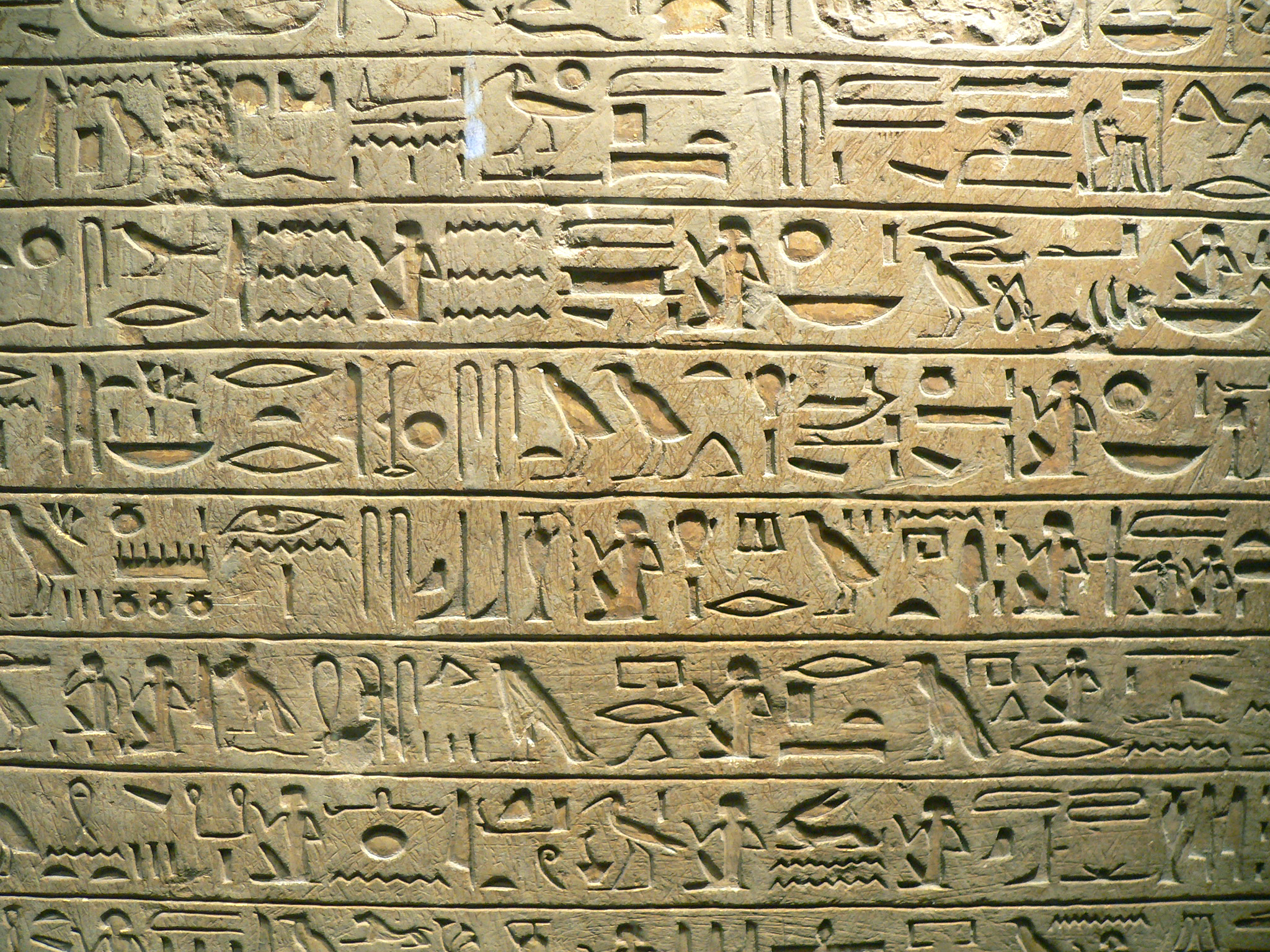
루브르 박물관의 비석에 새겨진 상형문자, c. 기원전 1321년

문자는 왕실 무덤에서 발견된 물품의 표식과 태그에서 왕권과 관련하여 처음 등장했다. 주로 서기관의 직업이었으며, 그들은 페르 앙크 기관 또는 생명의 집에서 일했다. 후자는 사무실, 도서관(책의 집), 실험실 및 천문대를 포함했다. 피라미드 및 관구문과 같은 고대 이집트 문학의 가장 잘 알려진 작품 중 일부는 고전 이집트어로 쓰여졌으며, 이는 기원전 1300년경까지 문어체로 사용되었다. 후기 이집트어는 신왕국부터 사용되었으며 람세스 시대 행정 문서, 연애 시, 이야기, 그리고 민중문자와 콥트어 텍스트에 나타난다. 이 시기 동안 글쓰기 전통은 하르후프와 웬위와 같은 무덤 자서전으로 발전했다. 세바이트('교훈')로 알려진 장르는 유명한 귀족들의 가르침과 지침을 전달하기 위해 개발되었다. 이푸웨르 파피루스, 즉 자연재해와 사회적 혼란을 묘사하는 애가 시는 유명한 예시이다.
시누헤 이야기는 중왕국 이집트어로 쓰여졌으며, 이집트 문학의 고전일 수 있다. 이 시기에 쓰여진 또 다른 작품은 웨스트카르 파피루스인데, 이는 쿠푸에게 그의 아들들이 사제들이 행한 경이로운 일들을 이야기해주는 일련의 이야기이다. 아멘엠오페의 교훈은 근동 문학의 걸작으로 여겨진다. 신왕국 말기에는 구어체가 웬아문의 이야기와 안이의 교훈과 같은 대중적인 작품을 쓰는 데 더 자주 사용되었다. 전자는 레바논에서 삼나무를 사러 가는 도중에 강도를 당하고 이집트로 돌아가기 위해 고군분투하는 귀족의 이야기를 담고 있다. 기원전 700년경부터는 인기 있는 온크셰쇼키의 교훈과 같은 서사 이야기와 교훈, 그리고 개인 및 사업 문서가 민중문자와 이집트어 단계로 쓰여졌다. 그리스-로마 시대에 민중문자로 쓰여진 많은 이야기들은 이집트가 람세스 2세와 같은 위대한 파라오들에 의해 통치되는 독립 국가였던 이전 역사 시대를 배경으로 했다.

## 문화

### 일상생활

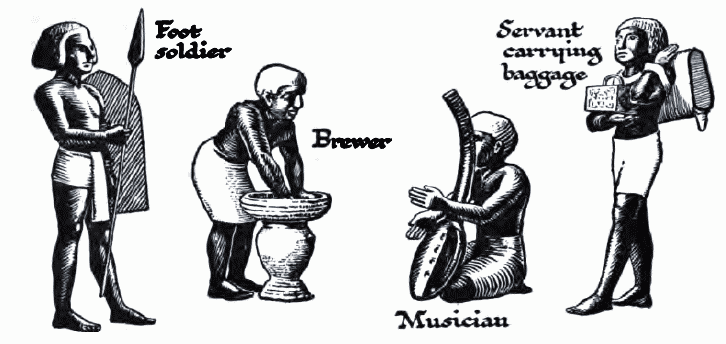
하류층 직업

대부분의 고대 이집트인들은 토지에 묶인 농부들이었다. 그들의 주거지는 직계 가족으로 제한되었으며, 낮의 더위 속에서도 시원함을 유지하도록 설계된 흙벽돌로 지어졌다. 각 집에는 곡물 제분용 맷돌과 빵 굽는 작은 오븐이 있는 개방형 지붕의 부엌이 있었다. 도자기는 음식, 음료, 원료의 저장, 준비, 운송, 소비를 위한 가정용품으로 사용되었다. 벽은 흰색으로 칠해졌고 염색된 아마포 벽걸이로 덮일 수 있었다. 바닥은 갈대 돗자리로 덮였고, 나무 의자, 바닥에서 올라온 침대, 개별 테이블이 가구를 구성했다.

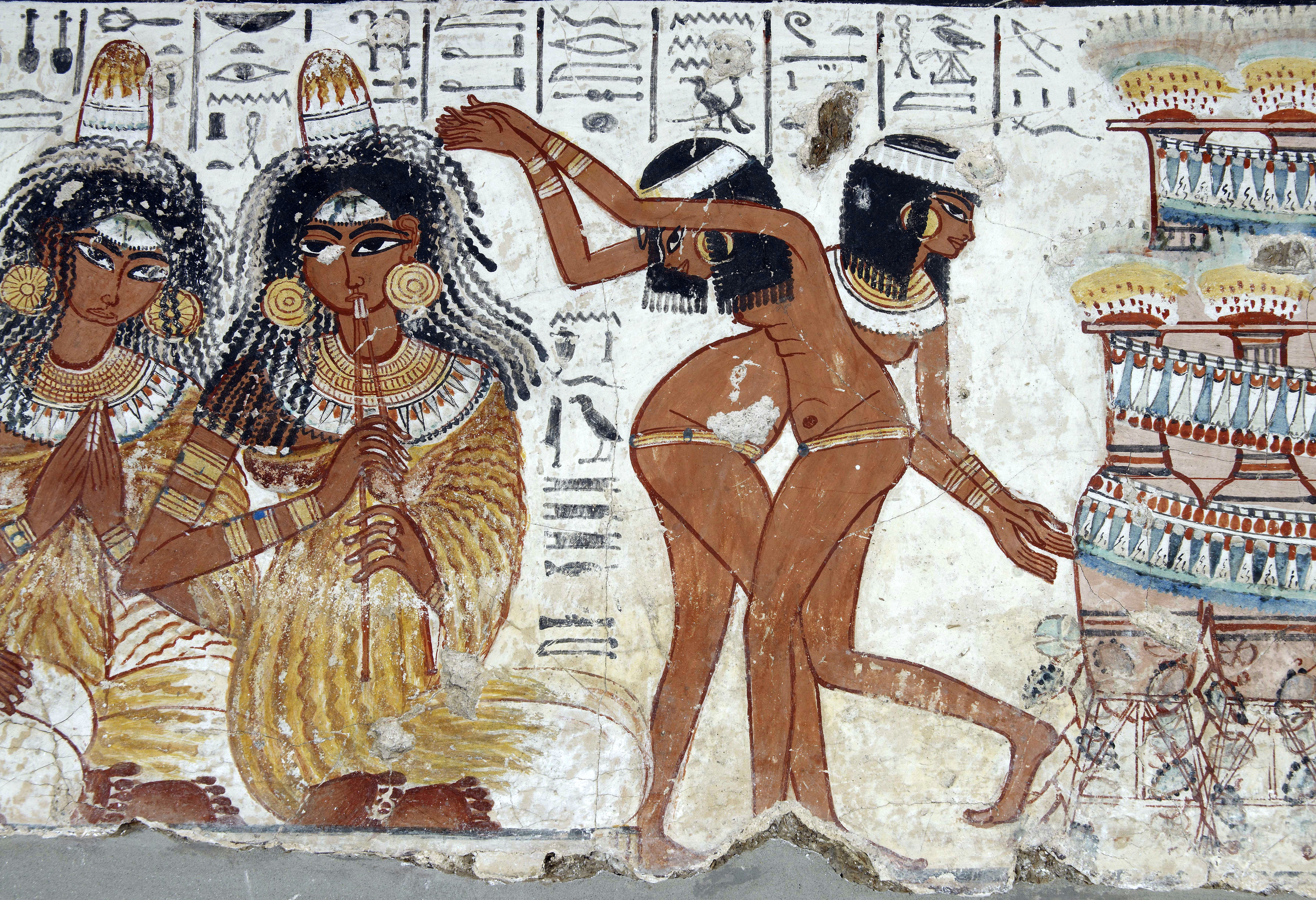
이집트인들은 음악과 춤과 함께 잔치와 축제를 즐겼다.

고대 이집트인들은 위생과 외모를 매우 중요하게 여겼다. 대부분은 나일강에서 목욕했고 동물성 기름과 백묵으로 만든 걸쭉한 비누를 사용했다. 남성들은 청결을 위해 전신을 면도했다. 향수와 향기로운 연고는 악취를 가리고 피부를 진정시켰다. 옷은 표백된 단순한 아마포로 만들어졌으며, 상류층 남성과 여성 모두 가발, 보석, 그리고 화장품을 착용했다. 아이들은 약 12세가 되어 성인이 될 때까지 옷을 입지 않았고, 이 나이에 남성은 할례를 받고 머리를 깎았다. 어머니는 자녀를 돌보는 책임을 맡았고, 아버지는 가족의 수입을 책임졌다.
음악과 춤은 여유가 있는 사람들에게 인기 있는 오락이었다. 초기 악기에는 플루트와 하프가 포함되었고, 나중에는 트럼펫, 오보에, 파이프와 유사한 악기가 발전하여 인기를 얻었다. 신왕국 시대에 이집트인들은 종, 심벌즈, 탬버린, 드럼, 그리고 아시아에서 수입된 류트와 리라를 연주했다. 시스트럼은 특히 종교 의식에서 중요한 딸랑이 같은 악기였다.

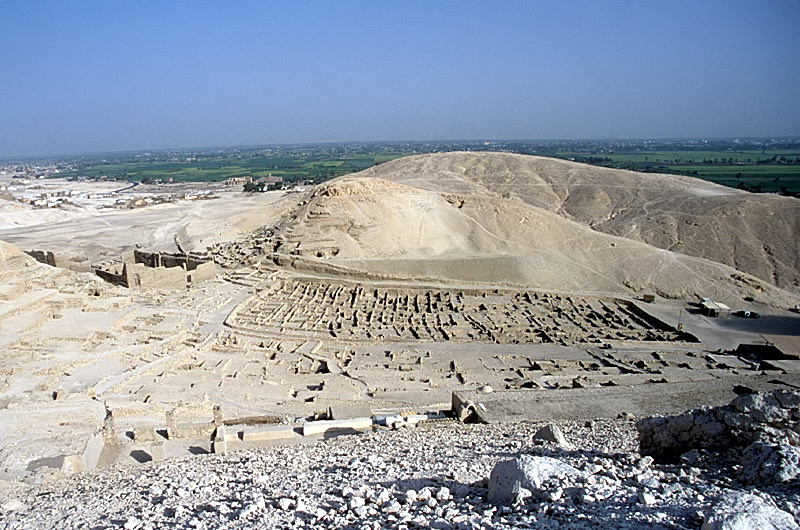
데르 엘-메디나의 유적

고대 이집트인들은 다양한 여가 활동을 즐겼는데, 여기에는 게임과 음악이 포함되었다. 무작위적인 기회에 따라 말이 움직이는 보드 게임인 세네트는 초창기부터 특히 인기가 있었고; 또 다른 유사한 게임인 메헨은 원형의 게임판을 가지고 있었다. "하운드와 자칼" 또는 58개의 구멍으로도 알려진 이 게임은 고대 이집트에서 즐겨 하던 또 다른 보드 게임의 예시이다. 이 게임의 첫 번째 완전한 세트는 제13왕조 시대에 해당하는 이집트 파라오 아메넴헤트 4세의 테베 무덤에서 발견되었다. 저글링과 구기는 아이들에게 인기가 있었고, 베니 하산의 무덤에도 레슬링이 기록되어 있다. 고대 이집트 사회의 부유한 구성원들은 사냥, 낚시, 보트 타기를 즐겼다.
노동자 마을 데르 엘-메디나의 발굴은 거의 400년에 걸친 고대 세계 공동체 생활에 대한 가장 잘 문서화된 기록 중 하나를 가져왔다. 이 공동체의 조직, 사회적 상호 작용, 작업 및 생활 조건이 이처럼 상세하게 연구된 유사한 유적지는 없다.

### 요리

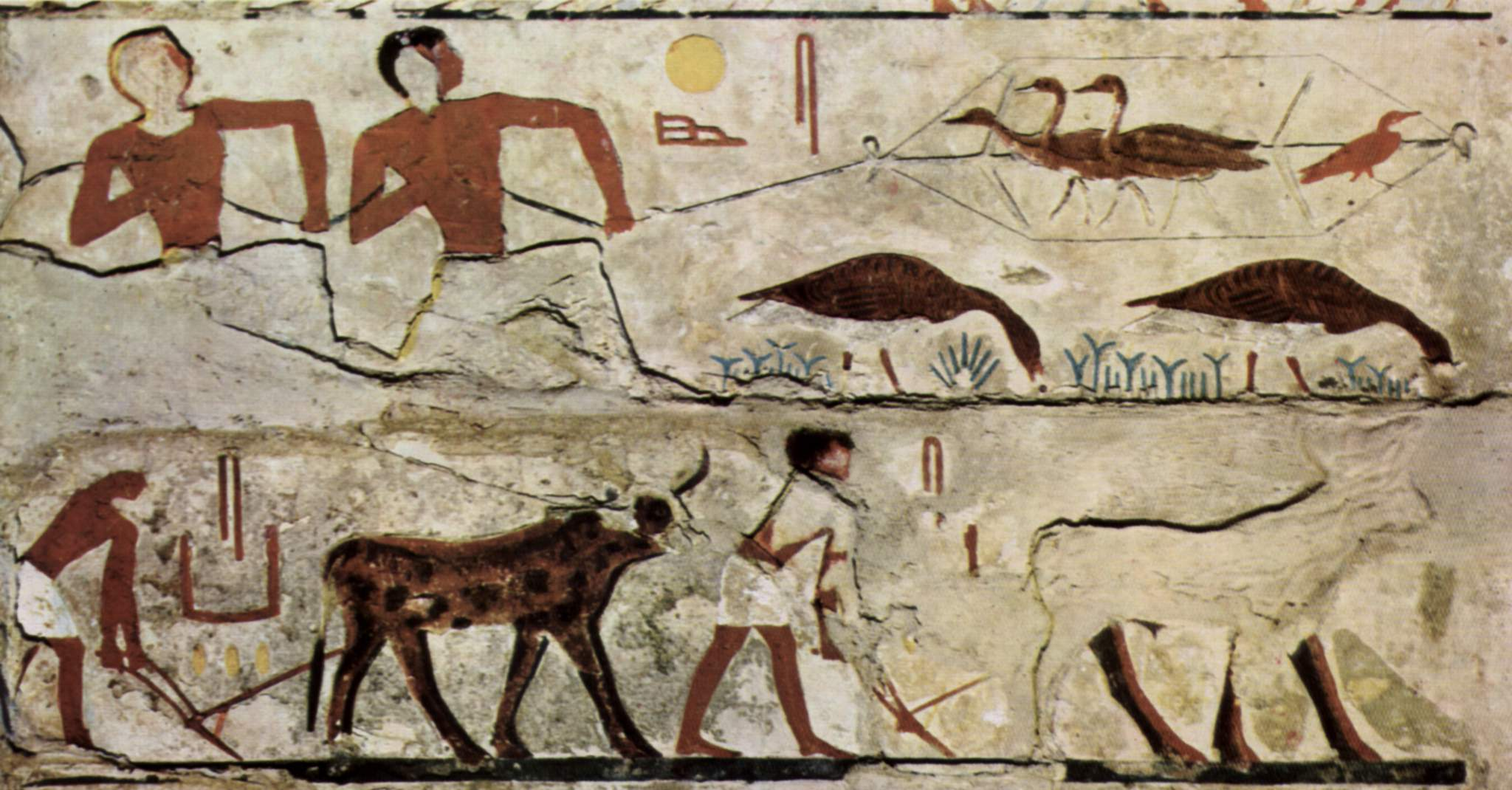
사냥감 새를 사냥하고 밭을 가는 모습, 네페르마트와 그의 아내 이테트의 무덤 (c. 기원전 2700년)

이집트 요리는 시간이 지나도 놀랍도록 안정적으로 유지되었다. 실제로 현대 이집트 요리는 고대 이집트 요리와 몇 가지 눈에 띄는 유사점을 유지하고 있다. 주식은 빵과 맥주였으며, 양파와 마늘 같은 채소와 대추, 무화과 같은 과일이 보충되었다. 와인과 고기는 잔칫날에는 모두가 즐겼으며, 상류층은 더 자주 맛보았다. 생선, 고기, 가금류는 소금에 절이거나 말릴 수 있었고, 스튜에 넣거나 그릴에 구워 먹을 수 있었다.

### 건축
고대 이집트의 건축은 세계에서 가장 유명한 건축물 중 일부를 포함한다: 기자의 대피라미드와 테베의 신전들이다. 건축 프로젝트는 종교적, 기념비적 목적뿐만 아니라 파라오의 광범위한 권력을 강화하기 위해 국가에서 조직하고 자금을 지원했다. 고대 이집트인들은 숙련된 건축가들이었다; 간단하지만 효과적인 도구와 측정 도구만을 사용하여 건축가들은 오늘날에도 부러움을 살 정도로 높은 정확도와 정밀도로 거대한 석조 구조물을 지을 수 있었다.
엘리트와 일반 이집트인들의 주거용 건물은 흙벽돌과 나무와 같은 부패하기 쉬운 재료로 지어졌기 때문에 남아있지 않다. 농민들은 단순한 집에서 살았고, 엘리트와 파라오의 궁전은 더 정교한 구조물이었다. 말카타와 아마르나에 남아있는 몇몇 신왕국 궁전은 사람, 새, 물웅덩이, 신들, 기하학적 디자인이 있는 풍부하게 장식된 벽과 바닥을 보여준다. 신전과 무덤처럼 영원히 지속되도록 의도된 중요한 구조물은 흙벽돌 대신 돌로 지어졌다. 세계 최초의 대규모 석조 건물인 조세르의 장례 단지에 사용된 건축 요소에는 파피루스와 연꽃 모티프의 기둥과 상인방 지지대가 포함된다.
기자에서 발견된 것과 같은 초기 보존된 고대 이집트 신전들은 기둥으로 지지되는 지붕 슬라브가 있는 단일 밀폐된 홀로 구성된다. 신왕국 시대에 건축가들은 신전 성역 앞에 파일론, 개방된 안마당, 밀폐된 하이포스타일 홀을 추가했는데, 이 양식은 그리스-로마 시대까지 표준이 되었다. 고왕국 시대의 가장 초기이자 가장 인기 있는 무덤 건축 양식은 마스타바였는데, 이는 지하 묘실 위에 지어진 흙벽돌 또는 돌로 된 평평한 지붕의 직사각형 구조물이었다. 조세르의 계단 피라미드는 서로 위에 쌓인 일련의 돌 마스타바이다. 피라미드는 고왕국과 중왕국 시대에 지어졌지만, 대부분의 후대 통치자들은 눈에 덜 띄는 바위를 깎아 만든 무덤을 선호하여 피라미드를 포기했다. 피라미드 형태의 사용은 신왕국의 개인 무덤 예배당과 누비아의 왕실 피라미드에서도 계속되었다.

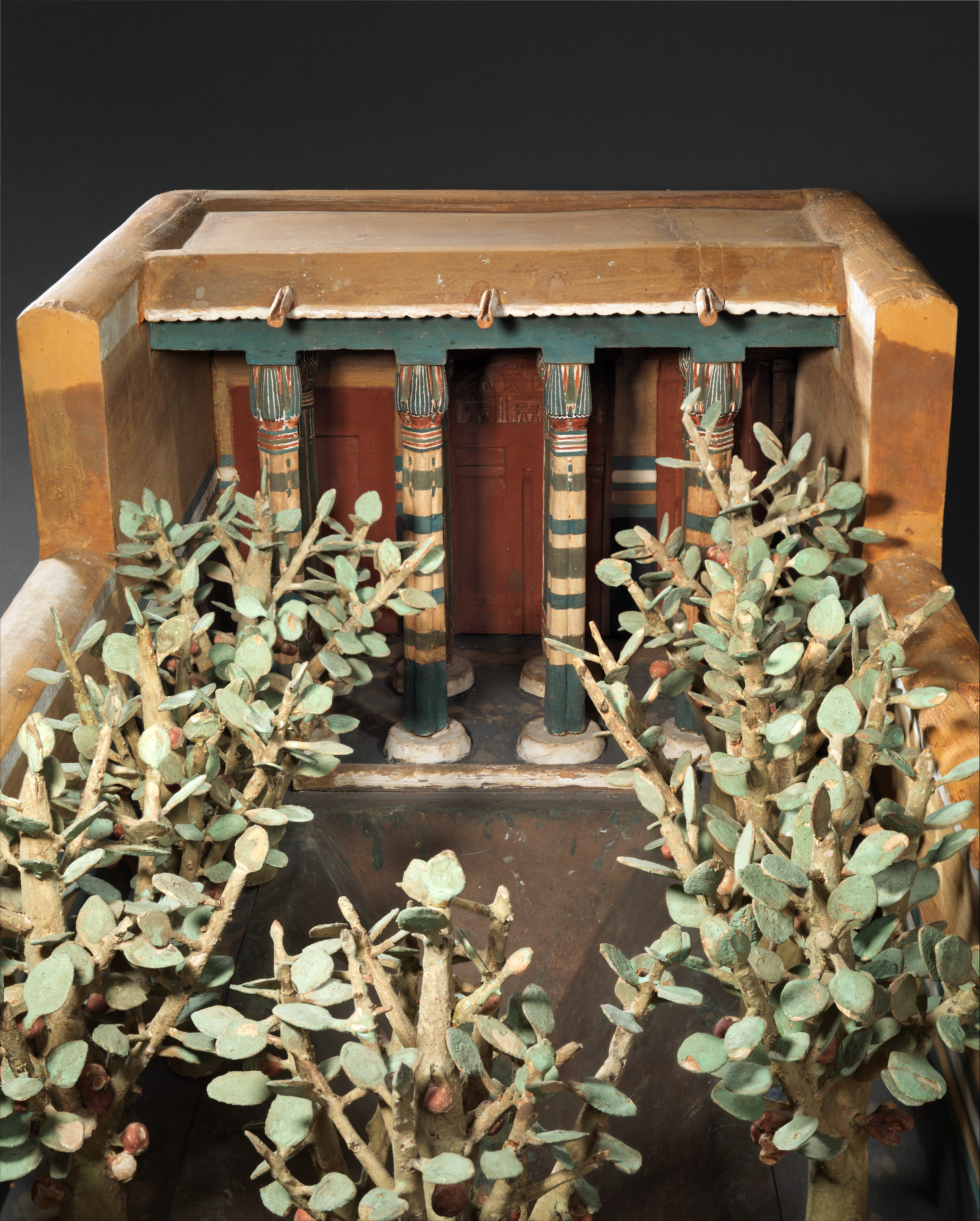
가정용 현관과 정원 모형,  기원전 1981–1975년c.
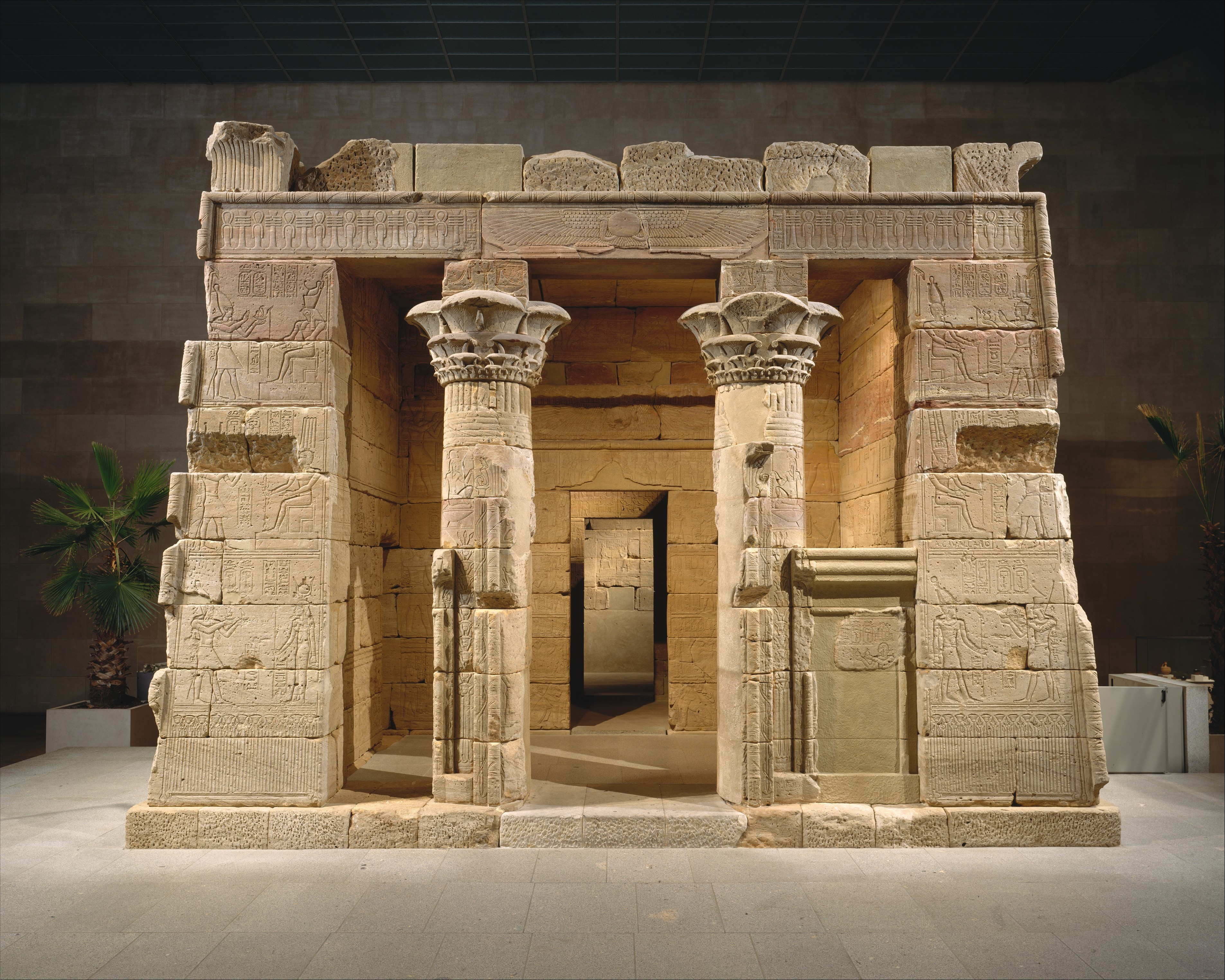
기원전 10년에 완공된 덴두르 신전, 메트로폴리탄 미술관 (뉴욕)
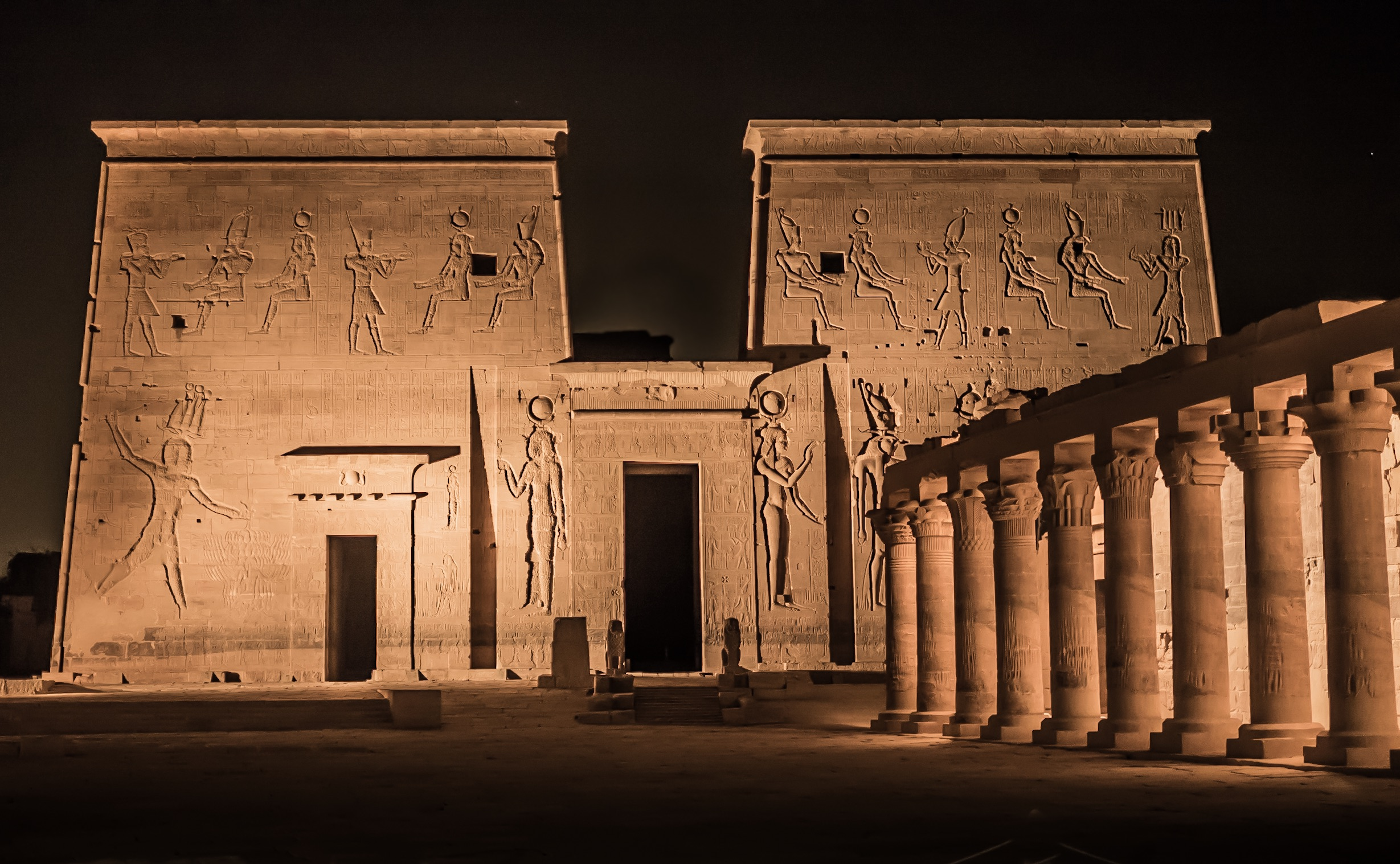
필레의 잘 보존된 이시스 신전은 이집트 건축과 건축 조각의 한 예시이다.
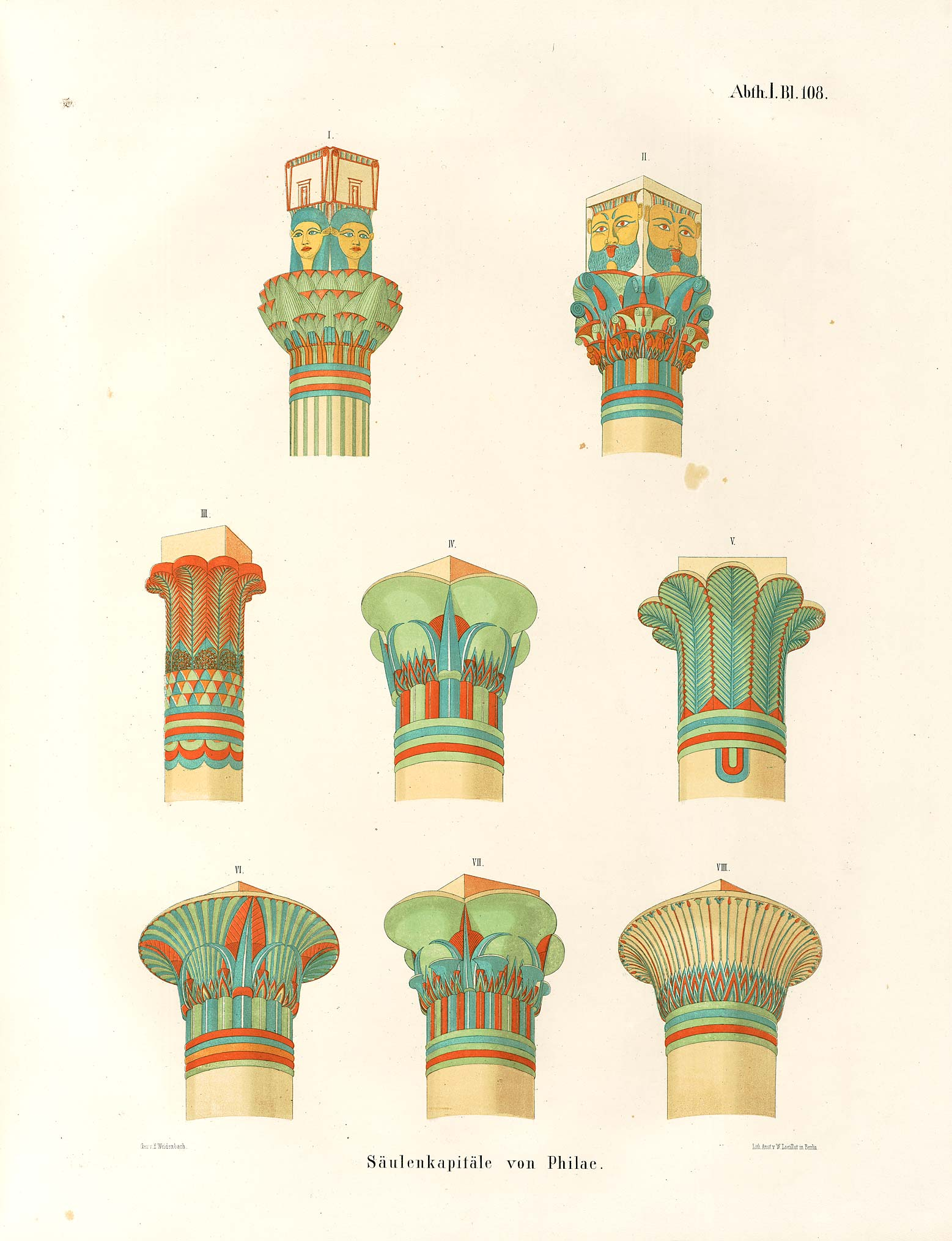
카를 리하르트 렙시우스가 그린 다양한 형태의 주두 일러스트레이션

### 예술

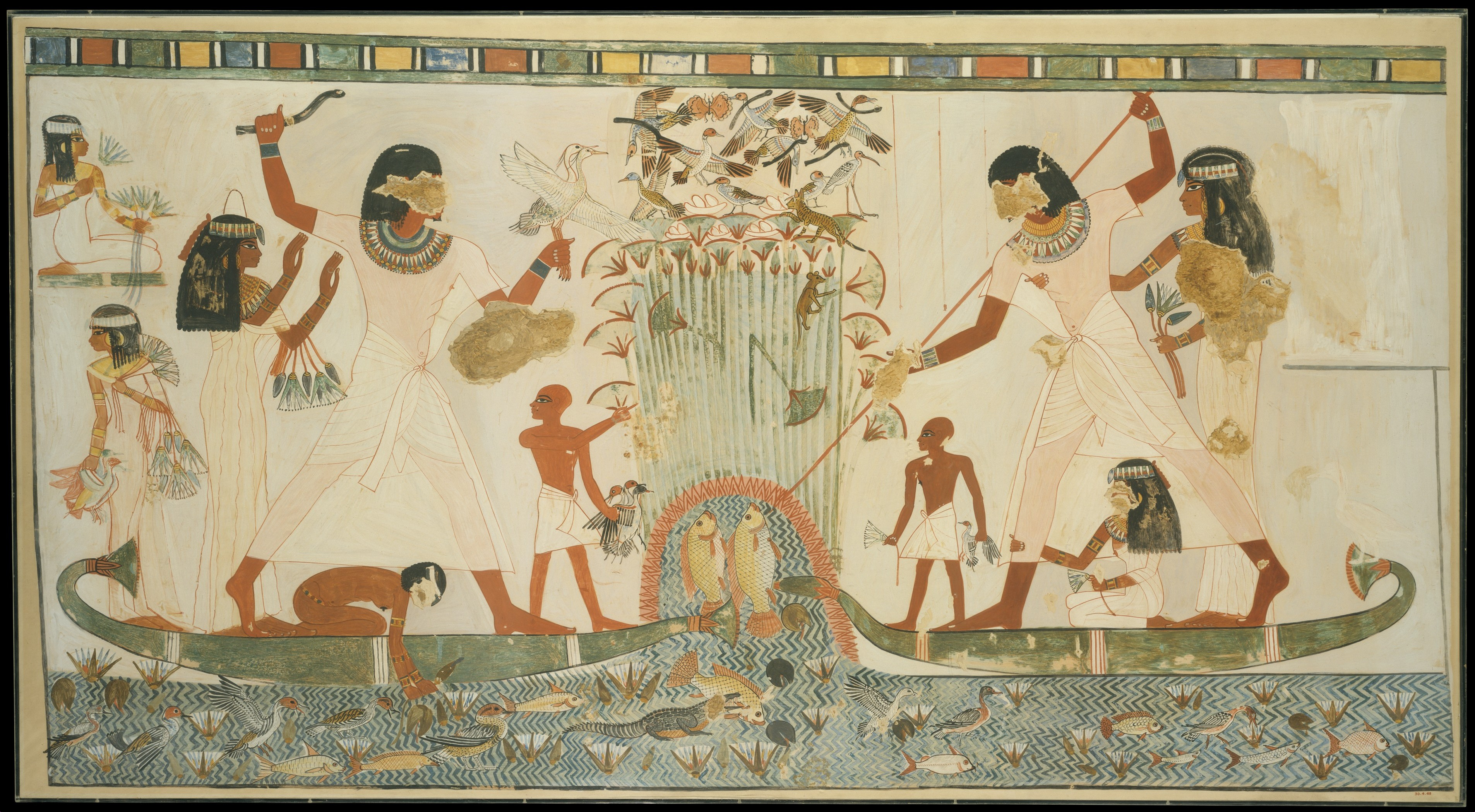
습지에서 사냥하는 멘나와 그의 가족, 멘나의 무덤, c. 기원전 1400년

고대 이집트인들은 기능적인 목적을 위해 예술을 생산했다. 3500년이 넘는 기간 동안 예술가들은 고왕국 시대에 개발된 예술 형식과 도상학에 충실했으며, 외세의 영향과 내부 변화에 저항하는 엄격한 원칙을 따랐다. 이러한 예술적 기준들—간단한 선, 형태, 평평한 색상 영역이 공간 깊이의 표시 없이 인물의 특징적인 평면 투영과 결합—은 구성 내에서 질서와 균형감을 만들어냈다. 이미지와 텍스트는 무덤과 신전의 벽, 관, 비석, 심지어 조각상에도 밀접하게 얽혀 있었다. 예를 들어, 나르메르 팔레트는 상형문자로도 읽을 수 있는 인물들을 보여준다. 고도로 양식화되고 상징적인 모습을 지배하는 엄격한 규칙 때문에, 고대 이집트 미술은 정치적, 종교적 목적을 정밀하고 명확하게 수행했다.

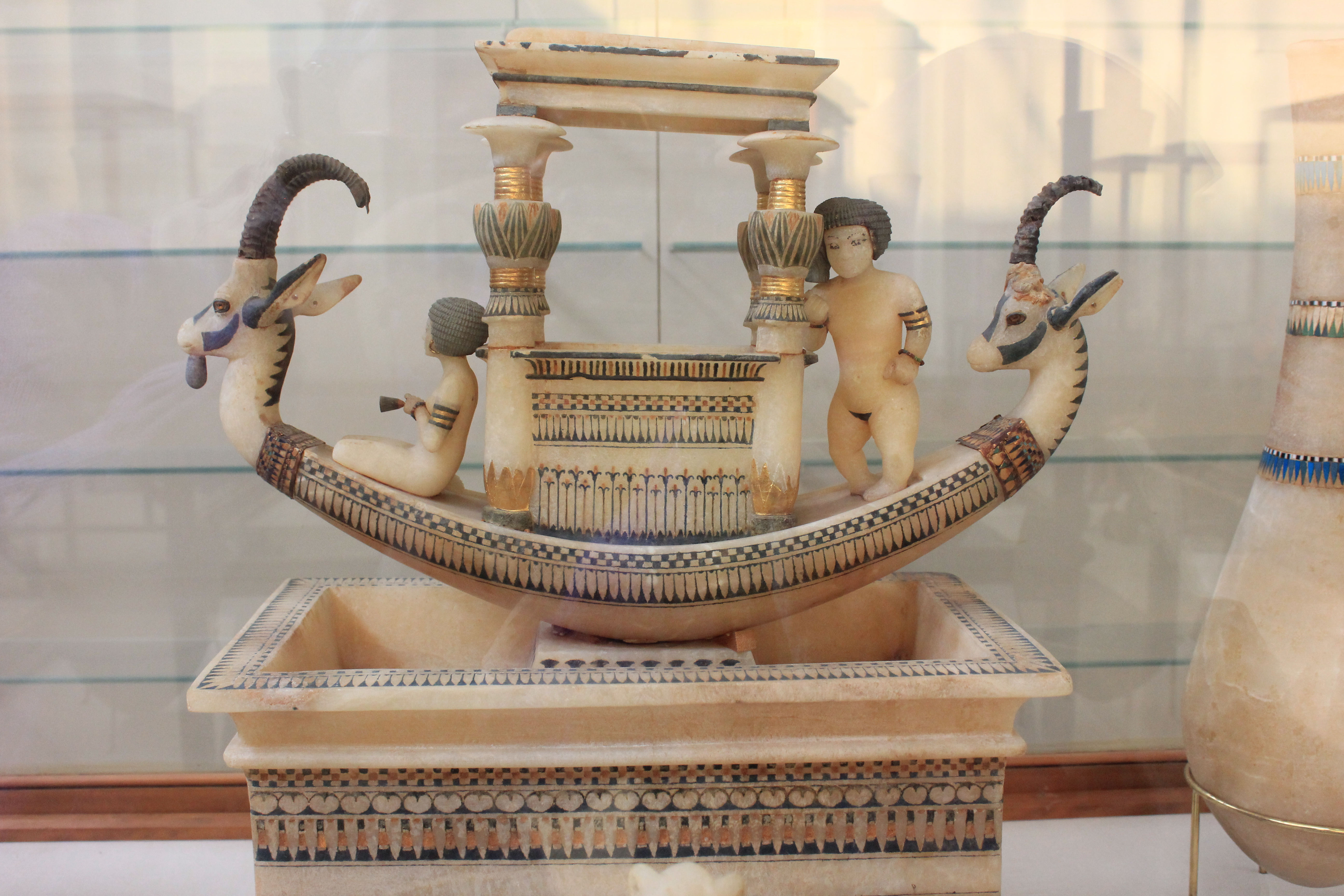
장례 용품으로 사용된 이집트 무덤 모형

고대 이집트 장인들은 돌을 조각상과 섬세한 부조를 조각하는 매개체로 사용했지만, 값싸고 쉽게 조각할 수 있는 대체재로 목재를 사용했다. 염료는 철광석(붉은색과 노란색 황토), 구리광석(파란색과 녹색), 그을음 또는 숯(검은색), 석회암(흰색)과 같은 광물에서 얻었다. 염료는 아라비아검을 접착제로 섞어 케이크 형태로 만들어 필요할 때 물에 적셔 사용할 수 있었다.
파라오들은 전투 승리, 왕실 칙령, 종교적인 장면을 기록하기 위해 부조를 사용했다. 일반 시민들은 샤브티 조각상과 사자의 서와 같은 장례 예술 작품에 접근할 수 있었고, 이는 사후 세계에서 그들을 보호할 것이라고 믿었다. 중왕국 시대에는 일상생활 장면을 묘사한 목제 또는 점토 모형이 무덤에 인기 있는 추가물이 되었다. 내세에서 살아있는 사람들의 활동을 재현하려는 시도로, 이 모형들은 노동자, 집, 배, 심지어 군사 대형까지 고대 이집트 내세의 이상적인 축척 모형을 보여준다.
고대 이집트 예술의 동질성에도 불구하고, 특정 시대와 장소의 양식은 때때로 변화하는 문화적 또는 정치적 태도를 반영했다. 제2중간기에 힉소스가 침략한 후, 미노스 양식의 프레스코화가 아바리스에서 발견되었다. 예술 형식의 정치적 변화를 보여주는 가장 두드러진 예는 아마르나 시대에서 비롯되는데, 여기서는 아크나톤의 혁명적인 종교적 사상에 맞추기 위해 인물들이 급진적으로 변형되었다. 아마르나 예술로 알려진 이 양식은 아크나톤 사후 빠르게 버려지고 전통적인 형식으로 대체되었다.

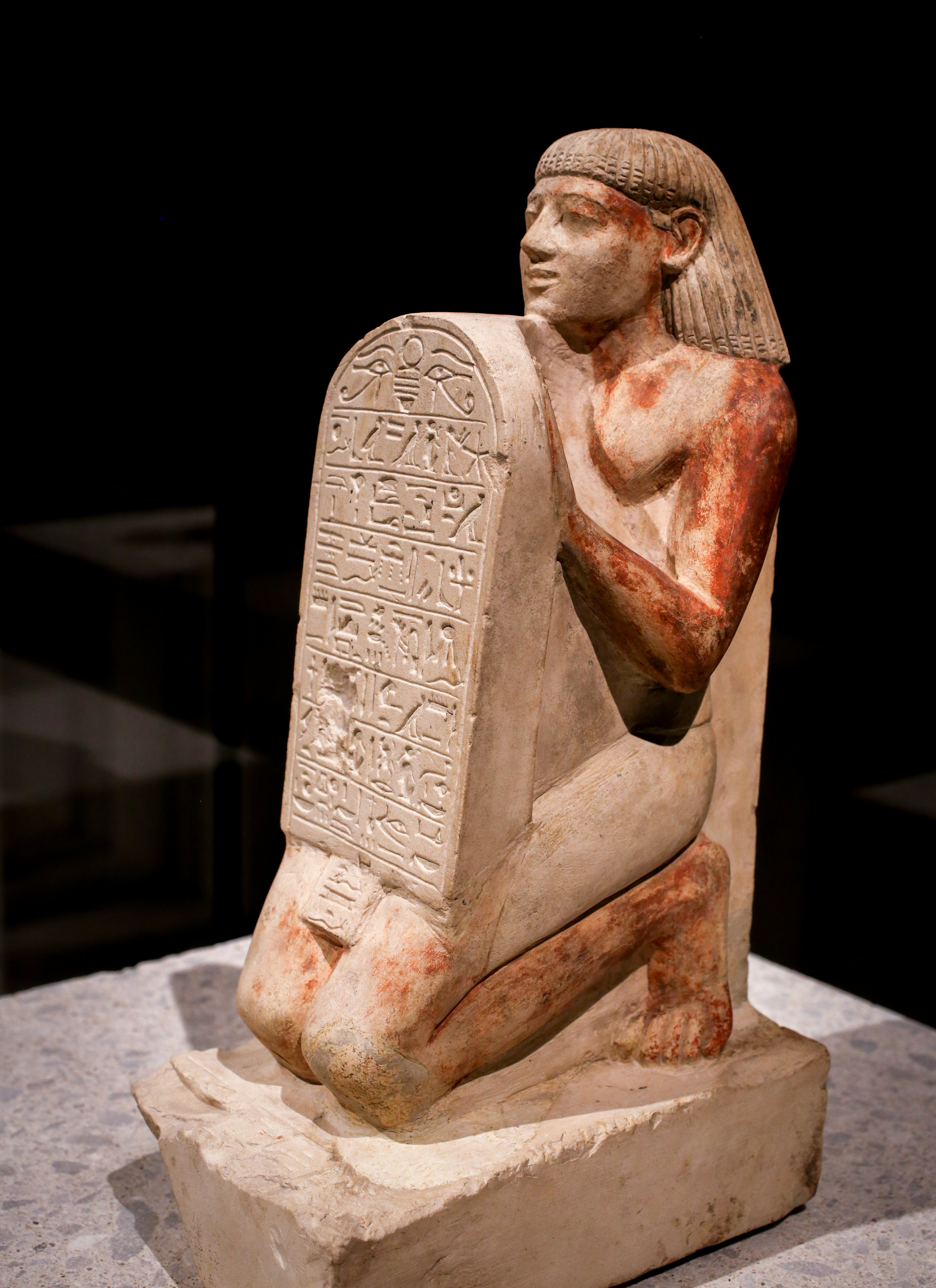
비문이 있는 석비를 든 아메넴헤트의 무릎 꿇은 초상 조각상;  기원전 1500년c.
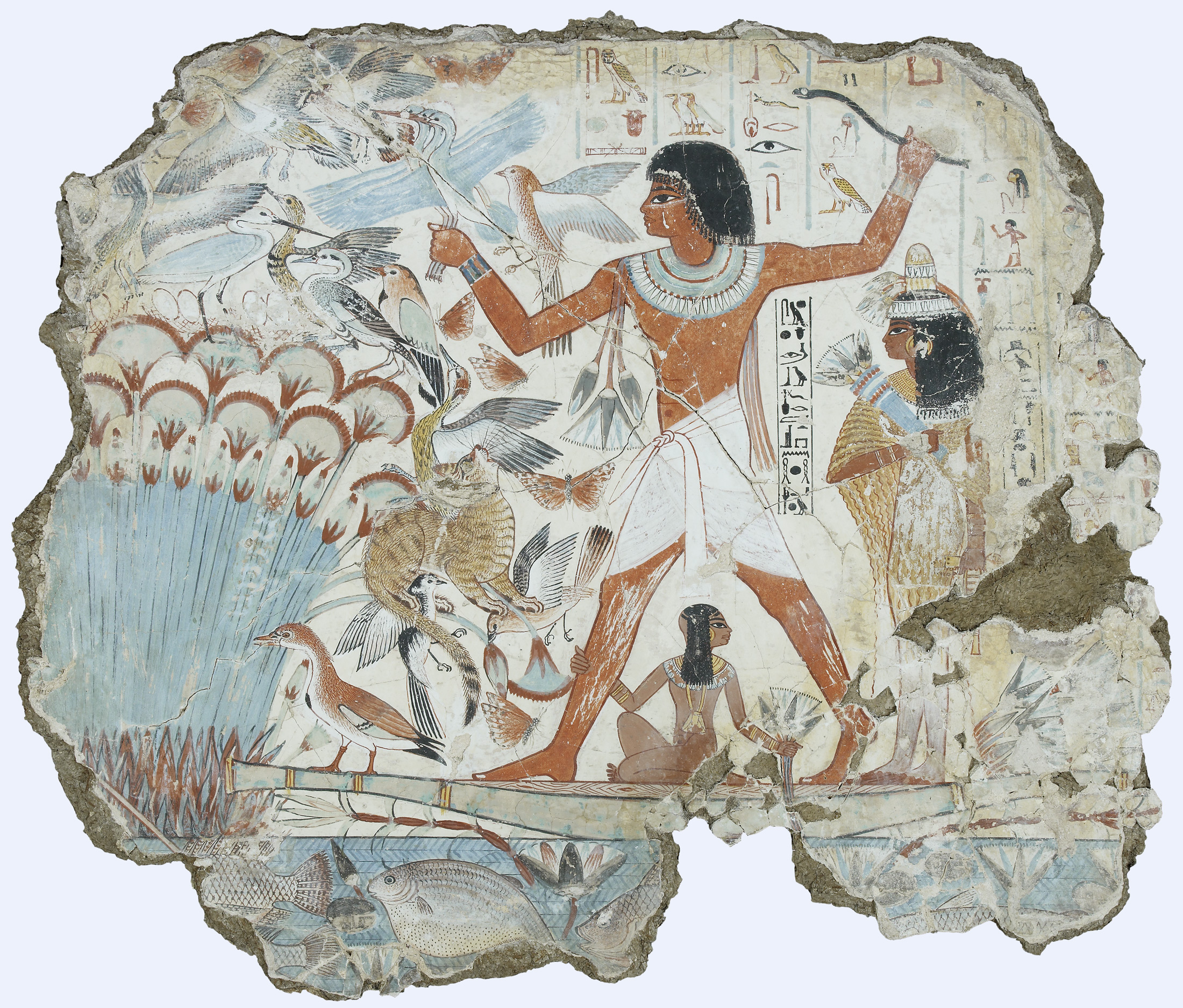
새를 사냥하는 네바문을 묘사한 프레스코; c. 기원전 1350년
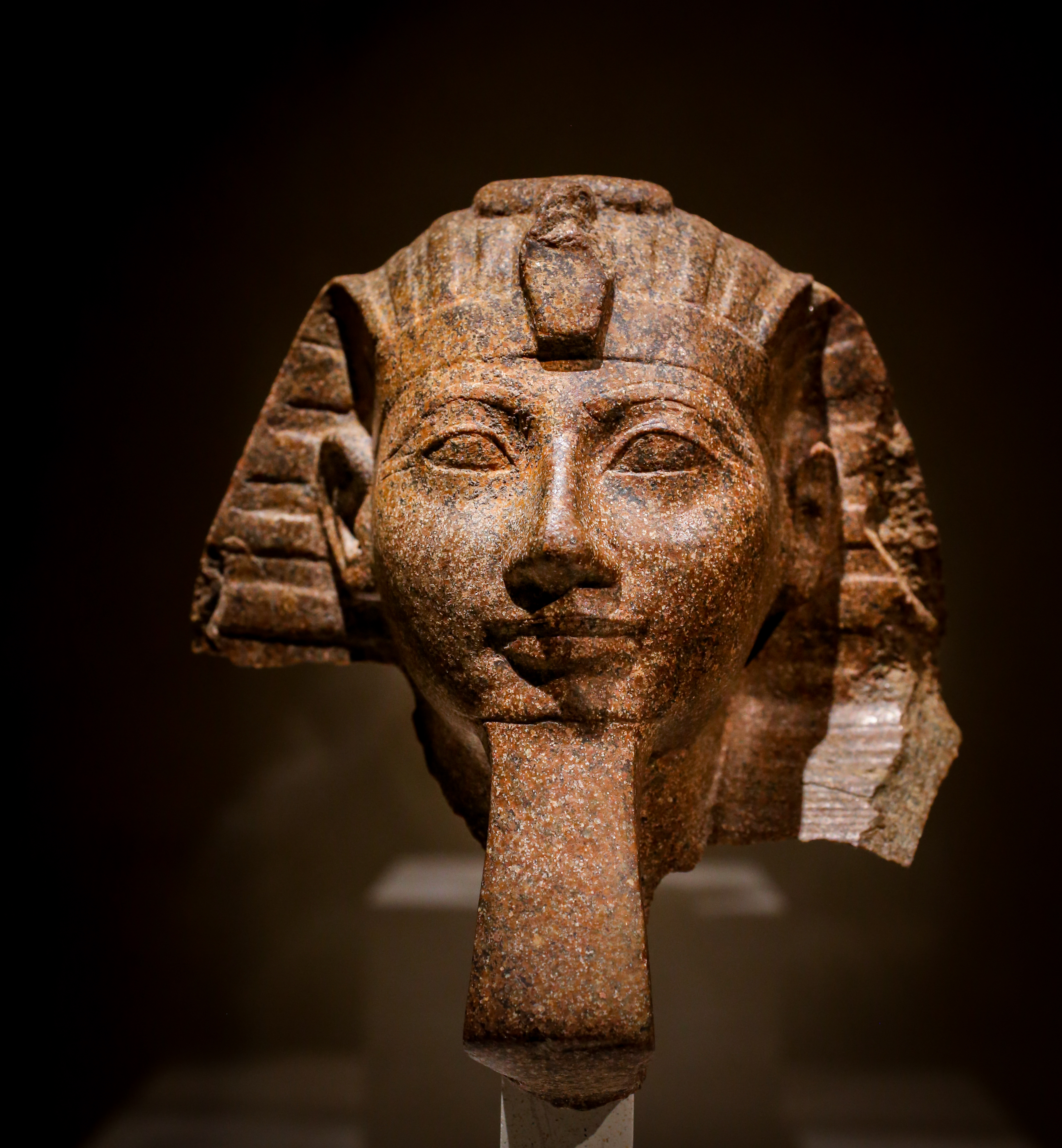
파라오 하트셉수트 또는 투트모세 3세의 초상두상; 기원전 1480–1425년
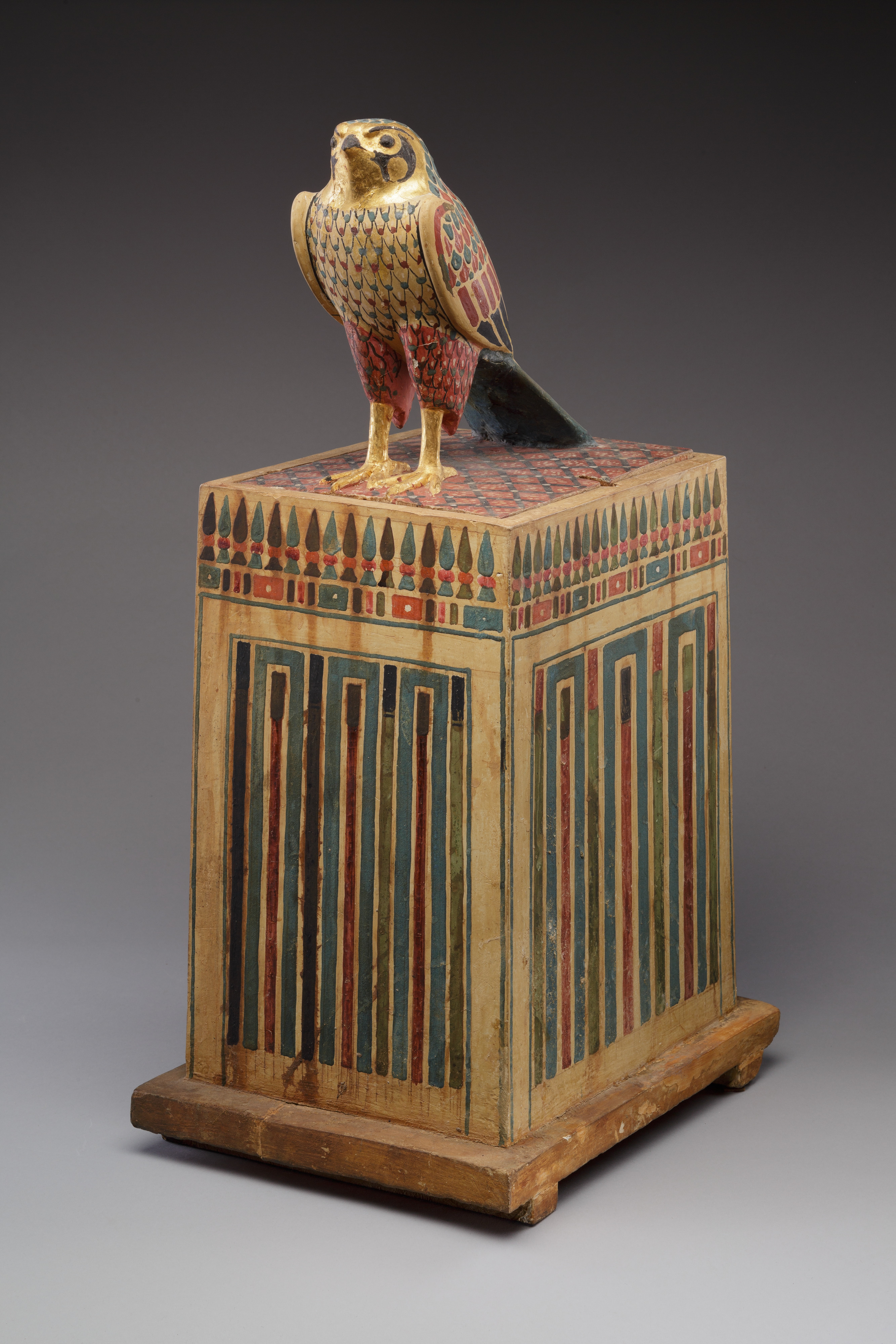
포장된 내용물이 있는 매 상자; 기원전 332–30년

### 종교적 신념

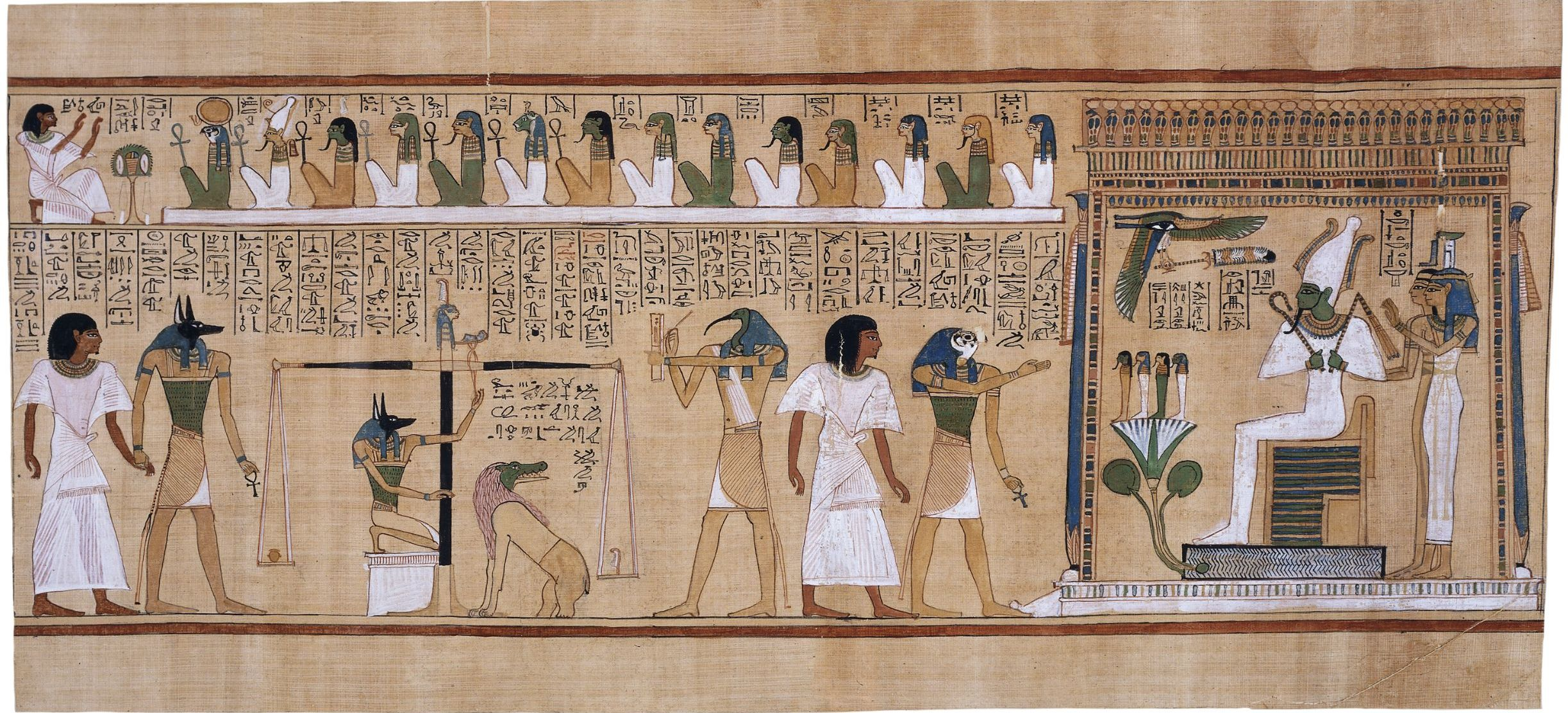
사자의 서는 망자의 내세 여정을 안내하는 지침서였다.

신성하고 내세에 대한 믿음은 고대 이집트 문명 초기부터 뿌리 깊게 박혀 있었다. 파라오의 통치는 신성한 왕권에 기반을 두었다. 이집트의 신들은 초자연적인 힘을 가지고 있었으며 도움이나 보호를 위해 불려졌다. 그러나 신들은 항상 자비롭다고 여겨지지 않았으며, 이집트인들은 제물과 기도로 신들을 달래야 한다고 믿었다. 이러한 신전의 구조는 새로운 신들이 계층에서 승격됨에 따라 계속 변화했지만, 사제들은 다양하고 때로는 상충되는 신화와 이야기를 일관된 체계로 조직하려는 노력을 하지 않았다. 신성에 대한 이러한 다양한 개념들은 모순으로 여겨지지 않고 현실의 여러 측면을 이루는 층으로 여겨졌다.

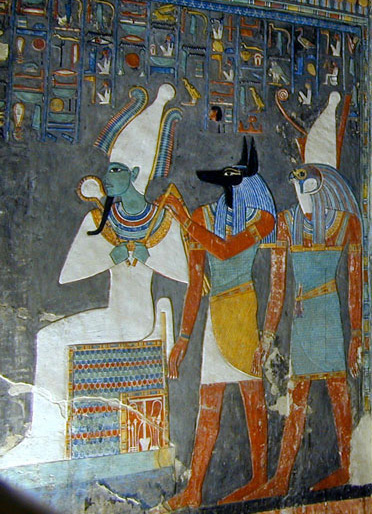
왕가의 계곡에 있는 호렘헤브 무덤(KV57)의 신들 오시리스, 아누비스, 호루스

신들은 왕을 대리하는 사제들이 관리하는 신전에서 숭배되었다. 신전의 중심에는 신당 안에 있는 숭배상이 있었다. 신전은 공공 예배나 모임 장소가 아니었으며, 특정 축제일과 기념일에만 신의 조각상을 든 신당이 대중 예배를 위해 밖으로 나왔다. 일반적으로 신의 영역은 외부 세계로부터 봉쇄되어 있었으며 신전 관리들만이 접근할 수 있었다. 일반 시민들은 집에서 개인 조각상을 숭배할 수 있었고, 부적은 혼돈의 세력으로부터 보호를 제공했다. 신왕국 이후, 파라오의 영적 중개자로서의 역할은 종교적 관습이 신에 대한 직접적인 숭배로 바뀌면서 중요성이 줄어들었다. 그 결과, 사제들은 신의 뜻을 백성들에게 직접 전달하기 위한 신탁 시스템을 개발했다.
이집트인들은 모든 인간이 육체적, 영적인 부분 또는 측면으로 구성되어 있다고 믿었다. 육체 외에 각 개인은 šwt(그림자), ba(개성 또는 영혼), ka(생명력), 그리고 이름이 있었다. 뇌보다는 심장이 생각과 감정의 자리로 여겨졌다. 사후에는 영적인 측면이 육체에서 해방되어 자유롭게 움직일 수 있었지만, 영구적인 거처로서 육체적 유해(또는 조각상과 같은 대체물)가 필요했다. 망자의 궁극적인 목표는 그의 ka와 ba와 다시 합쳐져 "축복받은 죽은 자" 중 하나가 되어 akh, 즉 "효과적인 존재"로 살아가는 것이었다. 이를 위해서는 망자가 재판에서 가치 있는 것으로 판단되어야 했으며, 이 재판에서는 심장이 "진리의 깃털"과 비교하여 무게가 측정되었다. 가치 있는 것으로 판단되면, 망자는 영적인 형태로 지상에서 계속 존재할 수 있었다. 만약 가치 없는 것으로 판단되면, 그들의 심장은 암무트에게 먹히고 그들은 우주에서 지워졌다.

### 장례 풍습

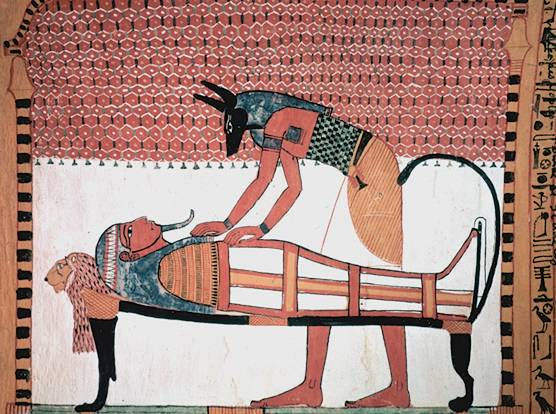
미라화와 매장 의례와 관련된 신 아누비스가 미라를 돌보고 있다.

고대 이집트인들은 죽음 이후의 불멸을 보장하는 데 필요하다고 믿었던 정교한 장례 풍습을 유지했다. 이러한 풍습에는 미라화를 통한 시신 보존, 장례식 수행, 그리고 사후 세계에서 고인이 사용할 물품을 시신과 함께 매장하는 것이 포함되었다. 고왕국 이전에는 사막 구덩이에 묻힌 시신들이 건조에 의해 자연적으로 보존되었다. 건조한 사막 환경은 고대 이집트 역사 내내 엘리트에게 제공되던 정교한 매장 준비를 감당할 수 없었던 빈자들의 매장에 큰 도움이 되었다. 부유한 이집트인들은 죽은 자를 석실에 묻고 인공 미라화를 사용하기 시작했는데, 이는 내부 장기를 제거하고, 시신을 아마포로 감싸고, 직사각형 돌 석관이나 나무 관에 묻는 것을 포함했다. 제4왕조부터는 일부 부분이 카노푸스 단지에 별도로 보존되었다.
신왕국 시대에는 고대 이집트인들이 미라화 기술을 완벽하게 습득했다. 가장 좋은 기술은 70일이 걸렸으며, 내부 장기 제거, 코를 통한 뇌 제거, 나트론 소금 혼합물에 시신을 건조시키는 과정을 포함했다. 그런 다음 시신은 보호 부적을 층 사이에 삽입한 아마포로 감싸고 장식된 인형 모양의 관에 넣어졌다. 말기 왕조의 미라 또한 채색된 카르토나주 미라 상자에 넣어졌다. 프톨레마이오스 및 로마 시대에는 실제 보존 관행이 쇠퇴했지만, 장식된 미라의 외부 모습에 더 큰 중요성이 부여되었다.
부유한 이집트인들은 더 많은 양의 사치품과 함께 매장되었지만, 사회적 지위에 관계없이 모든 매장에는 고인을 위한 물품이 포함되었다. 장례 문서는 종종 무덤에 포함되었고, 신왕국 시대부터는 사후 세계에서 그들을 위해 수동 노동을 수행할 것이라고 믿었던 샤브티 조각상도 포함되었다. 망자가 마법으로 다시 살아나는 의식이 매장과 함께 진행되었다. 매장 후에는 살아있는 친척들이 가끔 무덤에 음식을 가져다주고 망자를 위해 기도를 낭송할 것으로 예상되었다.

## 군사

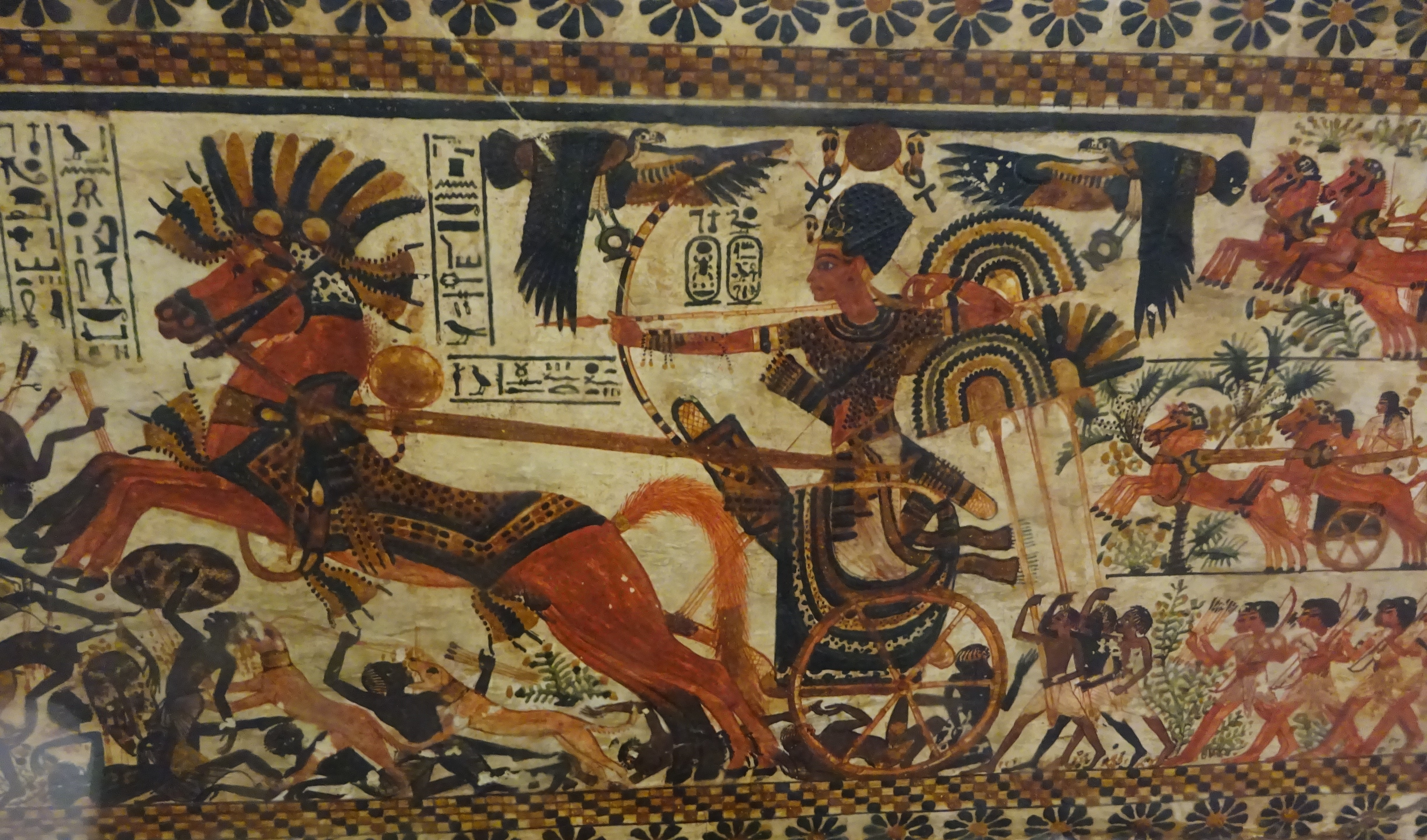
투탕카멘이 전차를 타고 적들을 돌격하는 모습, 제18왕조

고대 이집트 군대는 외세 침략으로부터 이집트를 방어하고, 고대 근동에서 이집트의 지배력을 유지하는 책임을 맡았다. 군대는 고왕국 시대 시나이로의 광산 탐험을 보호하고, 제1중간기와 제2중간기에는 내전을 치렀다. 군대는 누비아로 가는 길의 부헨과 같은 중요한 무역로를 따라 요새를 유지하는 책임을 맡았다. 또한 레반트로의 탐험을 위한 작전 기지로 사용될 실레 요새와 같은 요새들도 건설되었다. 신왕국 시대에 일련의 파라오들은 상비 이집트 군대를 사용하여 쿠시와 레반트 일부 지역을 공격하고 정복했다.

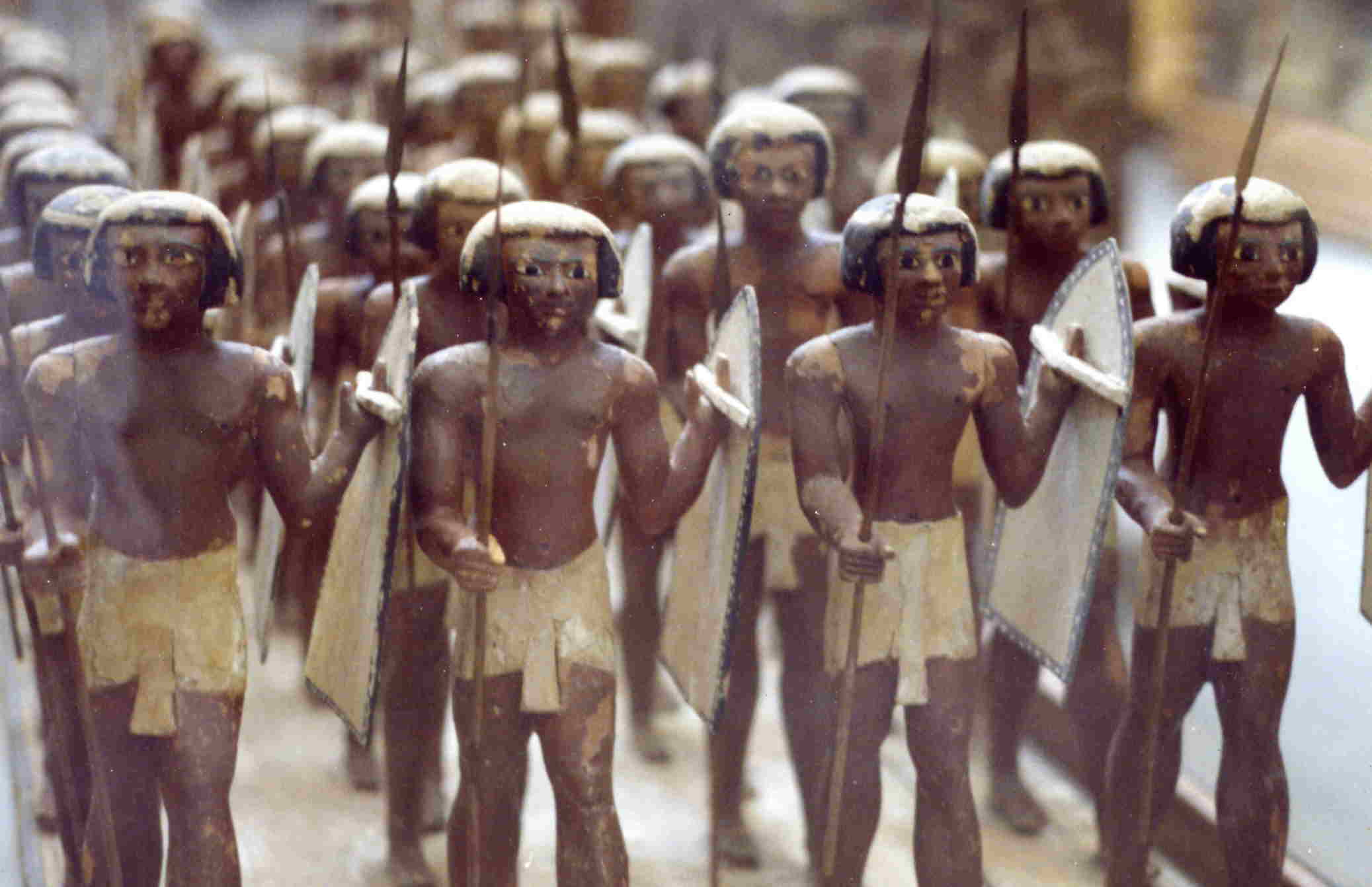
메세흐티 주장(제11왕조)의 무덤에서 발견된 나무 병사 조각상

일반적인 군사 장비에는 활, 화살, 그리고 나무 틀에 동물 가죽을 씌워 만든 둥근 방패가 포함되었다. 신왕국 시대에는 군대가 이전에 힉소스 침략자들이 도입했던 전차를 사용하기 시작했다. 청동의 도입 이후 무기와 갑옷은 계속 개선되었는데: 방패는 이제 청동 버클이 달린 견고한 나무로 만들어졌고, 창은 청동으로 끝이 뾰족하게 만들어졌으며, 코피스는 아시아 병사들로부터 채택되었다. 파라오는 보통 예술과 문학에서 군대의 선두에서 말을 타고 있는 모습으로 묘사되었다. 적어도 몇몇 파라오들, 예를 들어 세케넨레 타오 2세와 그의 아들들은 실제로 그렇게 했다는 주장이 제기되었다. 그러나 "이 시기의 왕들은 개인적으로 병사들과 함께 최전선에서 싸우는 전쟁 지도자 역할을 하지 않았다"는 주장도 있다. 병사들은 일반 인구 중에서 모집되었지만, 신왕국 시대와 특히 그 이후에는 누비아, 쿠시, 리비아 출신의 용병들이 이집트를 위해 싸우도록 고용되었다.

## 기술, 의학, 수학

### 기술

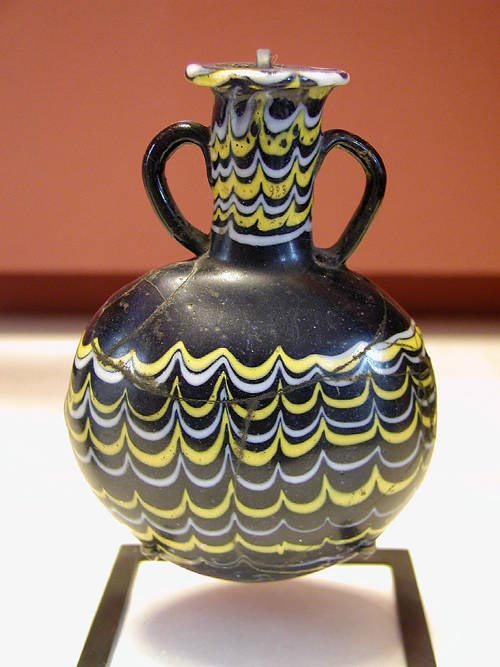
유리 제조는 고도로 발전된 예술이었다.

기술, 의학, 수학 분야에서 고대 이집트는 비교적 높은 수준의 생산성과 정교함을 달성했다. 에드윈 스미스 파피루스와 에버스 파피루스( 기원전 1600년c.)에 의해 입증된 전통적인 경험론은 처음으로 이집트에 기인한다. 이집트인들은 자체 알파벳과 십진법을 만들었다.

### 파이앙스 및 유리
고왕국 이전에도 고대 이집트인들은 파이앙스라는 유리질 물질을 개발했는데, 이를 일종의 인공 반귀석으로 취급했다. 파이앙스는 이산화 규소, 소량의 석회와 소다, 그리고 색소(일반적으로 구리)로 만들어진 비점토성 도자기이다. 이 재료는 구슬, 타일, 조각상, 작은 그릇 등을 만드는 데 사용되었다. 파이앙스를 만드는 데는 여러 가지 방법이 사용될 수 있지만, 일반적으로 점토 심지에 분말 재료를 페이스트 형태로 바른 다음 소성하는 과정이 포함되었다. 이와 관련된 기술로, 고대 이집트인들은 이집션 블루라고도 불리는 청색 프리트(frit)라는 안료를 생산했는데, 이는 실리카, 구리, 석회, 그리고 나트론과 같은 알칼리를 융합(또는 소결)하여 생산된다. 이 제품은 분쇄하여 안료로 사용할 수 있다.
고대 이집트인들은 유리로 매우 다양한 물건들을 솜씨 좋게 만들 수 있었지만, 그들이 독자적으로 이 과정을 개발했는지는 확실하지 않다. 또한 그들이 직접 유리 원료를 만들었는지 아니면 미리 만들어진 잉곳을 수입하여 녹여 완성했는지도 불분명하다. 그러나 그들은 물건을 만드는 기술적 전문 지식과 완성된 유리의 색깔을 조절하기 위해 미량 원소를 첨가하는 기술을 가지고 있었다. 노란색, 빨간색, 녹색, 파란색, 보라색, 흰색 등 다양한 색깔을 생산할 수 있었으며, 유리는 투명하거나 불투명하게 만들 수 있었다.

### 의학
고대 이집트인들의 의료 문제는 그들의 환경에서 직접적으로 기인했다. 나일강 근처에서 생활하고 일하는 것은 말라리아와 간 및 장 손상을 일으키는 약화성 주혈흡충증 기생충의 위험을 가져왔다. 악어와 하마와 같은 위험한 야생 동물도 흔한 위협이었다. 평생 동안 농업과 건축 노동은 척추와 관절에 부담을 주었고, 건설 및 전쟁으로 인한 외상은 신체에 상당한 손실을 입혔다. 돌로 간 밀가루의 모래와 먼지는 치아를 마모시켜 농양에 취약하게 만들었다(그러나 충치는 드물었다).
부유층의 식단은 설탕이 풍부하여 치주염을 유발했다. 무덤 벽에 묘사된 매력적인 체격에도 불구하고, 많은 상류층 미라의 비만한 모습은 지나친 방탕 생활의 영향을 보여준다. 성인의 기대수명은 남성이 약 35세, 여성이 약 30세였지만, 유아 사망률이 약 3분의 1에 달했기 때문에 성인이 되는 것 자체가 어려웠다.

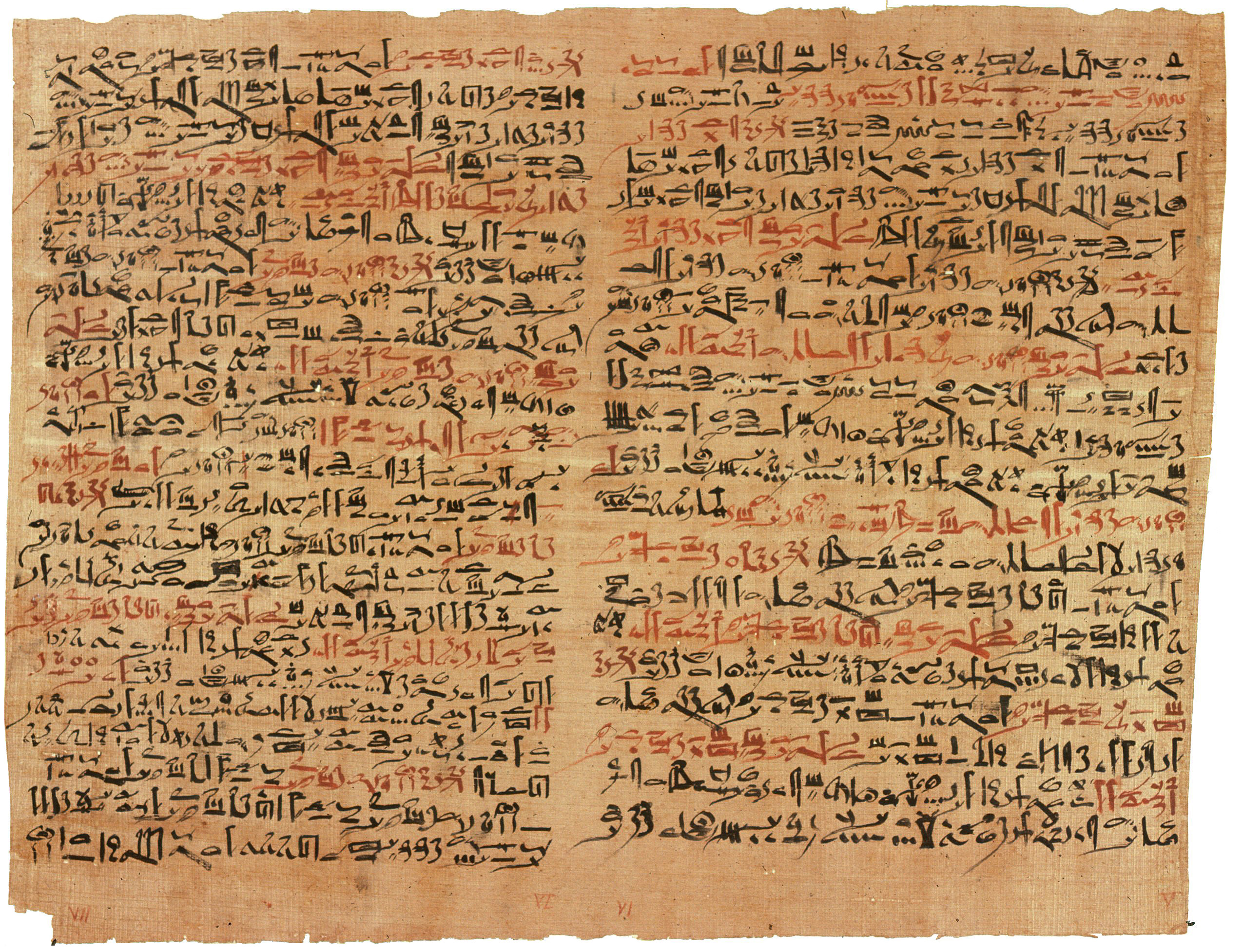
에드윈 스미스 외과 파피루스는 해부학과 의학적 치료법을 설명하며, 신관문자로 c. 기원전 1550년에 작성되었다.

고대 이집트 의사들은 치유 기술로 인해 고대 근동에서 명성을 떨쳤으며, 임호테프와 같은 일부는 죽은 후에도 오랫동안 유명세를 유지했다. 헤로도토스는 이집트 의사들 사이에 높은 전문화가 이루어져 일부는 머리나 위만 치료했고, 다른 이들은 안과 의사나 치과 의사였다고 언급했다. 의사 훈련은 페르 앙크 또는 "생명의 집" 기관에서 이루어졌는데, 특히 신왕국 시대에는 페르-바스테트에 본부를 둔 곳과 말기 왕조 시대에는 아비도스와 사이스에 있는 곳이 가장 주목할 만했다. 의학 파피루스는 해부학, 부상 및 실용적인 치료법에 대한 경험적 지식을 보여준다.
상처는 생고기, 흰 아마포, 봉합사, 그물, 패드, 감염 방지를 위해 꿀에 적신 면봉으로 치료되었으며, 아편, 백리향, 벨라돈나는 통증 완화에 사용되었다. 가장 초기의 화상 치료 기록은 남성 아기의 어머니 우유를 사용하는 화상 드레싱을 묘사한다. 여신 이시스에게 기도를 드렸다. 곰팡이 핀 빵, 꿀, 구리 염도 화상으로 인한 오염을 방지하는 데 사용되었다. 마늘과 양파는 건강 증진을 위해 정기적으로 사용되었으며, 천식 증상을 완화한다고 여겨졌다. 고대 이집트 외과의들은 상처를 꿰매고, 골절된 뼈를 맞추고, 병든 사지를 절단했지만, 일부 부상은 너무 심각하여 환자가 사망할 때까지 편안하게 해주는 것 외에는 할 수 없다는 것을 인식했다.

### 해양 기술
초기 이집트인들은 나무 널빤지를 선체로 조립하는 방법을 알았고, 기원전 3000년경에 이미 발전된 형태의 조선술을 마스터했다. 미국고고학회는 알려진 가장 오래된 널빤지 선박이 아비도스 선박이라고 보고한다. 아비도스에서 발견된 14척의 배는 나무 널빤지를 "꿰매어" 만들었다. 뉴욕 대학교의 이집트학자 데이비드 오코너가 발견한 이 배들에서는 널빤지를 묶는 데 사용된 엮은 끈이 발견되었으며, 널빤지 사이의 틈새를 밀봉하는 데 갈대나 풀이 채워져 있었다. 이 배들은 모두 함께 묻혀 있었고 카세켐위 파라오의 장례식장 근처에 있었기 때문에 처음에는 모두 그의 소유로 여겨졌지만, 14척의 배 중 한 척은 기원전 3000년으로 거슬러 올라가며, 선박과 함께 묻힌 관련 도자기 항아리들도 더 이른 시대를 시사한다. 기원전 3000년으로 거슬러 올라가는 이 배는 길이가 75 피트 (23 m)였으며, 현재는 더 이른 파라오, 아마도 호르-아하와 같은 초기 파라오의 소유였을 것으로 추정된다.
초기 이집트인들은 또한 나무못으로 나무 판자를 고정시키는 방법도 알고 있었고, 이음새에 피치를 사용하여 방수 처리를 했다. 기원전 2500년경 제4왕조에 기자의 대피라미드 기슭의 기자 피라미드 단지 내 구덩이에 밀봉된 길이 43.6-미터 (143 ft)의 배인 "쿠푸의 배"는 태양선의 상징적 기능을 했을 수 있는 현존하는 실물 크기 예시이다. 초기 이집트인들은 또한 이 배의 판자를 장부이음으로 고정하는 방법도 알고 있었다.

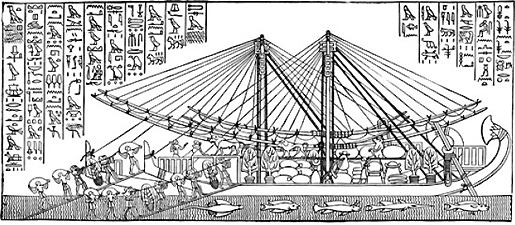
하트셉수트의 장제전 부조에 새겨진 푼트 원정 범선, 데이르 엘-바하리

대형 범선은 이집트인들이 동지중해 도시 국가들, 특히 현대 레바논 해안의 비블로스와 무역을 하고 홍해를 따라 푼트까지 여러 차례 원정을 가는 데 많이 사용된 것으로 알려져 있다. 사실 가장 초기의 이집트어로 항해용 선박을 나타내는 단어 중 하나는 "비블로스 선박"이었는데, 이는 원래 비블로스 항로에서 사용된 이집트 항해용 선박의 한 종류를 정의하는 용어였다. 그러나 고왕국 말기에는 그 용어가 목적지와 관계없이 대형 항해용 선박을 포괄하게 되었다.
1977년, 팀사 호수에서 발라 호수까지 뻗어 있는 고대 남북 운하가 발견되었다. 이 운하는 그 경로를 따라 건설된 고대 유적지의 연대를 추정하여 이집트 중왕국 시대로 거슬러 올라간다고 판단되었다.
2011년 이탈리아, 미국, 이집트의 고고학자들은 메르사 가와시스로 알려진 마른 석호를 발굴하던 중, 한때 하트셉수트의 푼트 원정과 같은 초기 항해를 시작했던 고대 항구의 흔적을 발견했다. 이 유적지에서 고대 이집트인들의 해상 기량에 대한 가장 인상적인 증거 중 일부는 대형 선박 목재와 수백 피트에 달하는 파피루스로 만든 밧줄이 거대한 묶음으로 감겨 있는 것을 포함한다. 2013년에는 프랑스-이집트 고고학자 팀이 수에즈에서 남쪽으로 약 110마일 떨어진 와디 엘-자르프 근처의 홍해 연안에서 쿠푸 왕 시대인 약 4500년 전으로 거슬러 올라가는 세계에서 가장 오래된 항구로 추정되는 곳을 발견했다.

### 수학

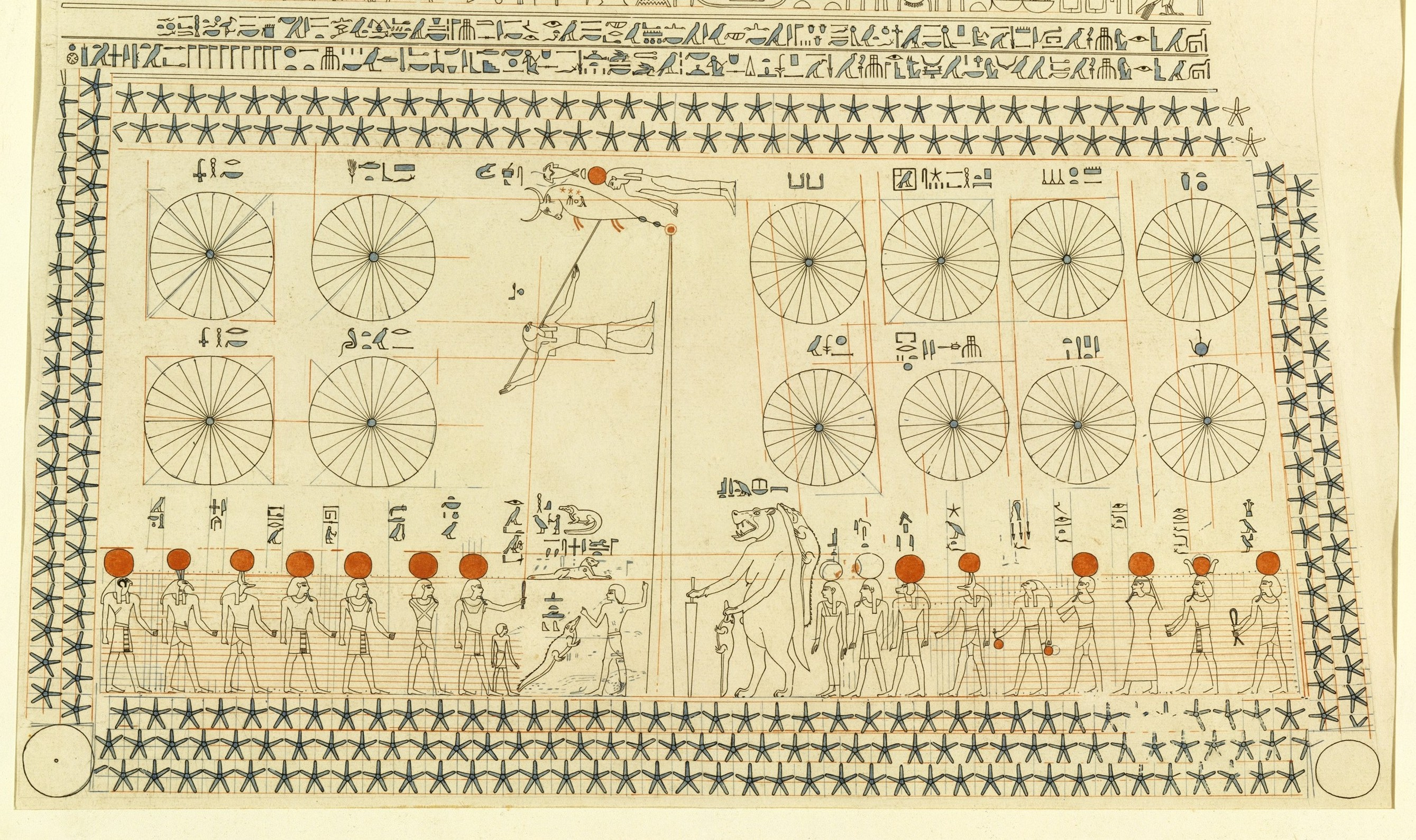
세네무트 무덤의 천문도 복제본, 제18왕조

수학적 계산의 가장 오래된 증거는 선왕조 나카다 시대까지 거슬러 올라가며, 완전히 발전된 숫자 체계를 보여준다. 교육받은 이집트인에게 수학의 중요성은 신왕국 시대의 가상 편지에서 드러나는데, 이 편지에서 저자는 토지, 노동, 곡물 계산과 같은 일상적인 계산 작업에 대해 자신과 다른 서기 사이에 학술 경쟁을 제안한다. 린드 수학 파피루스와 모스크바 수학 파피루스와 같은 문서는 고대 이집트인들이 덧셈, 뺄셈, 곱셈, 나눗셈의 네 가지 기본 수학 연산을 수행하고, 분수를 사용하며, 직사각형, 삼각형, 원의 넓이를 계산하고, 상자, 기둥, 피라미드의 부피를 계산할 수 있었음을 보여준다. 그들은 대수학과 기하학의 기본 개념을 이해했고, 연립방정식을 풀 수 있었다.
수학 표기법은 십진법이었고, 백만까지의 십의 각 제곱에 대한 상형문자 기호에 기반했다. 이들 각각은 원하는 숫자에 도달하도록 필요한 만큼 여러 번 쓸 수 있었다. 따라서 80이나 800을 쓰려면 10이나 100을 나타내는 기호를 각각 8번 썼다. 분모가 1보다 큰 대부분의 분수를 다룰 수 없었기 때문에 분수를 여러 분수의 합으로 써야 했다. 예를 들어, 5분의 2를 3분의 1 + 15분의 1의 합으로 해결했다. 표준 값표가 이를 용이하게 했다. 그러나 일부 일반 분수는 특별한 상형문자로 쓰여졌는데—현대 3분의 2에 해당하는 것은 오른쪽에 나와 있다.
고대 이집트 수학자들은 피타고라스 정리를 경험적인 공식으로 알고 있었다. 예를 들어, 그들은 삼각형의 변의 길이가 3-4-5의 비율일 때 빗변 반대편에 직각이 있다는 것을 알고 있었다. 그들은 원의 넓이를 지름에서 9분의 1을 뺀 다음 그 결과를 제곱하여 추정할 수 있었다.
Area ≈ [(8⁄9)D]2 = (256⁄81)r2 ≈ 3.16r2,
이는 공식 πr2의 합리적인 근사치이다.

## 인구

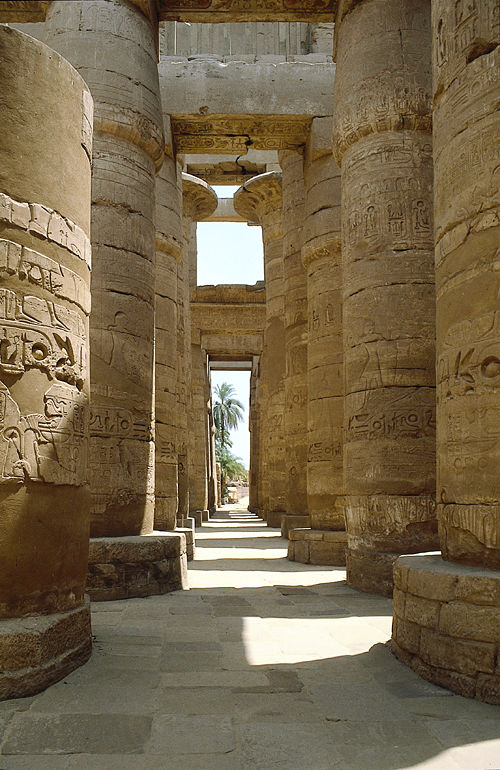
카르나크 신전의 홀은 커다란 기둥들이 줄지어 세워져 있다.

인구 규모에 대한 추정치는 기원전 3천년기에는 100만~150만 명이었고, 기원전 1천년기에는 200만~300만 명까지 증가했으며, 그 천년기 말에는 상당히 증가했다.

### 고고유전학
역사학자 윌리엄 스티블링(William Stiebling)과 고고학자 수잔 앤 헬프트(Susan N. Helft)에 따르면, 아마르나 왕실 미라와 같은 최근 유전자 샘플에 대한 DNA 분석이 서로 상충되어 고대 이집트인들의 유전적 구성과 지리적 기원에 대한 합의가 부족하다.
고대 이집트의 유전 역사는 여전히 발전 중인 분야이며, 아프리카와 유라시아를 연결하는 인구 통계학적 사건을 이해하는 데 중요하다. 현재까지 이집트와 수단의 고대 표본에 대한 전체 게놈 aDNA 분석량은 부족하지만, 고대 개인의 단일 부모 혈통군에 대한 연구는 여러 차례 수행되었으며, 대체로 다른 아프리카 및 유라시아 그룹과의 친족 관계를 지적한다.
현재 가장 진보된 전체 게놈 분석은 이집트 아부시르 엘-멜렉의 나일강 계곡에서 회수된 세 개의 고대 표본에서 이루어졌다. 이들 중 두 개체는 프톨레마이오스 이전 시대(신왕국부터 말기 왕조)로, 한 개체는 프톨레마이오스 시대로, 이집트 역사 약 1300년에 걸쳐 있다. 이 결과들은 고대 이집트인과 현대 이집트인 사이의 유전적 연속성을 지적한다. 이 결과들은 또한 고대 이집트인과 중동 인구, 특히 레반트의 고대 그룹 간의 밀접한 유전적 친족 관계를 지적한다.

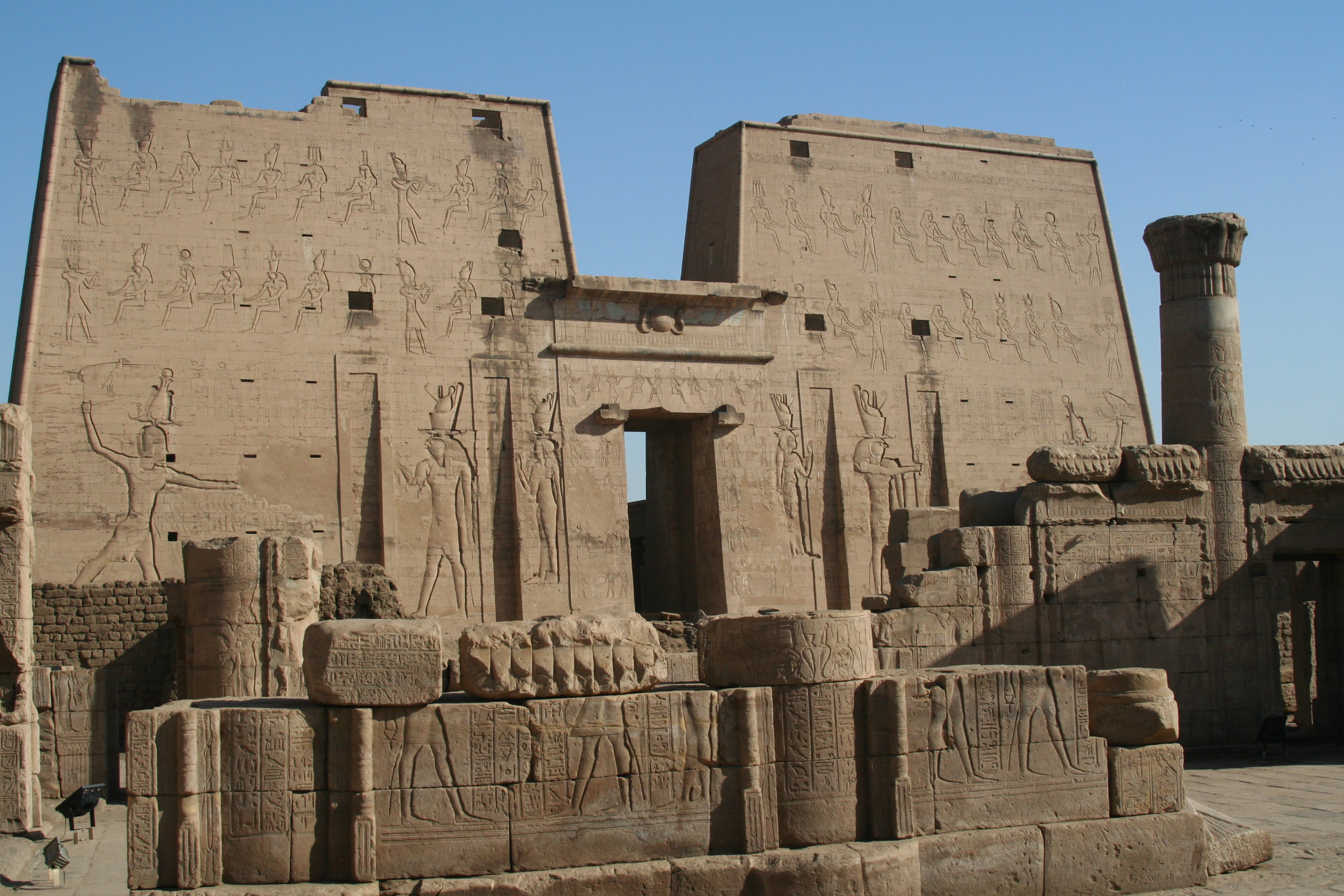
에드푸의 보존된 호루스 신전은 이집트 건축의 모범이다.

고대 이집트인들은 이집트 남쪽, 오늘날의 수단에 사는 누비아인과도 유사성을 보였다. 고고학적 및 역사적 증거는 5000년 이상 전부터 이집트와 누비아 인구 간의 상호 작용을 지지하며, 이집트인과 누비아인 간의 사회정치적 역학은 평화로운 공존에서부터 다양한 성공을 거둔 정복 시도에 이르기까지 다양했다. 66명의 고대 누비아 개인에 대한 연구는 고대 이집트인들과의 상당한 접촉을 보여주며, 이 개인들에서 약  57c.%의 신석기/청동기 시대 레반트 계통 조상을 특징으로 한다. 이러한 레반트와 유사한 계통의 유전자 흐름은 약 7,000년 전의 신석기 시대 이동을 지적하는 고고학적 및 식물학적 증거와 일치한다.
현대 이집트인들은 현대 누비아인들처럼 로마 시대 이후 아프리카 노예 무역과 이슬람의 확산에 중요한 영향을 미친 "사하라 이남" 아프리카 유사 및 서아시아 유사 조상을 포함한 후속 혼혈 사건을 겪었다.
크리스토퍼 에레트와 같은 일부 학자들은 더 넓은 샘플링 영역이 필요하다고 경고하며, 현재 데이터가 고대 이집트인의 기원에 대해 결론을 내리지 못한다고 주장한다. 그들은 또한 샘플 크기, 비교 접근 방식 및 유전 데이터의 "편향된 해석"과 같은 이전에 사용된 방법론의 문제점을 지적한다. 그들은 고대 이집트와 아프리카의 뿔 북부 지역 간의 연관성을 주장한다. 후자의 견해는 고대 이집트인과 누비아인의 초기 인구가 북동 아프리카 인구의 후손임을 광범위하게 나타내는 해당 고고학, 유전학, 언어학 및 체질인류학 증거 자료에 기인한다.

## 도시와 유적지

### 기자
기자는 정확하게 말한다면 카이로 서쪽 연안의 지명인데 보통 서쪽 10km의 유적지를 가리킨다. 즉 제4왕조의 파라오인 쿠푸·카프라·멘카우라의 피라미드가 우뚝 서 있고, 그 주변에 신전과 스핑크스와 귀족의 묘지인 마스타바가 무리를 이루고 있다. 오스트리아·미국·아랍연합 등이 이를 조사하였다. 기자 묘의 부조는 사카라의 부조보다 떨어지나 카이로에서의 교통이 편리하여 관광객이 끊이지 않는다. 현재 스핑크스를 중심으로 손 에 르미에르를 실시하고 있다.

### 사카라
사카라는 카이로 남방 25 km 지점에 있는 지명이다. 초기 왕조의 왕묘를 비롯하여 제3왕조 제세르왕의 계단 피라미드, 피라미드텍스트가 있는 제5왕조 우니스왕의 피라미드, 부조의 정수(精髓)라고 하는 티(제5왕조)와 메렐카(제6왕조)의 마스타바 및 성우(聖牛)의 묘 세라페움 등이 있다. 또 나일강 쪽으로 고왕국시대의 수도 멤피스의 유적이 있고 야자수 사이 사이에 라메스 2세가 세운 프타흐 신전의 옛터와 그의 거상(巨像)이 있다.

### 아비도스
아비도스(Abydos)는 카이로 남방 약 550 km 지점에 있는 지명. 초기 왕조의 왕묘와 신전이 세워져 있고, 고왕국 시대에는 오시리스 신(神) 신앙의 중심지였으며, 신왕국 시대 말기에 걸쳐 이집트 각지로부터 성지(聖地) 순례자가 모여들어, 오시리스 신에 바치는 신전과 개인의 묘가 구축되어 신의 가호를 기원하는 스테레(石碑)가 세워졌다. 신전에는 특히 유명한 제19왕조 세티 1세의 아름다운 부조와 채색이 잘 보존되어 있다. 여기에서 출토된 석비와 우샤브티 등은 방대한 수에 이른다.

### 테베
테베(Thebes)는 현재의 룩소르 일대의 옛 이름이다. 이 지방은 제11왕조와 제18왕조 이후 왕국의 수도로 되었다. 나일강을 끼고 동·서로 나뉘어 동쪽은 국가 수호신이 된 아멘 신의 신전과 시민을 중심으로 하였고, 서쪽은 국왕과 왕족의 능과 묘 그리고 장제전(葬祭殿) 및 귀족의 묘와 같은 사후의 세계가 중심이 되었다. 그러나 서쪽에도 왕궁이 있었던 적이 있다(아멘호테프 3세, 라메스 3세 등). 아멘 신전은 카르나크가 본전이고 룩소르가 부전인데 역대의 왕이 계속 덧붙여 건축하였기 때문에 거대한 규모가 되었다.
서쪽 '왕가의 계곡'과 '왕비의 계곡'은 신왕국 시대 왕족의 '영원한 집'으로 계획된 것인데 대개의 것은 즉시 도굴당하였다. '귀족의 묘'는 미려한 벽면으로 애호가를 매혹시키고 있다. 데르 엘 바하리(하트솁수트 여왕)와 메디네트 하부(라메스 3세)의 신전은 각각 개성이 있는 대표적 건축이다.

#### 투탕카멘 왕의 보물
1922년 왕가의 계곡에서 하워드 카터(Howard Carter)가 발견한 그의 왕묘에서 부장품으로 나온 것이다. 그의 재위 기간(기원전 1354~1345)이 짧았으나 그의 묘는 완전히 보존된 유일한 것이기도 하였다. 이 보물은 공예적 가치가 높고 금을 대량으로 사용한 점이 눈에 띈다. 특히 귀금속 공예(미라의 마스크 등), 보석류 세공, 목공예(침대나 의자), 상아 세공, 석제 용기 등이 주요한 것이었다. 그러나 귀금속 공예는 중왕국 시대의 것이 더 우수한 것도 있다. 물론 이것보다 더욱더 많은 유물도 있다

### 누비아
누비아(Nubia)는 아스완부터 제4카타락트 부근까지의 지역이다. 고래로 아프리카 내륙부와 이집트에 중개무역을 하는 사람이 많았고, 또 이 지방은 금의 다량 산출로 역대 이집트 국왕은 누비아를 자기 세력하에 두었으며 여러 곳에 신전과 성채를 구축하였다. 아부심벨 신전과 부헨 성이 그 대표적 유적이고 북누비아의 전 유적지가 아스완 댐의 건설로 수몰되기 때문에, 유네스코가 중심이 되어 세계 40개국의 협력을 받아서 해체 이동 등을 하여 구제되었다.

#### 아부심벨 신전
아부심벨 신전은 제19왕조 라메스 2세가 아스완의 남방 300 km 지점에 만든 암굴 신전(岩窟神殿)으로 누비아에서 최고의 유적이다. 대신전은 태양신 라하라크티 등에, 또 소신전은 하트홀 여신에게 바친 것이었다. 특히 대신전 전면에 있는 왕의 거상(巨像)은 높이가 20m 이상이나 되고 내부의 벽면에는 카데시 전투 등의 부조가 있다. 아스완 댐 건설로 인하여 수몰되게 되는 것을 세계 각국의 협력에 의해 약 3천 6백만 달러의 비용을 들여 구제하였다.

## 유산

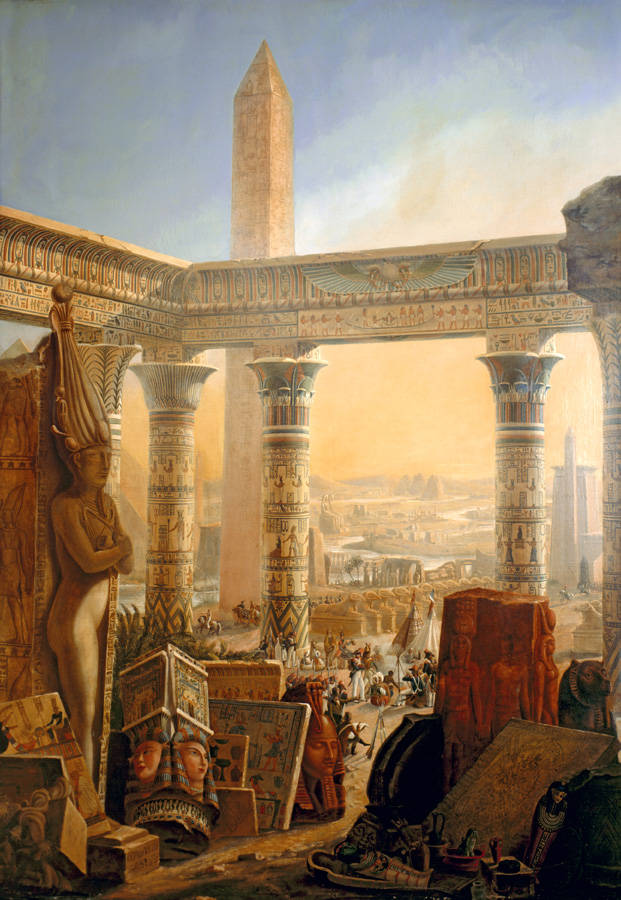
이집트 지지의 제목 페이지, 1809년부터 1829년 사이에 38권으로 출판됨

고대 이집트의 문화와 기념물은 세계에 지속적인 유산을 남겼다. 이집트 문명은 쿠시 왕국과 메로에에 상당한 영향을 미쳤는데, 둘 다 이집트 종교 및 건축 양식(이집트/수단에 수백 개의 피라미드(높이 6~30m)가 건설됨)을 채택했으며, 이집트 문자를 메로이트 문자의 기초로 사용했다. 메로이트어는 이집트어를 제외하고 아프리카에서 가장 오래된 문자 언어이며, 기원전 2세기부터 서기 5세기 초까지 사용되었다. 예를 들어, 이시스 여신 숭배는 로마 제국에서 인기를 얻었으며, 오벨리스크와 다른 유물들이 로마로 운반되었다. 로마인들은 또한 이집트에서 건축재료를 수입하여 이집트 양식의 건축물을 세웠다. 헤로도토스, 스트라본, 디오도로스 시켈로스와 같은 초기 역사가들은 이 지역을 연구하고 기록했는데, 로마인들은 이 지역을 신비로운 곳으로 여겼다.
중세와 르네상스 동안, 기독교와 나중에는 이슬람의 부흥 이후 이집트 이교 문화는 쇠퇴했지만, 이집트 고대 유물에 대한 관심은 둘눈 알-미스리와 알-마크리지와 같은 중세 학자들의 저술에서 계속되었다. 17세기와 18세기에는 유럽 여행가와 관광객들이 고대 유물을 가져오고 여행기를 쓰면서 유럽 전역에 이집트 마니아의 물결을 일으켰으며, 이는 전시안과 미국의 국장과 같은 상징에서 분명히 드러난다. 이 새로운 관심은 수집가들을 이집트로 보내어 많은 중요한 고대 유물을 가져가거나, 구매하거나, 받게 만들었다. 나폴레옹은 이집트의 박물학을 연구하고 문서화하기 위해 약 150명의 과학자와 예술가들을 데려가 이집트학에 대한 첫 연구를 주선했으며, 이는 이집트 지지에 출판되었다.
20세기에는 이집트 정부와 고고학자 모두 발굴에서 문화적 존중과 진정성의 중요성을 인식했다. 2010년대부터 이집트 관광유물부는 발굴과 유물 복구를 감독하고 있다.

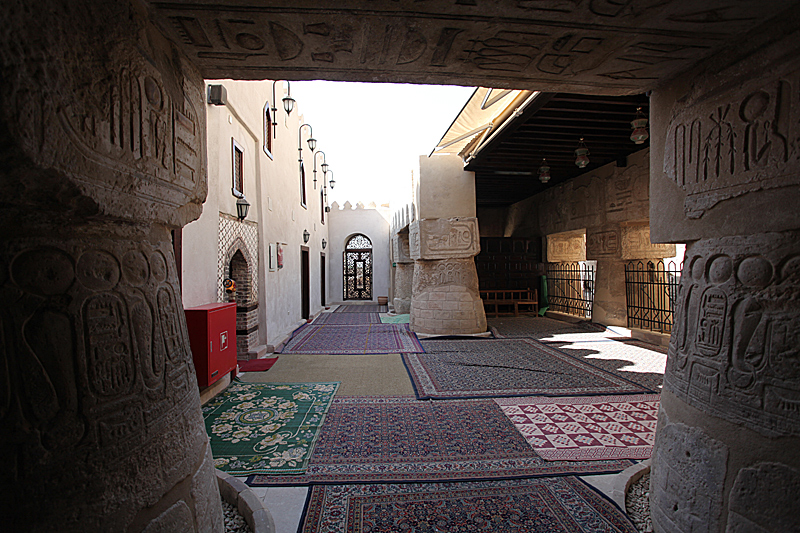
아부 하가그 모스크는 기원전 14세기 룩소르 신전에 통합되었으며, 이로 인해 가장 오래도록 계속 사용된 신전이 되었다.
알렉상드르 카바넬의 《사형수에게 독을 시험하는 클레오파트라》(1887년)알렉상드르 카바넬의 《사형수에게 독을 시험하는 클레오파트라》(1887년)[209]
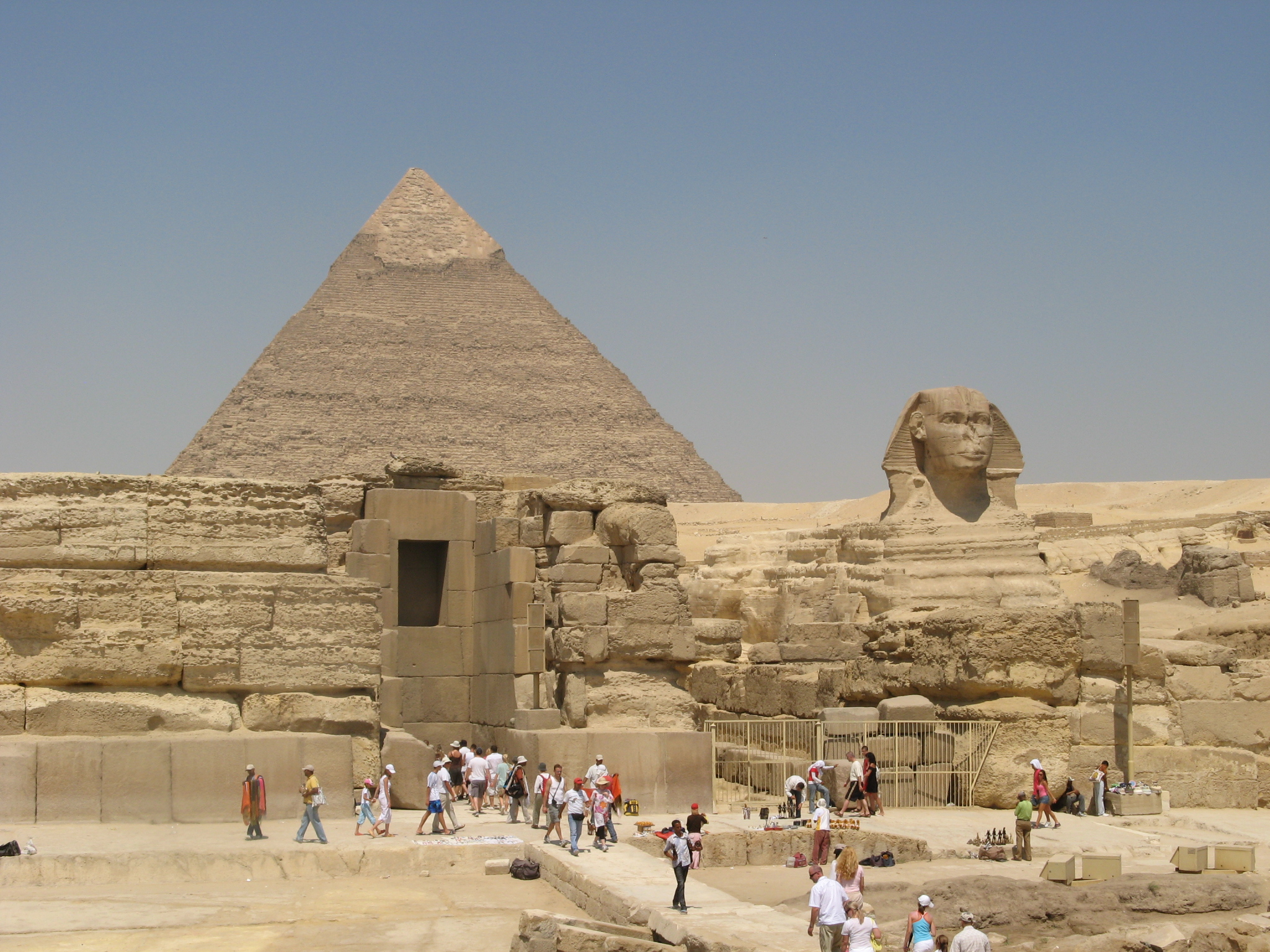
기자의 대스핑크스 근처 카프레 피라미드 단지의 관광객

## 같이 보기
- 이집트학
- 고대 이집트 유물 용어집
- 고대 이집트 관련 문서 색인
- 고대 이집트 개요
- 고대 이집트인 목록
- 고대 이집트의 발명품 및 발견 목록
- 고대 이집트의 고고학
- 이집트 고고학 지도
- 영국 확산주의 학파

### 내용주
1. ↑  두 명의 주요 왕비와 대규모 하렘을 통해 람세스 2세는 100명이 넘는 자녀를 낳았다. (Clayton (1994), 146쪽)
2. ↑  Killebrew & Lehmann (2013), 2쪽에서 발췌: "1881년 프랑스 이집트학자 G. 마스페로(1896)가 처음 만든 다소 오해의 소지가 있는 용어인 "바다 민족"은 루카, 쉐르덴, 쉐켈레시, 테레시, 에크웨시, 데니옌, 시킬/제케르, 웨쉐시, 펠레셋(필리스틴) 등의 민족명을 포함한다. 각주: 현대 용어 "바다 민족"은 신왕국 이집트 문서 여러 곳에서 "섬"에서 유래했다고 나타나는 민족을 지칭한다... 본 제목에서 "바다 민족"이라는 용어와 함께 인용 부호를 사용하는 것은 이 흔히 사용되는 용어의 문제점을 강조하기 위함이다. "바다의"라는 명칭은 쉐르덴, 쉐켈레시, 에크웨시에만 나타난다. 이후 이 용어는 필리스틴을 포함하여 여러 추가 민족명에 다소 무분별하게 적용되었는데, 필리스틴은 가장 초기에 메르넵타와 람세스 3세 통치 기간 동안 북쪽에서 온 침략자로 묘사된다."  - Drews (1993), 48–61쪽에서 발췌: "기원전 1200년경 대규모 "바다 민족의 이주"가 일어났다는 주장은 메르넵타의 통치 시대와 람세스 3세의 통치 시대에서 발견된 이집트 비문을 근거로 한다. 그러나 비문 자체에는 그러한 이주가 전혀 나타나지 않는다. '바다 민족'에 대해 이집트 문헌들이 말하는 바를 검토한 후, 한 이집트학자(볼프강 헬크)는 최근 불분명한 점들이 있지만, "확실한 한 가지는 이집트 문헌에 따르면 우리는 '민족 대이동'을 다루고 있지 않다는 점이다."라고 언급했다. 따라서 이주 가설은 비문 자체가 아닌 그 해석에 기반한다."
3. ↑  수치는 성인 기대수명이며 출생 시 기대수명을 반영하지 않는다. (Filer (1995), 25쪽)
4. ↑  수에즈 운하 참조.
5. ↑  이집트 수학에 대한 이해는 이용 가능한 자료의 부족과 발견된 텍스트에 대한 철저한 연구 부족으로 인해 불완전하다. (Imhausen (2007), 13쪽)

## 참고 문헌

### 인용된 저작
- Aldred, Cyril (1988). 《Akhenaten, King of Egypt》. Thames and Hudson. ISBN 978-0-500-05048-4.
- Allen, James P. (2000). 《Middle Egyptian: An Introduction to the Language and Culture of Hieroglyphs》. Cambridge University Press. ISBN 978-0-521-77483-3.
- Anderson, Jaynie (2003). 《Tiepolo's Cleopatra》. Melbourne: Macmillan. ISBN 978-1-876832-44-5. 2019년 10월 7일에 원본 문서에서 보존된 문서. 2015년 11월 15일에 확인함.
- Aston, Barbara G. (1994). 《Ancient Egyptian Stone Vessels: Materials and Forms》. Studien zur Archäologie und Geschichte Altägyptens 5. Heidelberger Orientverlag. 23–26쪽. ISBN 978-3-927552-12-8.
- Aston, Barbara G.; Harrell, James A.; Shaw, Ian (2000). 〈Stone: Obsidian〉.   Nicholson, Paul T.; Shaw, Ian. 《Ancient Egyptian Materials and Technology》. Cambridge University Press. 46–47쪽. ISBN 978-0-521-45257-1.
- “Astronomical Ceiling”. 메트로폴리탄 미술관. 2020년 5월 17일에 원본 문서에서 보존된 문서.
- Ataç, Mehmet-Ali (2014). 〈Egyptian Connections with the Larger World: Ancient Near East〉.   Hartwig, Melinda K. 《A Companion to Ancient Egyptian Art》. John Wiley & Sons. 423–446쪽. ISBN 978-1-4443-3350-3.
- Badawy, Alexander (1968). 《A History of Egyptian Architecture》 III. University of California Press. ISBN 978-0-520-00057-5.
- Billard, Jules B. (1978). 《Ancient Egypt, Discovering Its Splendors》. National Geographic Society. ISBN 978-0-87044-220-9.
- Bleiberg, Edward (2005). 《Arts and Humanities Through the Eras: Ancient Egypt 2675–332 B.C.E.》 1. Thomson/Gale. ISBN 978-0-7876-5698-0.
- Bonnet, Charles (2006). 《The Nubian Pharaohs》. New York: The American University in Cairo Press. 142–154쪽. ISBN 978-977-416-010-3.
- Bowman, Alan K. (2020년 10월 22일). “Ancient Egypt”. 《브리태니커 백과사전》. 2021년 1월 3일에 확인함.
- Boyle, Alan (2013년 4월 15일). “4,500-year-old harbor structures and papyrus texts unearthed in Egypt”. NBC 뉴스.
- Cerny, J. (1975). 〈Egypt from the Death of Ramesses III to the End of the Twenty-First Dynasty〉.   I.E.S. Edwards. 《The Cambridge Ancient History: Volume II, Part 2. History of the Middle East and the Aegean Region, c. 1380–1000 B.C》 i판. Cambridge University Press. 606쪽. ISBN 978-0-521-08691-2.
- Chadwick, Henry (2001). 《The Church in Ancient Society: From Galilee to Gregory the Great》. Oxford University Press. 373쪽. ISBN 978-0-19-152995-5.
- “Chronology”. 《Digital Egypt for Universities》. University College London. 2000. 2008년 3월 16일에 원본 문서에서 보존된 문서.
- “Chronology of the Naqada Period”. 《Digital Egypt for Universities》. University College London. 2001. 2008년 3월 28일에 원본 문서에서 보존된 문서.
- Clarke, Somers; Engelbach, Reginald (1990). 《Ancient Egyptian Construction and Architecture》 Unabridg reprint of Ancient Egyptian Masonry: The Building Craft originally publish by Oxfo University Press판. Dover Publications. ISBN 978-0-486-26485-1.
- Clayton, Peter A. (1994). 《Chronicle of the Pharaohs》. London: Thames and Hudson. ISBN 978-0-500-05074-3.
- Curry, Andrew (2011년 9월 5일). “Egypt's Ancient Fleet: Lost for Thousands of Years, Discovered in a Desolate Cave”. 《디스커버》.
- “Faience in different Periods”. 《Digital Egypt for Universities》. University College London. 2000. 2008년 3월 30일에 원본 문서에서 보존된 문서.
- D’Atanasio, Eugenia; Risi, Flavia; Ravasini, Francesco; Montinaro, Francesco; Hajiesmaeil, Mogge; Bonucci, Biancamaria; Pistacchia, Letizia; Amoako-Sakyi, Daniel; Bonito, Maria; Onidi, Sara; Colombo, Giulia; Semino, Ornella; Destro Bisol, Giovanni; Anagnostou, Paolo; Metspalu, Mait (2023년 12월 18일). 《The genomic echoes of the last Green Sahara on the Fulani and Sahelian people》. 《Current Biology》 33. 5495–5504.e4쪽. Bibcode:2023CBio...33E5495D. doi:10.1016/j.cub.2023.10.075. hdl:11573/1739042. ISSN 0960-9822. PMID 37995693. S2CID 265356320.
- Day, John; Gordon, Robert P.; Williamson, H.G.M., 편집. (1995). 《Wisdom in Ancient Israel》. Cambridge University Press. 23쪽. ISBN 978-0-521-62489-3.
- Dodson, Aidan (1991). 《Egyptian Rock-cut Tombs》. Shire. ISBN 978-0-7478-0128-3.
- Dodson, Aidan; Hilton, Dyan (2004). 《The Complete Royal Families of Ancient Egypt》. Thames & Hudson. ISBN 978-0-500-05128-3.
- Dodson, Aidan; Ikram, Salima (2008). 《The Tomb in Ancient Egypt: Royal and Private Sepulchres from the Early Dynastic Period to the Romans》. Thames & Hudson. ISBN 978-0-500-05139-9.
- Drews, Robert (1993). 《The End of the Bronze Age: Changes in Warfare and the Catastrophe Ca. 1200 B.C.》. Princeton University Press. 48–61쪽. ISBN 978-0-691-02591-9.
- “Egyptian pottery of the beginning of the First Dynasty, found in South Palestine”. 《Digital Egypt for Universities》. University College London. 2000. 2013년 5월 31일에 원본 문서에서 보존된 문서. 2022년 2월 11일에 확인함.
- El-Daly, Okasha (2005). 《Egyptology: The Missing Millennium: Ancient Egypt in Medieval Arabic Writings》. Routledge. ISBN 978-1-315-42976-2.
- Eltis, David; Bradley, Keith R.; Engerman, Stanley L.; Perry, Craig; Cartledge, Paul; Richardson, David; Drescher, Seymour (2021). 《The Cambridge World History of Slavery: Volume 2, AD 500–AD 1420》. Cambridge University Press. 150쪽. ISBN 978-0-521-84067-5.
- Emberling, Geoff (2011). 《Nubia: Ancient Kingdoms of Africa》. New York: Institute for the Study of the Ancient World. ISBN 978-0-615-48102-9.
- Filer, Joyce (1995). 《Disease》. University of Texas Press. ISBN 978-0-292-72498-3.
- Fregel, Rosa (2021년 11월 17일). 《Paleogenomics of the Neolithic Transition in North Africa》. 《Africa, the Cradle of Human Diversity》 (Brill). 213–235쪽. doi:10.1163/9789004500228_009. ISBN 978-90-04-50022-8. 2024년 1월 9일에 확인함.
- Gardiner, Sir Alan (1957). 《Egyptian Grammar: Being an Introduction to the Study of Hieroglyphs》. Published on behalf of the Griffith Institute, Ashmolean Museum, Oxford, by Oxford University Press. ISBN 978-0-900416-35-4.
- Grajetzki, W. (2007). 《Box Coffins in the Late Middle Kingdom and Second Intermediate Period》. 《Egitto e Vicino Oriente》 30. 41–54쪽. JSTOR 24233566.
- Greaves, R. H.; Little, O. H. (1930). 〈Gold Resources of Egypt〉. 《Compte Rendu of the XV Session, South Africa, 1929》. By International Geological Congress. Pretoria: Wallach. 123쪽.
- “Guardian Figure”. 메트로폴리탄 미술관. 2022년 2월 9일에 확인함.
- Gutgesell, Manfred (1998). 〈The Military〉.   Regine Schulz; Matthias Seidel. 《Egypt: The World of the Pharaohs》. Cologne: Könemann. 364–369쪽. ISBN 978-3-89508-913-8.
- Hassan, Fekri (2011년 2월 17일). “The Fall of the Old Kingdom”. 영국방송공사.
- Hayes, William C. (October 1964). 《Most Ancient Egypt: Chapter III. The Neolithic and Chalcolithic Communities of Northern Egypt》. 《Journal of Near Eastern Studies》 23. 217–272쪽. doi:10.1086/371778. ISSN 0022-2968. S2CID 161307683.
- Hayes, William C. (1973). 〈Egypt: Internal affairs from Tuthmosis I to the death of Amenophis III〉.   Edwards, I.E.S.; Gadd, C.J.; Hammond, N.G.L.; Sollberger, E. 《The Cambridge Ancient History: Volume II part I: History of the Middle East and the Aegean Region c. 1800–1380》 3판. Cambridge University Press. 380쪽. ISBN 978-0-521-08230-3.
- Heptner, V.G.; Sludskii, A.A. (1992). 〈Lion〉. 《Mammals of the Soviet Union. Volume II, Part 2. Carnivora (Hyaenas and Cats)》. Washington, DC: Smithsonian Institution and the National Science Foundation. 83–95쪽.
- Hodgson, Jason A.; Connie J.; Al-Meeri, Ali; Raaum, Ryan L. (2014년 6월 12일). 《Early Back-to-Africa Migration into the Horn of Africa》. 《PLOS Genetics》 10. e1004393쪽. doi:10.1371/journal.pgen.1004393. ISSN 1553-7404. PMC 4055572. PMID 24921250.
- Hogan, C.Michael (2011). 〈Sulfur〉.   A. Jorgensen; C.J. Cleveland. 《Encyclopedia of Earth》. Washington DC: National Council for Science and the Environment. 2012년 10월 28일에 원본 문서에서 보존된 문서.
- Ikram, Salima (1992). 《Choice Cuts: Meat Production in Ancient Egypt》. University of Cambridge. 5쪽. ISBN 978-90-6831-745-9.
- Ikram, Salima; Dodson, Aidan (1998). 《The Mummy in Ancient Egypt : equipping the dead for eternity》. London: Thames & Hudson. ISBN 978-0-500-05088-0. 2023년 11월 28일에 확인함.
- Ehret, Christopher (2023). 《Ancient Africa: A Global History, to 300 CE》. Princeton University Press. 82–90, 97, 167쪽. ISBN 978-0-691-24409-9.
- Imhausen, Annette (2007). 〈Egyptian Mathematics〉.   Victor J. Katz. 《The Mathematics of Egypt, Mesopotamia, China, India, and Islam: A Sourcebook》. Princeton University Press. ISBN 978-0-691-11485-9.
- James, T.G.H. (2005). 《The British Museum Concise Introduction to Ancient Egypt》. University of Michigan Press. ISBN 978-0-472-03137-5.
- Johnson, Janet H. (2002). “Women's Legal Rights in Ancient Egypt”. 《Fathom Archive》. University of Chicago.
- Keita, Shomarka (2022). 《Ancient Egyptian 'Origins and "Identity"'. In Ancient Egyptian society : challenging assumptions, exploring approaches》. Abingdon, Oxon: Routledge. 111–122쪽. ISBN 978-0367434632.
- Kemp, Barry J. (1989). 《Ancient Egypt: Anatomy of a Civilization》. London: Routledge. ISBN 978-0-415-06346-3.
- Killebrew, Ann E.; Lehmann, Gunnar, 편집. (2013). 《The Philistines and Other Sea Peoples in Text and Archaeology》 15. Society of Biblical Literature. ISBN 978-1-58983-721-8.
- Lichtheim, Miriam (1975). 《Ancient Egyptian Literature: The Old and Middle Kingdoms》. University of California Press. ISBN 978-0-520-02899-9.
- Lichtheim, Miriam (1980). 《Ancient Egyptian Literature: A Book of Readings》. University of California Press. ISBN 978-0-520-04020-5.
- Loprieno, Antonio (1995a). 《Ancient Egyptian: A Linguistic Introduction》. Cambridge University Press. ISBN 978-0-521-44849-9.
- Loprieno, Antonio (1995b). 〈Ancient Egyptian and other Afroasiatic Languages〉.   Jack M. Sasson. 《Civilizations of the ancient Near East》 4. Scribner. 2137–2150쪽. ISBN 978-0-684-19723-4.
- Loprieno, Antonio (2004). 〈Ancient Egyptian and Coptic〉.   Roger D. Woodard. 《The Cambridge Encyclopedia of the World's Ancient Languages》. Cambridge University Press. 160–192쪽. ISBN 978-0-521-56256-0.
- Lorenzi, Rossella (2013년 4월 12일). “Most Ancient Port, Hieroglyphic Papyri Found”. 《Seeker.com》.
- Lucas, Alfred (1962). 《Ancient Egyptian Materials and Industries》 4판. London: Edward Arnold. ISBN 978-1-85417-046-0.
- MacMullen, Ramsay (1984). 《Christianizing the Roman Empire: (A.D. 100–400)》. Yale University Press. 63쪽. ISBN 978-0-300-03642-8.
- McDowell, A. G. (1999). 《Village Life in Ancient Egypt: Laundry Lists and Love Songs》. Oxford University Press. ISBN 978-0-19-924753-0.
- Manuelian, Peter Der (1998). 《Egypt: The World of the Pharaohs》. Bonner Straße, Cologne Germany: Könemann Verlagsgesellschaft mbH. ISBN 3-89508-913-3.
- Meskell, Lynn (2004). 《Object Worlds in Ancient Egypt: Material Biographies Past and Present》. Berg. ISBN 978-1-85973-867-2.
- Metcalfe, Tom (2018년 12월 10일). “16 of the Most Interesting Ancient Board and Dice Games”. 《Live Science》.
- de Miroschedji, Pierre; Sadeq, Moain (2008). 〈Sakan, Tell es-〉. 《The New Encyclopedia of Archaeological Excavations in the Holy Land》. 5: Supplementary Volume. 이스라엘 탐사 학회/성서 고고학 학회 (BAS). 2024년 6월 23일에 확인함 – BAS Library 경유.
- Mohamed, Gobran (2022년 9월 8일). “Egypt recovers 16 historic artifacts from US”. 《Arab News》. 2023년 1월 14일에 확인함.
- Mokhtar, G. (1990). 《General History of Africa》. California: University of California Press. ISBN 978-0-520-06697-7.
- “Music in Ancient Egypt”. 《Digital Egypt for Universities》. University College London. 2003. 2008년 3월 28일에 원본 문서에서 보존된 문서.
- Nicholson, Paul T.; Shaw, Ian, 편집. (2000). 《Ancient Egyptian Materials and Technology》. Cambridge University Press. ISBN 978-0-521-45257-1.
- Nicholson, Paul T.; Peltenburg, Edgar (2000). 〈Egyptian faience〉.   Nicholson, Paul T.; Shaw, Ian. 《Ancient Egyptian Materials and Technology》. Cambridge University Press. 177–194쪽. ISBN 978-0-521-45257-1.
- Prendergast, Mary E.; Sawchuk, Elizabeth A.; Sirak, Kendra A. (2022년 10월 19일). 《Genetics and the African Past》 (PDF). 《Oxford Research Encyclopedia of African History》. doi:10.1093/acrefore/9780190277734.013.143. ISBN 978-0-19-027773-4. 2024년 1월 9일에 확인함.
- Oakes, Lorna; Gahlin, Lucia (2003). 《Ancient Egypt: An Illustrated Reference to the Myths, Religions, Pyramids and Temples of the Land of the Pharaohs》. Barnes & Noble. ISBN 978-0-7607-4943-2.
- O'Connor, David; Cline, Eric H. (2001). 《Amenhotep III: Perspectives on His Reign》. University of Michigan Press. 273쪽. ISBN 978-0-472-08833-1.
- Pećanac, Marija; Janjić, Zlata; Komarcević, Aleksandar;  외. (May 2013). 《Burns treatment in ancient times》. 《Medicinski Pregled》 66. 263–267쪽. PMID 23888738.
- Porat, Naomi (1986). 〈Local Industry of Egyptian Pottery in Southern Palestine During the Early Bronze I Period〉. 《Bulletin of the Egyptological Seminar》 8. Scholars Press. 109–129쪽.
- Porat, Naomi (1992). 〈An Egyptian colony in southern Palestine during the Late Predynastic/Early Dynastic period〉.   Edwin C. M. van den Brink. 《The Nile Delta in Transition: 4th.–3rd. Millennium B.C.: Proceedings of the Seminar Held in Cairo, 21–24 October 1990, at the Netherlands Institute of Archaeology and Arabic Studies》. Brink. 433–440쪽. ISBN 978-965-221-015-9.
- Redford, Donald B. (1992). 《Egypt, Canaan, and Israel in Ancient Times》. Princeton University Press. ISBN 978-0-691-03606-9.
- Redford, Donald B. (2003). 《The Oxford Essential Guide to Egyptian Mythology》. Berkley. ISBN 978-0-425-19096-8.
- Robins, Gay (2008). 《The Art of Ancient Egypt》 revis판. Harvard University Press. ISBN 978-0-674-03065-7.
- Ryholt, K.S.B. (1997). 《The Political Situation in Egypt During the Second Intermediate Period, c. 1800–1550 B.C.》. Museum Tusculanum Press. ISBN 978-87-7289-421-8.
- Scheel, Bernd (1989). 《Egyptian Metalworking and Tools》. Shire Publications. ISBN 978-0-7478-0001-9.
- Schuster, Angela M.H. (2000년 12월 11일). “This Old Boat”. 《아키올로지》.
- Seaburn, Paul (2018년 11월 21일). “4,000-Year-Old Board Game Called 58 Holes Discovered in Azerbaijan”. 《Mysterious Universe》.
- “Shabtis”. 《Digital Egypt for Universities》. University College London. 2001. 2008년 3월 24일에 원본 문서에서 보존된 문서.
- Sirak, Kendra A.; Sawchuk, Elizabeth A.; Prendergast, Mary E. (2022년 5월 18일). 《Ancient Human DNA and African Population History》 (PDF). 《Oxford Research Encyclopedia of Anthropology》. doi:10.1093/acrefore/9780190854584.013.484. ISBN 978-0-19-085458-4. 2024년 1월 9일에 확인함.
- “Social classes in ancient Egypt”. 《Digital Egypt for Universities》. University College London. 2003. 2007년 12월 13일에 원본 문서에서 보존된 문서.
- Skoglund, Pontus; Thompson, Jessica C.; Prendergast, Mary E.; Mittnik, Alissa; Sirak, Kendra; Hajdinjak, Mateja; Salie, Tasneem; Rohland, Nadin; Mallick, Swapan; Peltzer, Alexander; Heinze, Anja; Olalde, Iñigo; Ferry, Matthew; Harney, Eadaoin; Michel, Megan (September 2017). 《Reconstructing Prehistoric African Population Structure》. 《Cell》 171. 59–71.e21쪽. doi:10.1016/j.cell.2017.08.049. ISSN 0092-8674. PMC 5679310. PMID 28938123.
- Stiebing, William H. Jr; Helft, Susan N. (2023). 《Ancient Near Eastern History and Culture》. Taylor & Francis. 209–212쪽. ISBN 978-1-000-88066-3.
- Strouhal, Eugen (1989). 《Life in Ancient Egypt》. Norman: University of Oklahoma Press. ISBN 978-0-8061-2475-9.
- Török, László (1998). 《The Kingdom of Kush: Handbook of the Napatan-Meroitic Civilization》. Leiden: Brill. ISBN 978-90-04-10448-8.
- Tyldesley, Joyce (2001). 《Ramesses: Egypt's Greatest Pharaoh》. Penguin Books Ltd. 76–77쪽. ISBN 978-0-14-194978-9.
- “Types of temples in ancient Egypt”. 《Digital Egypt for Universities》. University College London. 2003. 2008년 3월 19일에 원본 문서에서 보존된 문서.
- Vittman, Günther (1991). 《Zum koptischen Sprachgut im Ägyptisch-Arabisch》 [the Coptic language in Egyptian Arabic]. 《Wiener Zeitschrift für die Kunde des Morgenlandes》 (독일어) 81. 197–227쪽. JSTOR 23865622.
- Wachsmann, Shelley (2009). 《Seagoing Ships & Seamanship in the Bronze Age Levant》. Texas A&M University Press. ISBN 978-1-60344-080-6.
- Turner, E.G. (1984). 〈Ptolemaic Egypt〉.   Walbank, F. W.; Astin, A. E.; Fredericksen, M. W.; Ogilvie, R.M. 《The Cambridge Ancient History: Volume VII, Part 1, The Hellenic World》 2판. Cambridge University Press. 125쪽. ISBN 978-0-521-23445-0.
- “Early Dynastic Egypt”. 《Digital Egypt for Universities》. University College London. 2001. 2008년 3월 4일에 원본 문서에서 보존된 문서.
- “Egypt: Coins of the Ptolemies”. 《Digital Egypt for Universities》. University College London. 2002.
- Ward, Cheryl (May 2001). 《World's Oldest Planked Boats》. 《아키올로지》 54.
- Wasserman, James, 편집. (1994). 《The Egyptian Book of the Dead: The Book of Going Forth by Day》. 번역 Raymond Faulkner. San Francisco: Chronicle Books. ISBN 978-0-8118-0767-8.

## 추가 자료
- Baines, John; Málek, Jaromír (2000). 《Cultural Atlas of Ancient Egypt》. Checkmark Books. ISBN 978-0-8160-4036-0.
- Bard, Kathryn A., 편집. (1999). 《Encyclopedia of the Archaeology of Ancient Egypt》. Routledge. ISBN 978-1-134-66525-9.
- Grimal, Nicolas (1994). 《A History of Ancient Egypt》. Wiley. ISBN 978-0-631-19396-8.
- Helck, Wolfgang; Otto, Eberhard, 편집. (1972–1992). 《이집트학 사전》. O. Harrassowitz. ISBN 978-3-447-01441-0.
- Lehner, Mark (1997). 《The Complete Pyramids》. London: Thames & Hudson. ISBN 978-0-500-05084-2.
- Mallory-Greenough, Leanne M. (December 2002). 《The Geographical, Spatial, and Temporal Distribution of Predynastic and First Dynasty Basalt Vessels》. 《Journal of Egyptian Archaeology》 88. 67–93쪽. doi:10.2307/3822337. JSTOR 3822337.
- Midant-Reynes, Beatrix (2000). 《The Prehistory of Egypt: From the First Egyptians to the First Pharaohs》. Wiley. ISBN 978-0-631-21787-9.
- Redford, Donald B., 편집. (2001). 《옥스포드 고대 이집트 백과사전》. Oxford University Press. ISBN 978-0-19-510234-5.
- Schuenemann, Verena J.; Peltzer, Alexander; Welte, Beatrix;  외. (2017). 《Ancient Egyptian mummy genomes suggest an increase of Sub-Saharan African ancestry in post-Roman periods》. 《Nature Communications》 8. 15694쪽. Bibcode:2017NatCo...815694S. doi:10.1038/ncomms15694. PMC 5459999. PMID 28556824.
- Wilkinson, R.H. (2000). 《The Complete Temples of Ancient Egypt》. London: Thames and Hudson. ISBN 978-0-500-05100-9.
- Wilkinson, R.H. (2003). 《The Complete Gods and Goddesses of Ancient Egypt》. London: Thames and Hudson. ISBN 978-0-500-05120-7.
- Zakrzewski, Sonia (2007). 《Population continuity or population change: Formation of the ancient Egyptian state》 (PDF). 《American Journal of Physical Anthropology》 132. 501–509쪽. doi:10.1002/ajpa.20569. PMID 17295300. 2022년 10월 9일에 원본 문서 (PDF)에서 보존된 문서.